# Frankokantabrische Höhlenkunst

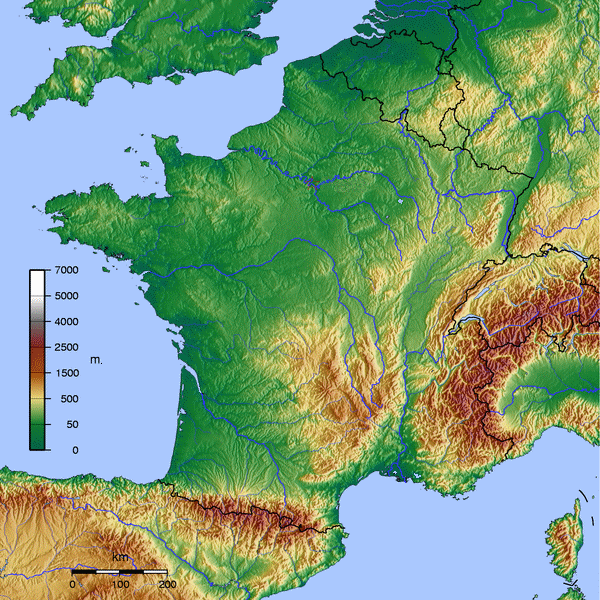
Topographische Karte. Beim Vergleich mit der unteren Karte erkennt man die bevorzugte Lage der Bilderhöhlen: an den Ausläufern von Gebirgen mit mächtigen Kalkformationen (Höhlenbildung), am Rand von Flusstälern und an Küsten (günstig für Jagd und Fischfang).

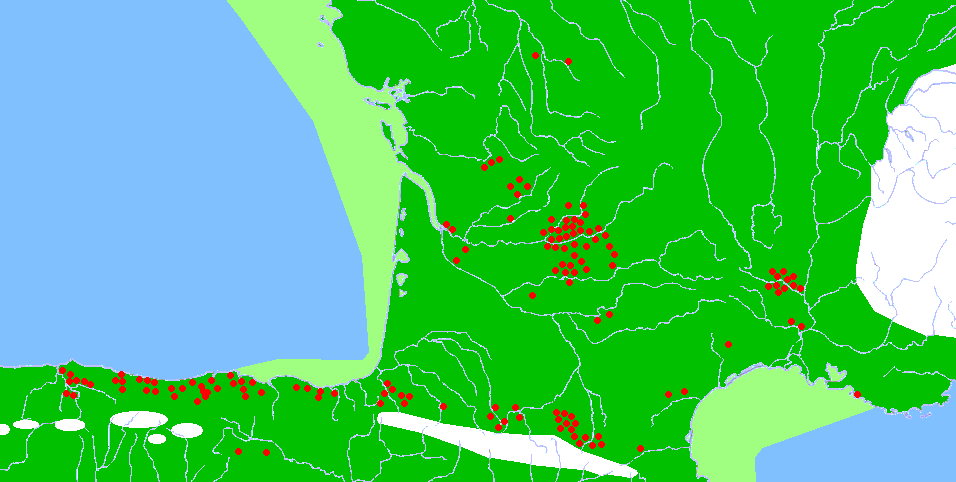
Archäologische Karte der frankokantabrischen Bilderhöhlen.
Rote Punkte: die wichtigsten Höhlen.
Weiß: ungefähre Ausdehnung der ständigen Vereisung.
Hellgrün: ungefähre Ausdehnung der jetzt unter Wasser liegenden Gebiete.

Die Lagekarte des Aurignacien zeigt die frühe Kunstentfaltung in Europa (37.000–28.000 BP)

Als frankokantabrische Höhlenkunst wird ein Kunstkreis des Jungpaläolithikums bezeichnet, dessen Verbreitungsgebiet in Südfrankreich und Nordspanien liegt. In den dortigen Höhlen entstanden im Laufe von ca. 20.000 Jahren (etwa 30.000 bis 10.000 BP) Malereien, Reliefs und Zeichnungen, vor allem an den Wänden (daher auch Parietalkunst genannt). Diese eiszeitliche Kunst ist oft von hoher künstlerischer Qualität. Außerdem wurden gemalte, plastische, gravierte und geritzte Werke der mobilen Kunst gefunden.
Allein in Frankreich sind bisher rund 150 Höhlen und Abris mit Höhlenkunst entdeckt worden (Stand 2000), die Zahl steigt jedoch ständig. Insgesamt fand man bis 2014 ca. 350 Bilderhöhlen im gesamten frankokantabrischen Raum.
Dieser Artikel besteht aus einem allgemeinen Teil und einem Listenteil. In den Listen werden stichwortartig die wichtigsten Daten und besondere Merkmale der Höhlen angegeben.

## Begriff
Der Begriff wurde seinerzeit zur Abgrenzung von der mesolithischen spanischen Levante-Kunst geprägt, also Felsmalereien und -gravuren außerhalb von Höhlen im östlichen Spanien. Die Bezeichnung wurde dann vorübergehend auf ähnliche Kunstwerke ganz Europas ausgedehnt. In Südfrankreich und Nordspanien liegen zwar die weitaus ältesten Fundstellen der Höhlenkunst weltweit, die Eigenständigkeit der anderen europäischen Höhlenkunst – etwa in Skandinavien, Süddeutschland, Osteuropa und auf dem Balkan – ist aber inzwischen erkannt worden. Man verwendet den Begriff nun einfach, um die erstaunliche regionale Häufung der jungpaläolithischen Höhlenkunst in Südfrankreich und Nordspanien zu bezeichnen. 90 Prozent der Höhlenmalereien konzentrieren sich auf dieses Gebiet.
Die Bezeichnung frankokantabrisch ist eigentlich nicht exakt, weil die nordspanischen Höhlen nicht alle in Kantabrien liegen, sondern auch weiter westlich in Asturien und weiter östlich im spanischen Baskenland. In Kantabrien befinden sich rund die Hälfte der nordspanischen Bilderhöhlen, darunter eine der schönsten und berühmtesten: die Höhle von Altamira.

## Bedeutung
Der belgische Religionshistoriker Julien Ries (1920–2013) notierte: „Das Entstehen einer Felskunst in der Dunkelheit tiefer Höhlen während der Kultur des Magdalénien stellt eine in der Geschichte einzigartige Tatsache dar [...] Seit einem Jahrhundert versuchen die Prähistoriker in das Geheimnis dieser Kulthöhlen und ihres ikonographischen und künstlerischen Reichtums einzudringen“. Die Qualität dieser Kunst ist so hoch, dass man sie als ersten Höhepunkt menschlichen Kunstschaffens betrachtet. Die frühen Entdecker nannten etwa die Höhle von Niaux das „Versailles der Prähistorie“ und die Höhle von Lascaux die „Sixtinische Kapelle des Paläolithikums“.
Zum UNESCO-Weltkulturerbe zählen in Frankreich seit 1979 die Höhlen des Vézère-Tals, darunter die Höhle von Lascaux. In Spanien wurde im Jahr 1985 die Höhle von Altamira zum Weltkulturerbe erklärt und im Jahr 2008 weitere 17 Höhlen (siehe Paläolithische Höhlenmalerei im Norden Spaniens).
Die Motive für die jahrtausendelange Ausgestaltung dieser Höhlen in ihren meist schwer zugänglichen, tiefen, dunklen und nicht bewohnten Bereichen werden in der religiösen Vorstellungswelt der damaligen Menschen vermutet (siehe hierzu prähistorischer Schamanismus). Emmanuel Anati (* 1930) sieht in dieser Fels- und Höhlenkunst den Ursprung des begrifflichen Denkens. Hermann Müller-Karpe spricht von einer „Bewusstseinsintensivierung“. Die in den großen Bildern enthaltenen Symbole können uns nach Ries in die Mythen des Homo sapiens einführen.

## Entdeckungs- und Forschungsgeschichte
Die Forschungsgeschichte begann, als die ersten Entdecker staunend vor den für sie unfassbar kunstvollen Hinterlassenschaften einer Zeit standen, die man bisher als primitiv eingestuft hatte.
Die Grotte Chabot im Département Gard wurde 1878 als erste gravierte Höhle entdeckt; der Fund der Malereien in der Höhle von Altamira folgte schon 1879. Von 1895 an wurde die prähistorische Kunst mit beiden Erscheinungsbildern – mobile plastische Kunst und die Bildkunst an den Höhlenwänden – als Kunst anerkannt. Von 1900 an verbreitete der französische Priester Henri Breuil (1877–1961) das Wissen über sie und betrieb einschlägige Forschungen.
Seit dem Ende des 19. Jahrhunderts unterstellte man dieser Kunst eine religiöse oder magische Bedeutung. Eine solche Betrachtungsweise schuf, so André Leroi-Gourhan, „ein Bewusstsein [...] für den gemeinsamen Ursprung von Religion und Kunst“. Die Deutungen waren aber von Anfang an umstritten. Andere sahen den prähistorischen Menschen als religionslos und seine Kunst als zweckfrei an.
Die Ethnologie fokussierte zu Beginn des 20. Jahrhunderts auf Konzepte wie Jagdzauber, wie er bei den Aborigines zu finden war. Vor allem Henri Breuil vertrat diese Richtung. Andere Autoren favorisierten den Totemismus oder den Schamanismus als Erklärung. Diese Deutungsversuche bezogen sich nicht nur auf die frankokantabrische Höhlenkunst, waren aber maßgeblich von ihr bestimmt – die meisten der damals führenden Prähistoriker waren Franzosen.
In den 1970er und 1980er Jahren bildete sich unter dem Einfluss von Prähistorikern wie André Leroi-Gourhan, Annette Laming-Emperaire, Yves Coppens, Emmanuel Anati, Paolo Graziosi und A. Beltran eine Koordinationsgruppe für die Forschung, das Studium und die Erhaltung der Fels- und Höhlenkunst. Sie erreichte, dass einige Höhlen für die Öffentlichkeit gesperrt wurden, nachdem die Touristenströme mittlerweile mehr Schaden an den Bildern angerichtet hatten als die zwanzigtausend Jahre zuvor. Durch die Zusammenarbeit von Forschern und inspiriert durch die Entdeckung weiterer Bilderhöhlen wie der Grotte Chauvet und der Grotte Cosquer entstand ein erstes Gesamtbild dieses Erbes.

## Allgemeine Voraussetzungen: Umwelt, Mensch und Kultur
Warum die frankokantabrische Höhlenkunst überhaupt entstand, ist umstritten. Mehrere Faktoren spielten bei dieser „jungpaläolithischen Revolution“ eine Rolle:
- die Umwelt des Jungpaläolithikums: der Wechsel zwischen wärmeren und kälteren Phasen innerhalb der Würm-Eiszeit, die Pflanzen- und Tierwelt;[11]
- der damalige Mensch: der Cro-Magnon-Mensch, der den Neandertaler verdrängte und dessen Auftauchen mit dem plötzlichen Beginn der Kreativität zusammenfällt;[12]
- Höhlen und Höhlengruppen als Lebenszentren im Zusammenhang mit den Wanderungen der Jagdtiere und als Heiligtümer;[13]
- die Entstehung einer differenzierten Sozialstruktur;[14]
- die Entwicklung des menschlichen Bewusstseins.[15]

### Die eiszeitliche Umwelt

#### Klima

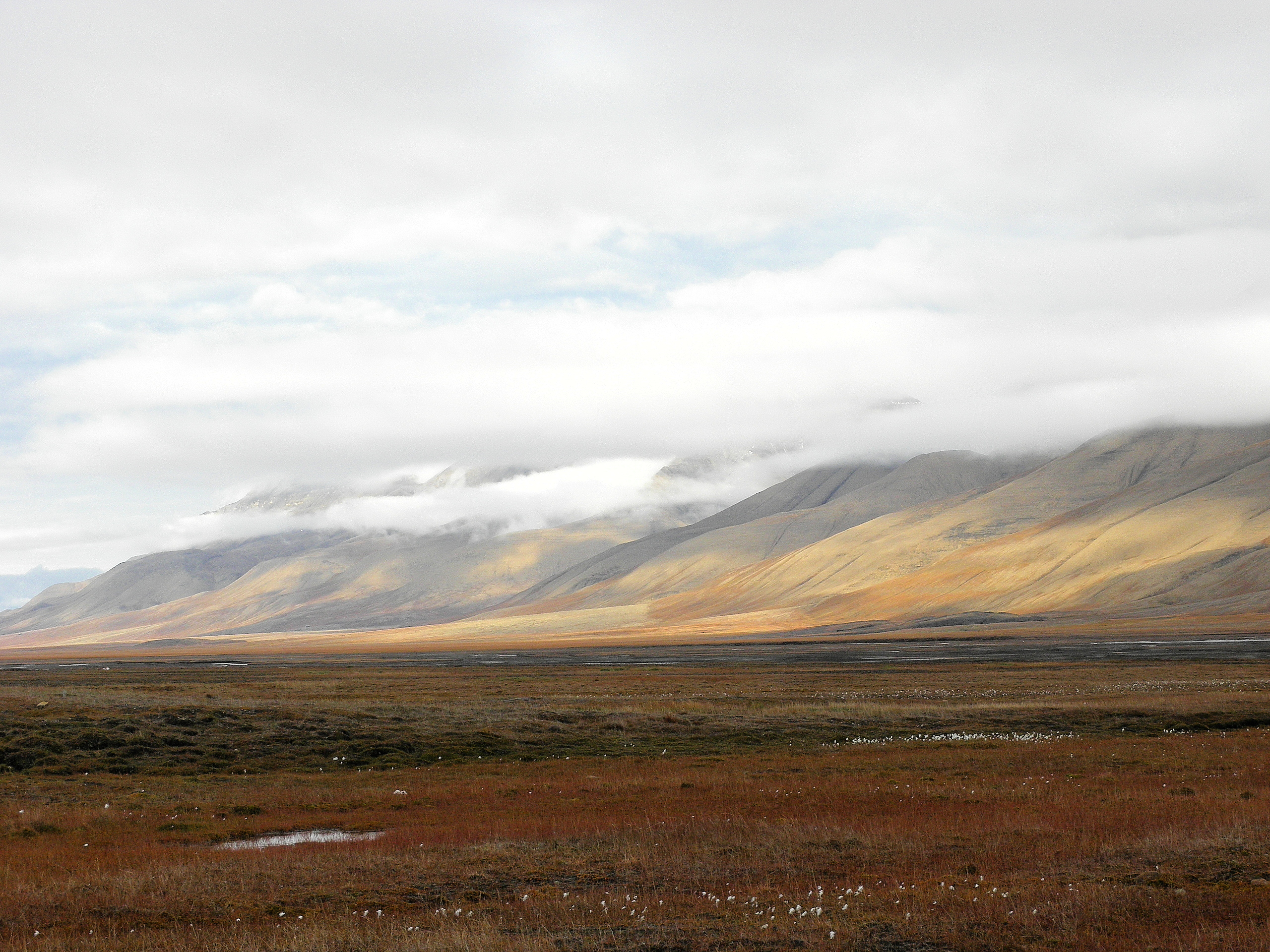
So wie diese herbstliche Tundralandschaft auf Spitzbergen kann man sich den größten Teil Frankreichs während der kälteren Phasen der letzten Eiszeit vorstellen

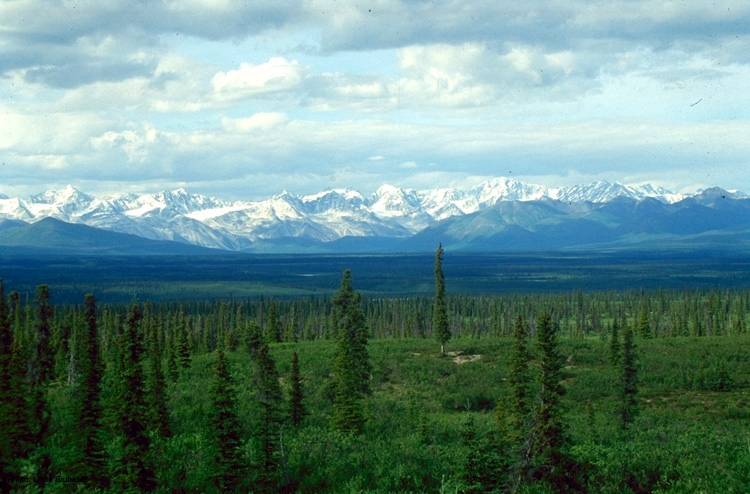
Während der wärmeren Phasen drang der mit Birken und Espen durchsetzte boreale Nadelwald (hier in Alaska) etwas weiter nach Norden vor

Die letzte Kaltzeit des gegenwärtigen Eiszeitalters dauerte in Westeuropa etwa von 115.000 BP bis 10.000 BP. Im Alpenraum heißt sie Würm-Kaltzeit, in Nord- und Osteuropa Weichsel-Kaltzeit. Längere kalte Phasen (Stadiale) wurden von wärmeren und feuchteren Phasen unterbrochen (Interstadiale).
Die letzte Phase der letzten Kaltzeit ab etwa 35.000 BP ist mit dem Jungpaläolithikum identisch. In dieser Zeit entwickelte sich die frankokantabrische Höhlenkunst. Das Kältemaximum lag zwischen 20.000 und 18.000 BP, als der Rhônetalgletscher bis dicht vor das heutige Lyon reichte und fast das gesamte Gebiet des heutigen Südfrankreich eine baumlose Tundra war. Die Temperaturen lagen um 5 bis 13 °C niedriger als heute. Der Meeresspiegel lag um etwa 120 m tiefer als jetzt und der damalige Küstenverlauf oft über zehn Kilometer vor dem heutigen. Gletscher erstreckten sich als bis zu 3000 m dicke Eisschilde über weite Teile des nördlichen Europa, teilweise bis nach Mitteleuropa. Im Süden waren die Alpen bis tief ins Vorland vergletschert, ebenso die Pyrenäen. Der Raum zwischen dem nördlichen Eisschild und den Alpen war wie heute in Sibirien von Permafrostböden gekennzeichnet. Einige Sommer mögen mit heutigen kühlen Sommern vergleichbar gewesen sein, doch die Winter waren durchweg sehr kalt mit Temperaturen unter −10 °C über mehrere Wochen. Das Klima war in Europa relativ trocken.
Die letzte Kaltzeit schloss mit einem scharfen Kältezacken, der Jüngeren Dryas (ca. 12.700–11.700 BP). Die Temperatur sank um bis zu 15 Grad unter das heutige Niveau ab, die Vergletscherung nahm nochmals stark zu, der Meeresspiegel sank. Zu dieser Zeit war die frankokantabrische Höhlenkunst bereits im Niedergang begriffen. Sie endete mit der Erwärmung des Klimas vor etwa 11.700 Jahren, als das Holozän begann.

#### Pflanzenwelt
Für Erkenntnisse über die Flora sind paläobotanische Pollenbefunde die Hauptquellen. An den Rändern der nördlichen Eisschilde und bis weit nach Süden fand sich die wegen des Permafrostes baumlose Kältesteppe (Tundra), weiter südlich borealer Nadelwald (Taiga). Ganz im Süden – in Küstennähe und im unteren Rhônetal sowie in Nordspanien – gab es eine Parktundra mit vereinzelten Baumgruppen. Direkt an der Mittelmeerküste stand etwas dichterer Laubmischwald, ebenso an der Nordküste Spaniens. Weiter südlich ging die Landschaft wieder in relativ baumlose Trocken- bzw. Buschsavannen über. Die Ausdehnung dieser Bereiche war stark von den Phasen der Eiszeit abhängig, die sich als wärmere Interstadiale und Eisvorstöße abwechselten.
Die sogenannte Mammutsteppe der nördlicheren Breiten war mit einer arten- und nährstoffreichen Vegetation bewachsen und stellte für weidende Pflanzenfresser im Sommer einen üppigen Lebensraum dar, mit heutigen Almweiden vergleichbar. Der Winter bedeutete allerdings einen Nahrungsengpass. Die Steppenlandschaft des Südens war von Fichten-, Birken-, Erlen- und Kieferngehölzen aufgelockert und mit Wacholder, Süßgräsern und Beifuß bewachsen. Sie bot ebenso wie die baumlosen nördlichen Tundren einer artenreichen Fauna Schutz und Nahrung.

#### Tierwelt
Die Eiszeitmenschen lebten hauptsächlich als Großwildjäger. Für die Deutung der Höhlenbilder ist das Wissen über die jeweilige Verbreitung der Tierarten unentbehrlich. Die Tierwelt tritt uns in den Höhlenbildern vielfach entgegen, allerdings nicht gemäß der jägerischen Bedeutung einzelner Tierarten, die sich aus den Knochenresten ergibt. Insgesamt stammt unser Wissen über die damalige Großfauna sowohl aus Essensresten als auch aus den Darstellungen in den Höhlen, wobei diese oft anatomisch ungenau sind, so dass manchmal die Tierart nicht bestimmt werden kann.
Als größere Jagdtiere sind Rentiere, Steinböcke und Gämsen nachgewiesen, dazu der Steppenbison. Vor allem in der älteren Literatur schwankt die Bezeichnung Wisent und Bison. Es handelt sich hier aber eindeutig um den Steppenbison (Bison priscus), der zu Beginn des Holozäns in Europa ausstarb. Weiter gab es Wildpferde, eine ausgestorbene Wildeselart und Saiga-Antilopen.
Bevorzugte Jagdbeute waren Pferde, Steinböcke und insbesondere Rentiere. Teilweise stammen 99 Prozent der gefundenen Knochen von Rentieren. Sie sind vor allem im Spätglazial derart häufig, dass man sogar regionale Unterarten unterscheiden kann. Ihr Vordringen bis zu den Pyrenäen gilt als Klimaindikator. Das Rentier lieferte neben Fleisch und Fett auch Fell für Kleidung und Zelte, Sehnen und Därme als Nähmaterial sowie Knochen und Geweih für Waffen, Werkzeuge und die Kleinkunst.

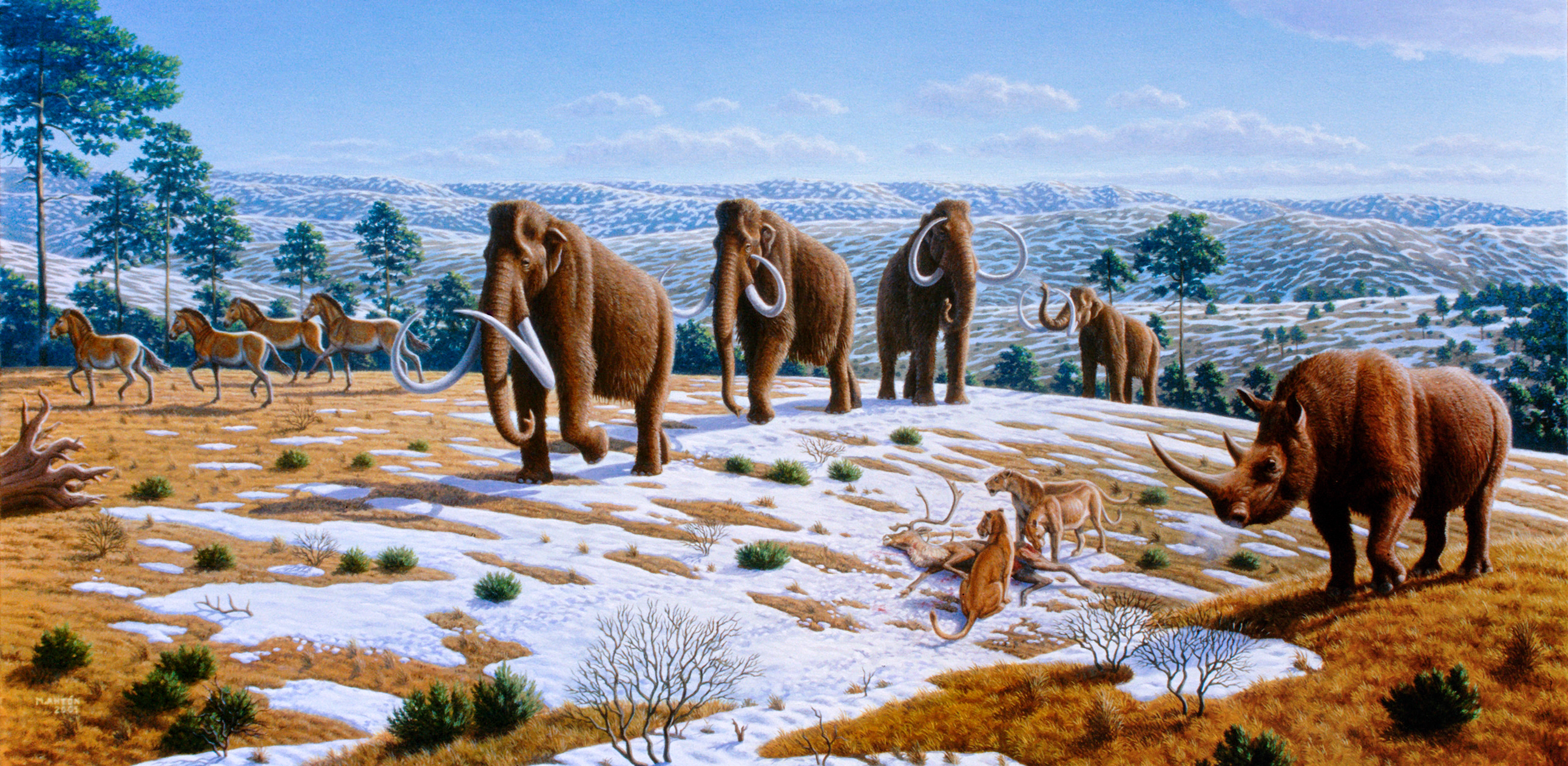
Eiszeitliche Landschaft in Nordspanien mit (von links) Wildpferden, Wollmammuts, drei Höhlenlöwen an einem Renkadaver und einem Wollnashorn (Phantasiezeichnung). Solchen Tieren könnten die Schöpfer der frankokantabrischen Höhlenkunst begegnet sein.

In den Tälern lebten Cerviden: Rothirsch, Reh und der später ausgestorbene Riesenhirsch. Während der Kaltzeiten konnten sich auch Elche in den gemäßigteren Zonen Europas aufhalten (wegen der ähnlichen Schaufelgeweihe sind sie auf Bildern von Riesenhirschen nicht immer unterscheidbar). Mit regional und zeitlich stark unterschiedlicher Dichte kamen Mammuts und Wollnashorn vor, die allerdings im Spätglazial immer seltener wurden, desgleichen die an ein kaltes, trockenes Klima besonders gut angepassten Moschusochsen.
Größere Pflanzenfresser sind auf große Nahrungsmengen angewiesen. Sie haben vor allem im Winter Schwierigkeiten und sind daher eher in den südlicheren Bereichen Frankreichs und im Norden Spaniens zu finden. Damhirsch und Wildschwein waren während der Kaltzeiten meist nur im Mittelmeergebiet verbreitet. Waldelefanten kamen wie das Waldnashorn während der Eiszeiten nur in den südlichen Regionen Europas vor, so dass ihre Repräsentanz auf Felsbildern der nördlicheren Zonen mit einem Fragezeichen versehen werden muss.
Auch Raubtiere gab es zahlreich: Höhlenhyäne, Höhlenlöwe, Höhlenluchs. Der riesige Höhlenbär und der kleinere Braunbär waren überwiegend Pflanzenfresser. Der Wolf war in Kleinformen an den Lagerplätzen des jüngeren Magdalénien präsent und diente wohl als Jagdhelfer wie als Nahrungsreserve. Die Anfänge der Wolf-Domestikation lassen sich bis in das mittlere Jungpaläolithikum (ca. 27.000–20.000 BP) verfolgen, ab 15.000 BP gilt seine Domestikation als relativ sicher. Auffallend ist jedenfalls, dass er praktisch nie auf Höhlenbildern auftaucht. Vom Vielfraß hingegen, einem wichtigen Raubtier des borealen Nadelwaldes, fanden sich zahlreiche Knochen in Höhlen. Während der Kaltzeiten ist vor allem der Eisfuchs nachweisbar, seltener der Rotfuchs, der eher an den Rändern der Tundren lebte.
Niederwild war für die Ernährung der Eiszeitmenschen durchaus von Bedeutung. Es gab Schneehasen (dem Feldhasen war es während der Eiszeiten im mittleren Europa zu kalt, ebenso dem Wildkaninchen), Dachse und Biber. Murmeltier und Ziesel waren häufige Steppenbewohner, ebenso wie der Steppenlemming, dessen Vorkommen als starker Hinweis auf Kaltzeitsteppen gewertet wird. Eichhörnchen und Flughörnchen waren dagegen auf Wälder angewiesen, ihre Fossilien gelten als Indikatoren für Waldbestände. Eiszeitlich war auch der Maulwurf häufig, der teilweise sogar in einer Riesenform imponiert. Auch kleinere Nagetiere, Pflanzen, Eier und Fische haben vermutlich einen bedeutenden Beitrag zur Ernährung geliefert.
An den Küsten gab es Robben, Alkenvögel und andere Meeresvögel, dazu reichlich Schalentiere.

### Der Mensch der Eiszeit und seine Kultur

Verbreitung des Cro-Magnon in Europa, dem Nahen Osten und in Nordafrika um 30.000 BP

#### Menschentyp
Man weiß aus Skelettfunden (Bestattungen), dass es sich bei den Schöpfern der Höhlenbilder um den anatomisch modernen Homo sapiens handelt, siehe Cro-Magnon-Mensch. Nach Europa kamen diese Menschen ab 40.000 BP, möglicherweise über den Nahen und Mittleren Osten. Als ihr Ursprung gilt Afrika, wo sie schon ab 100.000 BP nachgewiesen sind. Ihre Durchschnittsgröße lag bei 180 cm bei den Männern und 166 cm bei den Frauen. Der Körperbau entsprach dem heutiger Menschen. Die mit Primitivität assoziierte Bezeichnung „Höhlenmensch“ gilt heute als obsolet (außer wenn es rein deskriptiv darum geht, dass Höhlen bewohnt wurden).
Der Cro-Magnon-Mensch verdrängte den Neandertaler. Der genaue Hergang ist unklar. Die letzten Spuren des Neandertalers finden sich in Südspanien und Portugal; sie sind ca. 31.000 Jahre alt.
Das Werkzeug- und Waffenrepertoire jener Zeit umfasste unter anderem (Daten nach Hoffmann: Lexikon der Steinzeit) Pfeil und Bogen (Aurignacien vor > 30.000 BP), Speere mit einsetzbaren Spitzen (ab Solutréen), Speerschleudern (ab etwa 21.000 BP mit Schwerpunkt Dordogne), eine Art Bumerang (ab etwa 20.000 BP) und Harpunen (ab etwa 15.000 BP mit ablösbaren Widerhakenspitzen). Die Klingen- und Mikrolithentechnik reifte in Europa zwischen etwa 25.000 und 13.000 BP aus. Neben Holz wurden auch Knochen, Elfenbein und Horn als Materialien verwendet und häufig künstlerisch ausgestaltet.

#### Ernährung
Die Cro-Magnon-Menschen waren Jäger und Sammler. Das Entstehen einer baumlosen Umwelt hatte für die Ernährung der jungpaläolithischen Menschen weitreichende Bedeutung, denn die extrem fruchtbare Tundra mit ihren Lössböden bot vielen an die Kälte angepassten Tieren Nahrung. Die Herden müssen riesig gewesen sein. Die Menschen legten ihre Lager an den Wanderrouten der Tiere an, die häufig durch Täler und entlang von Flüssen führten. An Flüssen und Küsten wurde auch Fischfang betrieben (Befunde aus Essensresten und Darstellungen in Höhlenbildern).
Die Herdentiere folgten stets denselben Wanderrouten zwischen Sommer- und Winterweiden (wie die Bison- und Karibuherden in Nordamerika). Ein wesentlicher Faktor waren die wandernden Rentierherden, die zumindest bei sehr kaltem Klima gezwungen waren, den großen Flüssen zu folgen. Während der Vergletscherung wanderten Tierarten wie der Steinbock aus dem Gebirge ins Tiefland ab. Somit gab es auch in kalten Zeiten ein reichliches Angebot an Jagdwild.

#### Sozialstruktur
Diese günstigen Bedingungen führten zu einer hohen Bevölkerungsdichte, die ihrerseits Voraussetzung für das Entstehen einer differenzierten Sozialstruktur und einer ausgeprägten immateriellen Kultur mit Höhlenkunst und mobiler Kunst war. Besonders auffallend ist die enorme Zunahme des persönlichen Schmucks, die ab ca. 34.000 BP einsetzt und auf eine soziale Differenzierung hinweist, aber auch auf eine Lebensauffassung, die über die nur überlebensnotwendigen Strategien hinausgeht. Bemerkenswert ist auch die Zunahme der Grabbeigaben.
Die Höhlen waren Hauptstützpunkte, wo sich Frauen, Kinder und Alte aufhielten, während die Männer in größeren Gruppen zur Jagd gingen und von Lagerplatz zu Lagerplatz zogen. Man hat zahlreiche dieser sogenannten Freilandstationen gefunden, teilweise mit Fundamenten von Hütten. Eine auf verschiedene Siedlungsplätze und Höhlen verteilte Großgruppe konnte durchaus 500 Personen umfassen.

#### Höhlen als Aufenthalts- und Kultorte

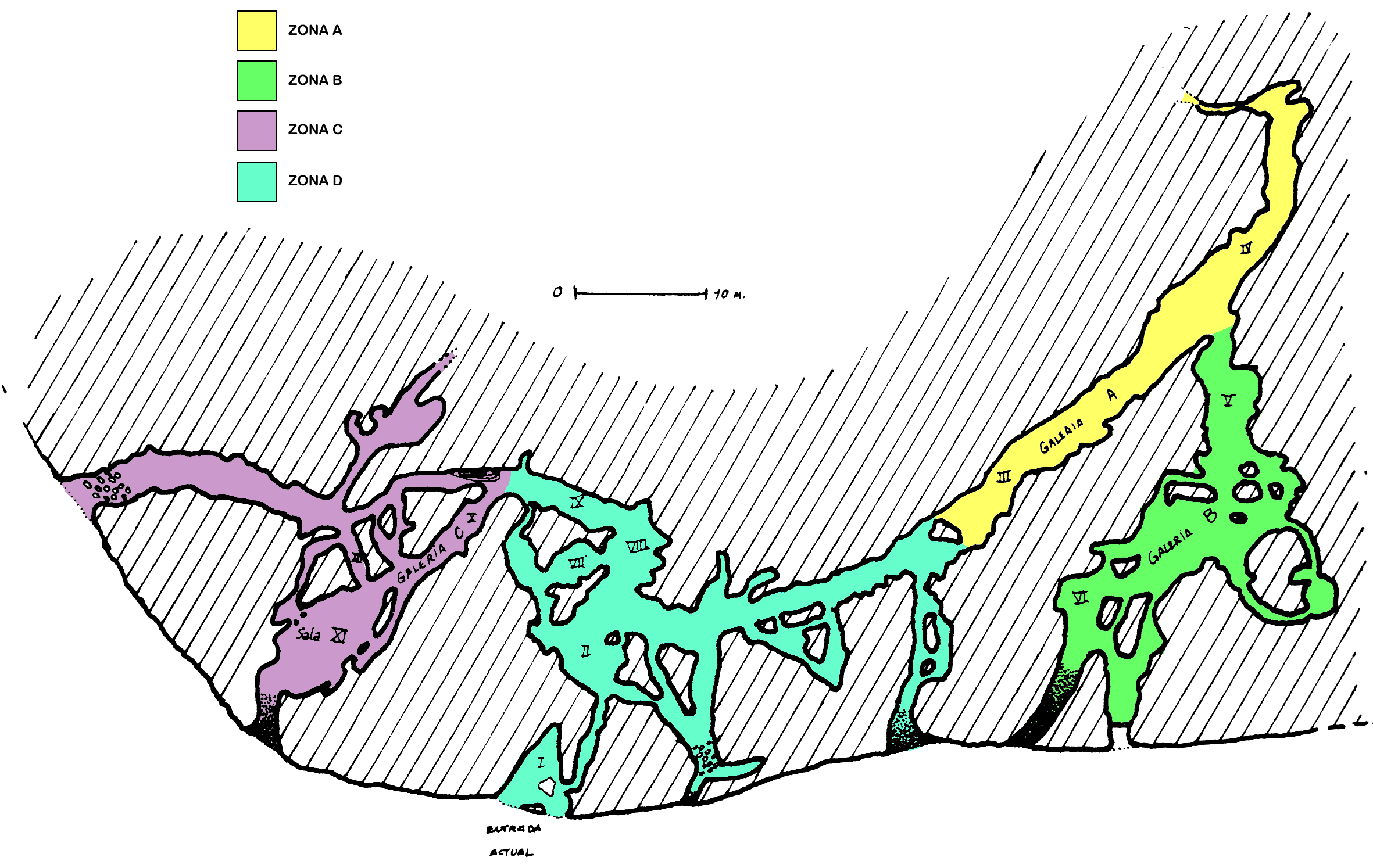
Plan der Höhle von La Pasiega

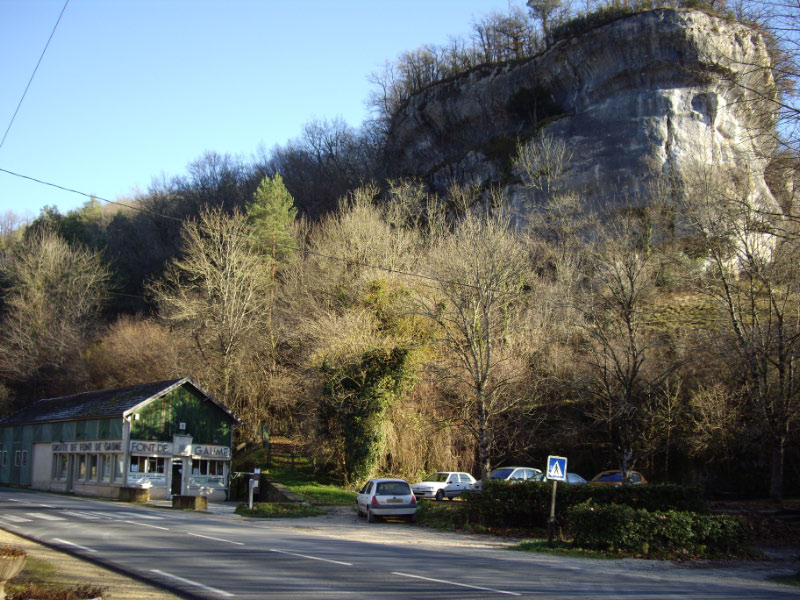
Font-de-Gaume: Die schmale Höhle war schlecht zugänglich und diente wohl vor allem als Kultort. Es wurden keine Kulturschichten in ihr gefunden. Nur am größeren der beiden Eingänge fanden sich einige Stein- und Knochengeräte sowie Ocker und Muschelschmuck.

Die hier in Frage kommenden Höhlen sind in den meisten Fällen Karsthöhlen, die im löslichen Kalkgestein unter Wassereinwirkung entstehen und oft große Systeme bilden. Sie sind als Tropfsteinhöhlen bekannt. In ihnen tropft und fließt ständig Wasser, wobei sich Seen, Siphons (unter Wasser liegende Gangsenken, die durchtaucht werden müssen) und unterirdische Flussläufe bilden können. Das Klima in solchen Höhlen ist sehr konstant, sowohl jahreszeitlich wie täglich: gleichmäßige Temperatur, hohe Luftfeuchtigkeit. Die Temperatur entspricht etwa der mittleren Jahrestemperatur der Umgebung.
Abgesehen von der Dunkelheit waren solche Höhlen keine angenehmen Wohnplätze. Höhlen wurden schon gegen Ende des Altpaläolithikums ab etwa 200.000 BP für gelegentliche Aufenthalte genutzt. Im Mittelpaläolithikum wurden auch die bisher wegen der tierischen Bewohner gemiedenen großen Höhlen (insbesondere Halbhöhlen) aufgesucht, allerdings nur im vordersten Teil, wie Funde ausweisen. Erst im Jungpaläolithikum drang man in größere Tiefen vor, die man dann für religiöse Zwecke genutzt zu haben scheint. In ihren vorderen Teilen wurden Höhlen im Jungpaläolithikum für längere Zeiten benutzt, manchmal auch mehrmals zu ganz verschiedenen, Jahrtausende auseinanderliegenden Perioden. Mitunter waren Halbhöhlen sogar durch Mäuerchen, Zwischenwände etc. gestaltet. In ihnen und in der näheren Umgebung finden sich vereinzelt Gräber.
Höhlen wurden nie regelgerecht bewohnt, teilweise waren sie dafür zu unzugänglich. Sie dienten offenbar als Kultorte. Man erkennt das daran, dass in einigen reichen Bilderhöhlen die sogenannten Kulturschichten (also der Müll der Bewohner) völlig fehlen. Bei vielen Höhlen vor allem des mittleren Magdalénien sind vor allem die dunklen, weit hinter der bewohnten Eingangszone liegenden Bereiche die eigentlichen Kultorte gewesen. Leroi-Gourhan vermutet, die Malereien und Gravuren seien mit der Zeit immer tiefer in den Höhlen angebracht worden. Erst gegen Ende des Jungpaläolithikums seien die Bilder wieder in die Taglichtzone am Höhleneingang zurückgekehrt.

### Das Ende der Eiszeit und der Höhlenkunst
Das Ende des Paläolithikums kam recht plötzlich und fällt mit dem Ende der Würm-Eiszeit zusammen. Die sich daran anschließende Warmzeit entspricht dem bis heute andauernden Holozän beziehungsweise kulturell in Europa dem Mesolithikum und dem Neolithikum.
Die weiten Ebenen wurden durch die Gletscherschmelze überschwemmt und verwandelten sich in eine Sumpf- und Seenlandschaft. In Europa breiteten sich nun dichte, undurchdringliche Wälder aus, die die Wanderungen großer Jagdtiere behinderten und damit auch für die Menschen weniger Lebensraum boten als die offenen Tundren mit ihren riesigen Herden. Manche Tiere wie das Mammut, das Wollnashorn und der Riesenhirsch konnten sich nicht anpassen und starben aus. Andere Tiere wie das Ren wanderten nach Norden ab, die Gämse wich ins Gebirge aus. Die Zahl der auf weiträumige Landschaften angewiesenen Wildpferde nahm rapide ab. Aus weiten Gebieten Europas verschwanden sie ganz, nur auf der Iberischen Halbinsel hielten sie sich bis ins frühe Neolithikum, dazu in den Steppen Asiens.
Die Bevölkerungszahl sank dramatisch, es kam zur mesolithischen Ernährungskrise. Die Menschen gingen dazu über, in Kleingruppen Niederwild zu erbeuten (archäologische Knochenfunde belegen das), und zwar offenbar bevorzugt mit Schlingen. Die nun zahlreichen Seen und Flüsse boten eine zusätzliche Nahrungsquelle, wie große Haufen von Muschel- und Schneckenschalen sowie Fischgräten bezeugen, die als ein Leitparadigma des Mesolithikums gelten. In dieser Nahrung zeigt sich aber auch die Ernährungskrise, denn Schalentiere haben einen geringen Nährwert (über 52.000 Austern entsprechen dem Nährwert eines Hirsches). Dafür waren in den Wäldern mehr Beeren, Pilze und Nüsse verfügbar.
Die Folgen waren erheblich. Die Menschen lebten jetzt in kleineren und weiter verstreuten Verbänden. Klans zerfielen in relativ autarke Kernfamilien. Die Tradierung kultureller Techniken wurde dadurch stark eingeschränkt. Die Heiligtümer mit ihren kostbaren Malereien verloren ihre Funktion und wurden aufgegeben, sofern sie nicht ohnehin im Meer versanken oder durch eindringendes Wasser oder Gerölllawinen unbewohnbar wurden. Nur die mobile Kunst blieb erhalten, meist aber nur noch ornamental und ohne figürliche Darstellungen. In Südwestfrankreich ging die Kultur des Magdalénien in die wesentlich kargere des Azilien über. Bestattungsfelder finden sich erst wieder ab dem späten Mesolithikum (etwa ab 6250 BP).

## Darstellungen in den Höhlen

### Techniken und formale Aspekte
Die Malereien und Zeichnungen können nach verschiedenen Aspekten analysiert werden. Dazu gehören zum Beispiel die Mal- bzw. Gravurtechnik, der Untergrund, die Farben und Hilfsmittel, aber auch Kriterien wie Anordnung, Perspektive, Details, Maße und Übermalungen.
Zeichen- und Maltechnik, Gravuren
Zeichnungen sind die am häufigsten erhaltene Art figürlicher Darstellung. Vor allem als Gravuren (die am häufigsten angewandte Technik) wurden sie mit spitzem Steingerät an Decken und Wänden angebracht. Die Umrisslinie mit Zeichenkohle gilt als eine der wichtigsten Erfindungen der frühen Kunst.
Strichzeichnungen wurden meist rot oder schwarz ausgeführt, vor allem wohl mit der gefärbten Fingerspitze, alternativ mit Ocker- oder Kohlestift. Ein flächiger Farbauftrag geschah entweder trocken (durch Reiben oder Aufstäuben) oder feucht. Flächen erzielte man auch durch das Verwischen der Farben mit den Fingern. Für das Auftragen mit Pinseln und anderen künstlichen Hilfsmitteln ist im Allgemeinen eine glatte Felsoberfläche notwendig, die es hier aber kaum gab. Der Untergrund ist meist naturbelassen. Gelegentlich, vor allem in späteren Stadien, finden sich Anzeichen, dass der Fels vorher geglättet wurde. Hier kamen möglicherweise auch Pinsel zum Einsatz.
Mitunter wurden die Konturen zusätzlich graviert, entweder als Vorzeichnung oder nach dem Farbauftrag zur Hervorhebung bestimmter Details. Beim Gravieren sind drei Methoden möglich:
- Ritzen, also Ziehen einer Linie mit einem Stichel,
- Picken als Aneinanderreihung kleiner Vertiefungen,
- Schleifen (nach dem Ritzen oder Picken): Erzeugung breiterer Rillen mit einem nassen Holzpflock.

Als weitere halbplastische Techniken kommen das Modellieren (meist mit Lehm) sowie das Relief vor, das meist in den Eingangsbereichen der Höhlen und in Abris erhalten ist.
Farben
Die farbigen Darstellungen sind oft durchgehend mehrfarbig. Die Polychromie ist zum Beispiel in Altamira und Font-de-Gaume besonders ausgeprägt, wo vielfältige Farbschattierungen virtuos eingesetzt wurden, im Gegensatz zu den älteren, nur flächigen Darstellungen etwa in Lascaux. Vor allem in den frühen Phasen (etwa in der Grotte Chauvet) finden sich auch einfarbige, schwarze Strichzeichnungen oder schwarze Malereien, mitunter ergänzt durch Gravuren. Ein späteres Beispiel für Monochromie ist Niaux.
Als Farbstoffe dienten Pigmentfarben, vor allem Eisenocker (Hämatit) für Tönungen von Rot bis Gelb und Braun. Pflanzliche und tierische Kohlen (die auch für C-14-Datierungen eingesetzt werden können) und Manganerde ergaben Schwarz. Gelb und Braun wurden meist durch eine Mischung mit Limonit (Brauneisenstein), Hämatit und Manganoxid erzielt. Zum Zerkleinern dienten Reibschalen und Stößel.
Anders als vielfach in der Fachliteratur angegeben wurden vermutlich keine Bindemittel benutzt, da vor allem fetthaltige Substanzen das Auftragen auf Fels stark erschweren. Die Farbmittel wurden vermutlich nur in Wasser gelöst. Bei Manganschwarz konnte Wasser nicht verwendet werden, weil dabei ein grünlicher Farbton entsteht, der in Höhlenbildern nirgends nachgewiesen ist.
Verteilung der Bilder
Die Verteilung der Bilder in Gängen und Sälen variiert. Mitunter sind sie locker angeordnet, manchmal aber so dicht aufeinander und übereinander gehäuft, dass jeweils nur die jüngste Darstellung erkennbar ist. Leroi-Gourhan hat aus der Verteilung der einzelnen Tierarten ein eigenes stilistisches Interpretationsschema entwickelt.
Figuren
Im Allgemeinen bestehen die Malereien aus einzelnen zusammenhanglosen Figuren, die allerdings an den Felswänden dicht gedrängt sein können. Gelegentlich werden Figurengruppen gezeigt, etwa Herden, mitunter auch zusammengehörende Gruppen verschiedener Tiere (Höhle von Les Combarelles). Ein szenischer Hintergrund, etwa eine Landschaft mit Pflanzen, kommt nicht vor. Die Größe der einzelnen Figuren variiert teils erheblich von einigen Zentimetern bis zu einigen Metern.
Perspektive
Üblich ist die Ansicht im Profil, meist mit klaren Konturlinien und in Bewegung. Ein räumlicher Eindruck ist kaum zu erkennen und meist eher zufällig. Entsprechend gibt es keine eigentliche Bildkomposition. Eine echte Perspektive ist in voller technischer Ausprägung kaum zu finden, allenfalls als perspektivische Verkürzung etwa von Gliedmaßen oder bei Hörnerpaaren.
Spätestens ab dem Gravettien findet sich jedoch verstärkt die verdrehte oder halbverdrehte Perspektive, bei der das Tier seitlich dargestellt ist und mit verdrehtem Kopf den Betrachter anblickt. Gelegentlich findet sich ein gestaffeltes Hintereinander von Tieren und eine perspektivisch korrekte Darstellung der Beinpaare (besonders perfekt in der Höhle von Teyjat).
Details
Die Detaildarstellung etwa von Fell oder Wisentbart ist besonders in den monochromen Zeichnungen von Niaux von hoher Vollendung. Die polychromen Bilder von Altamira und Font-de-Gaume erhielten ihre Wirkung durch nachträgliches Wegschaben einzelner Partien und Hinzufügung von dunkleren Partien, wobei Details durch feine Gravierungen noch herausgearbeitet wurden. Andere Einzelheiten wie Hufe oder Augen waren in vielen Höhlen formelhaft konzipiert, so dass eine lange Tradition der Darstellung vorausgesetzt werden kann, die zu einem Regelkodex führte.
Überlagerungen
Manchmal wurde im Laufe der teils jahrtausendelangen kultischen Nutzung ein altes Bild weggekratzt und ein neues eingefügt. Die vorige Abbildung wurde mit einer vorübergehend deckenden Schicht bestäubt, so dass die alte Darstellung nicht beim Malen störte. Manchmal wurde auch mehrfach übermalt, so dass sich eine regelrechte Malstratigraphie ergeben kann.

### Erhaltungszustand
Die Bilder sind lichtecht, säure- und alkalifest. Dieser Effekt ist von der Freskotechnik bekannt, bei der alkalifeste Farbe ohne Bindemittel in Wasser angerührt und auf frischen Kalkmörtel aufgetragen wird. Beim Abbinden des Kalkes werden die Pigmente von einer Sinterschicht fest umschlossen und gebunden. Solche Kalksinter bilden sich aber auch an den Höhlenwänden, wenn kalkhaltiges Wasser austritt und verdunstet, wobei der gelöste Kalk auskristallisiert (so entstehen auch Stalagmiten und Stalaktiten). Durch diesen natürlichen Kalksinter können aufgetragene Farben stabilisiert werden. In manchen Höhlen ist die Sinterschicht inzwischen so dick, dass die Bilder fast völlig darunter verschwunden sind. Überdies gehen eisenoxidhaltige Tone, etwa gebrannter Ocker, mit Kalk zementartige Verbindungen ein. Die Festigkeit und Dauerhaftigkeit vieler Höhlenbilder könnte durchaus in diesen Vorgängen begründet sein. Möglicherweise haben die Bilder sogar nur deshalb die Jahrtausende überdauert, weil sie ohne Bindemittel nach Art der Pastelltechnik oder Wasserfarbenmalerei entstanden sind und mit der Zeit zum „Naturfresko“ wurden.
Malereien findet man heute nur in den hinteren, dunklen Höhlenpartien, wo diese Erhaltungsbedingungen vorlagen. Die vorderen, bewohnten Höhlenteile waren oft dem Wetter ausgesetzt, die Temperaturen schwankten. Deshalb sind dort nur noch gravierte Darstellungen erhalten. Die Häufigkeit figürlicher Darstellungen in den dunkleren Bereichen der Höhlen erklärt sich aus den besseren Erhaltungsbedingungen dort. Es muss solche Darstellungen aber auch in vorderen, hellen Höhlenbereichen gegeben haben. Darauf deuten bemalte Schuttreste sowie einige erhaltene Malereien und Gravuren hin (z. B. La Ferrassie, La Madeleine).

### Motive und Themen
In der paläolithischen Kunst unterscheidet man gewöhnlich vier grundsätzliche Kategorien von Motiven: Tiere, Menschen (und Mischwesen), Zeichen, unbestimmte Linien. Bei den frankokantabrischen Höhlen spielen außerdem Hände eine Rolle.
Tiere

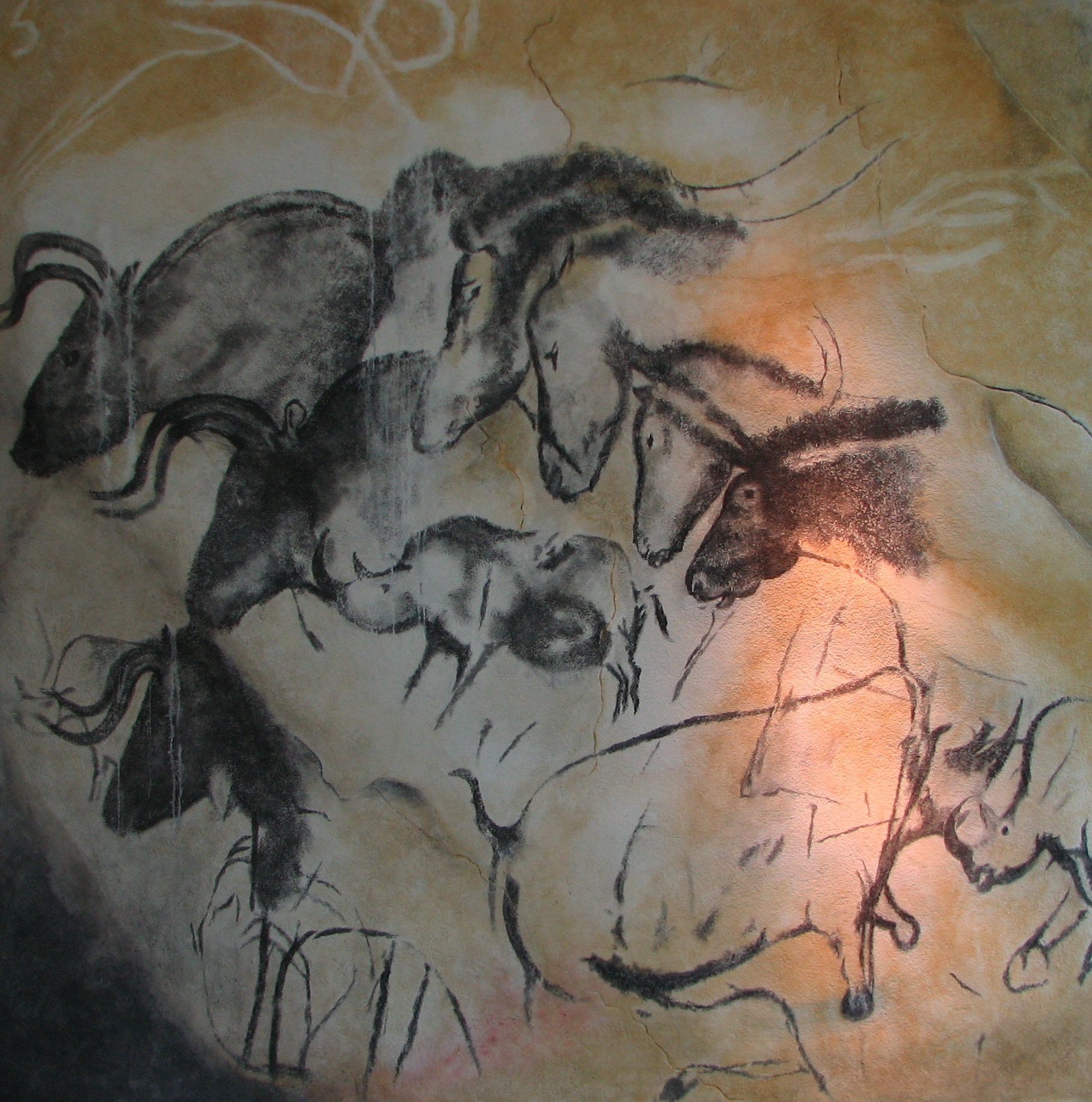
Teil des „Panneau der Pferde“ aus der Chauvet-Höhle (Replik); ca. 31.000 BP. Die Pferdegruppe ist möglicherweise eine Art Verhaltensstudie (von links nach rechts: in Ruhe, aggressiv, schlafend und grasend). Man erkennt außerdem drei Nashörner und drei Auerochsen.

Es gibt sehr viele Tierdarstellungen, insgesamt mehrere tausend. Die Tierarten entsprechen der oben genannten eiszeitlichen Fauna. Die Häufigkeit, in der sie abgebildet sind, folgte aber offenbar anderen Kriterien. Leroi-Gourhan hat Tierdarstellungen in 66 Höhlen oder geschmückten Abris statistisch ausgewertet, allerdings für einen größeren Gesamtraum: ganz Frankreich, Spanien und Italien. Dabei stellte er fest, dass nur ganz bestimmte Tierarten abgebildet wurden, die nicht einmal eine Hauptrolle im täglichen Leben spielen mussten. Nach Häufigkeit geordnet waren dies: 610 Pferde, 510 Bisons, 135 Hirschkühe und 112 Hirsche, 205 Mammuts, 176 Steinböcke, 137 Rinder, 84 Rentiere, 36 Bären, 29 Löwen und 16 Nashörner, acht Damhirsche, acht Fische, sechs Vögel, sechs Schlangen, drei unbestimmte Raubtiere, zwei Wildschweine, zwei Gämse (?) und eine Saiga-Antilope (?). Dazu kamen noch neun „Monstren“ wie das „Einhorn“ und die „Giraffen“ von Lascaux, die „Antilopen“ von Peche-Merle und das Ren mit Schwimmfüßen von Les Trois Frères.
- In den frankokantabrischen Höhlen sieht die Verteilung insgesamt wie folgt aus: Pferd 30 %, Bison 20 %, Steinbock 7,5 %, Ur 6,8 %, Hirsch/Riesenhirsch 7,1 %, Hirschkuh 6,2 %, Mammut 7,6 %, Ren 3,5 %, Bär 2,3 %, Löwe 2,2 %; der Rest unter 1 %. Dargestellt werden also vor allem die Pflanzenfresser, eher selten die besonders gefährlichen Tiere wie Bär, Löwe, Nashorn. Inwieweit sich daraus eine weidmännische Bedeutung ableiten lässt – mitunter sind die Tiere mit Pfeilen und Wunden oder sterbend dargestellt – oder stattdessen eine symbolische Bedeutung, ist umstritten.[55] Erstaunlich ist die relativ geringe Repräsentanz des Rens verglichen mit seiner hohen wirtschaftlichen Bedeutung.

- Geographisch sind die Tierbilder sehr ungleichmäßig verteilt. Die 135 Hirschkühe erscheinen vor allem in den spanischen Höhlen. Mammuts sind nur in ganz wenigen Höhlen präsent, die Hälfte von ihnen in Rouffignac. Schlangen fanden sich nur in Rouffignac. Bären, Löwen und Nashörner spielen insgesamt eine wichtige Rolle, sind aber gewöhnlich nur mit einem Exemplar pro Höhle vorhanden.

- Auch die Verteilung innerhalb der Höhlen ist ungleichmäßig: In den Mittelpartien der Höhlen und Abris finden sich 91 % der Bisons, 92 % der Rinder bzw. Auerochsen, 86 % der Pferde und 58 % der Mammuts; die übrigen Arten liegen jeweils unter 10 %. Hirsche und Steinböcke befinden sich meist im Eingangs-, Rand- und Endbereich, ebenso seltenere Tiere wie Bär und Löwe.[56]

Außerdem gibt es eine zeitliche Schwankung der Tierhäufigkeiten mit unterschiedlichen Prioritäten in den verschiedenen Kulturphasen.
Menschen und Mischwesen
Menschendarstellungen sind seltener (insgesamt ca. 1500 inklusive Kleinkunst und Handabdrücken). Sie sind nicht naturalistisch, teils fragmentarisch, manchmal geschlechtsneutral.
- Frauendarstellungen sind selten. Sie kommen fast nur als Ritzungen vor, manchmal nur pars pro toto als Vulvazeichnung. Häufig stehen sie im Zentralteil von Bildgruppen. Weibliche Darstellungen gruppieren sich bevorzugt mit Wisenten, Auerochsen und Mammuts. Ob sich daraus eine sexuelle Symbolik ableiten lässt, bleibt offen.

- Männliche Darstellungen sind etwas häufiger und ganz verschieden ausgeführt: teils als Profilumrisse, teils als Gesicht von vorne oder im Profil; teils ithyphallisch, manchmal nur ein Phallus. Männerdarstellungen finden sich fast immer in der Höhlenendzone oder am Rande einer Zentralkomposition, also entgegengesetzt zur weiblichen Position. Männliche Darstellungen gruppieren sich bevorzugt mit Pferden, Steinböcken und Hirschen.

- Besonders bemerkenswert sind Tier-Mensch-Mischwesen, die auch als Maskenträger und Schamanen gedeutet werden. Am bekanntesten sind hier die „Zauberer“ von Les Trois Frères und von Le Gabillou sowie zwei weniger deutliche Gestalten in Font-de-Gaume und La Pasiega.

Bemerkenswert ist, dass es in der gesamten paläolithischen Kunst Europas keine einzige Begattungsszene gibt.
Hände

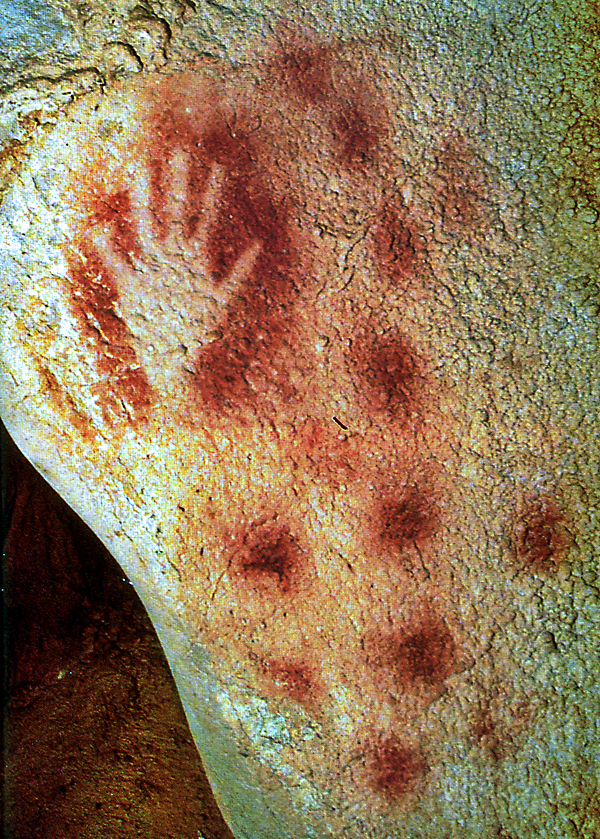
Handnegativ mit begleitenden Punkten in der Höhle von Pech Merle

Es gibt Handnegative und Handpositive: 500 Negative und 20 Positive in 20 Höhlen (auch weltweit kommen meist Handnegative vor). Handpositive wurden durch Aufdrücken von Farbe mit der Handfläche geschaffen, Handnegative entstanden durch Blasen von Farbstaub auf die an die Felswand gepresste Hand. In jedem Fall wurde ein persönlicher Kontakt zum Malgrund hergestellt, was nach Lewis-Williams als engst mögliche Kontaktaufnahme mit der Geisterwelt hinter den Höhlenwänden zu verstehen ist. Damit handelt es sich um einen der ältesten Nachweise für eine archetypische religiöse Metaphorik. Handabdrücke gehören zu den ersten Zeichen des Homo symbolicus.
Alle Datierungen der Handnegative verweisen sie in die früheste Periode der frankokantabrischen Felsbilder. Von späteren Bewohnern der Höhlen, die sie möglicherweise als gefährlichen Zauber empfanden, wurden sie zerstört oder übermalt.
Lange ging die Wissenschaft davon aus, dass in den Malereien Männer ihre Jagderfahrungen künstlerisch umgesetzt hatten, doch gab es dafür keine Beweise. Der Archäologe Dean Snow von der Pennsylvania State University analysierte Handabdrücke aus acht französischen und spanischen Steinzeithöhlen, darunter der Höhle von Gargas und fand heraus: Etwa drei Viertel aller farbigen Hände stammen von Frauen, es finden sich auch zahlreiche Handabdrücke von Kindern und Jugendlichen.
Zeichen

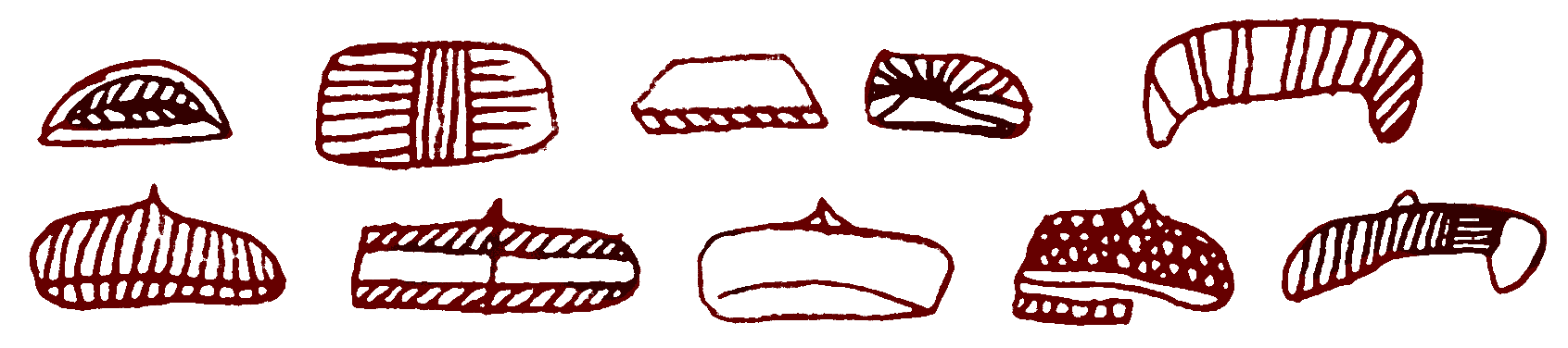
Tektiforme (dachförmige) Zeichen aus der spanischen La-Pasiega-Höhle

Geometrische Zeichen sind außerordentlich häufig. Es gibt Punkte, Rechtecke, Dreiecke, Gitter, Ovale, keulenförmige (claviforme) Symbole, Klammern, Haken, dachförmige Zeichen (^). Die Zeichen sind oft mit Tierdarstellungen assoziiert, markieren aber auch die Randbereiche der Höhlen.
Sie bilden regionale Gruppen und werden von Leroi-Gourhan auch als ethnische Marker ausgewertet. Die Fundstellen übereinstimmender Zeichen liegen bis zu 60 Kilometer voneinander entfernt, bei einigen Zeichen sogar bis zu 600 Kilometer, so dass man von kulturellen Beziehungen über diese Distanzen ausgehen kann.
Die keulenförmigen Symbole werden gerne als Abstraktionen von Frauen gedeutet, ansonsten ist die Bedeutung der geometrischen Zeichen spekulativ. Lewis-Williams deutet sie als Ergebnis einer Trance, Leroi-Gourhan unterlegt ihnen eine sexuelle Symbolik. Anati erwägt ein Zeichensystem im engeren Sinne. Um welche Art von Zeichen es sich handeln könnte, ist aber völlig unklar. In Frage kämen Bilderzeichen, in denen menschliche oder tierische Formen angedeutet werden; Begriffszeichen ähnlich den frühen Hieroglyphen; ungegenständliche Zeichen, die möglicherweise emotionale Zustände ausdrücken. Das kontinuierliche und relativ gleichförmige Vorkommen in sehr vielen Höhlen spricht jedenfalls für eine bewusst eingesetzte Bedeutung.
Linien
Linien kommen sehr verschiedenartig vor, teils wirr ineinander verschlungen und sich überlagernd. Sie sind häufiger graviert als gemalt. Manchmal sind sie mit Ocker ausgeführt oder zu Punkten aufgelöst. Sie kommen in beinahe allen Fundstätten vor und stellen teilweise ein Drittel bis die Hälfte aller Bildelemente, wobei sie oft Verbindungen zwischen den einzelnen Figuren herstellen. Leroi-Gourhan nennt sie „unvollendete Konturen“. Ob es sich teilweise um Zeichen handeln könnte, ist unklar. Die Interpretation der Linien ist extrem spekulativ.

### Deutungsansätze
Vor dem Jungpaläolithikum gab es noch keine Höhlenmalerei. Schon aufgrund der technischen Vollkommenheit setzen die frankokantabrischen Höhlenbilder eine jahrtausendelange Entwicklung voraus.
Die Malereien wurden zeitweise nur in den hinteren, dunklen Höhlenpartien angebracht (zu Details siehe Stilchronologie nach Leroi-Gourhan). Diese Bereiche waren zudem oft eng, steil und schwer erreichbar. Das Malen im schlecht beleuchteten Höhlendunkel, teilweise in verkrümmter Haltung oder im Liegen, war mit erheblichen Schwierigkeiten verbunden. Wegen des hohen Aufwandes müssen die Bilder zumindest zeitweise eine große Bedeutung für die damaligen Menschen gehabt haben. Müller-Karpe argumentiert, dass man bei „künstlerischen“ Ambitionen keinen dunklen und unbequemen Ort zum Malen wählen würde und dass die Darstellungen deshalb einen anderen, religiösen Zweck gehabt haben müssen. Dafür spricht auch die Abbildung symbolträchtiger Motive und die Tatsache, dass die hinteren Höhlenbereiche bemalt waren, obwohl sie gar nicht bewohnt wurden.
Diese Höhlen waren also keine Ateliers oder Museen, sondern Sakralräume, Heiligtümer, wie vor allem Leroi-Gourhan immer wieder betont, Orte, in denen die physische Welt und die metaphysischen hinter den Höhlenwänden ineinanderflossen. Man muss berücksichtigen, dass die Bilder ausschließlich im Flackerlicht von Fackeln und Lämpchen zu sehen waren, was eine ungeheure mystische Wirkung entfaltet. Die Höhlen waren Kultstätten, die im Erdinnern eingerichtet wurden. Häufige Deutungsmuster in diesem Zusammenhang sind Animismus, Animalismus und Totemismus, Schamanismus und Jagdmagie.
Die moderne Forschung legt unterdessen eine stärkere Betonung auf die gesellschaftlichen Zusammenhänge, vor allem auf die Notwendigkeit, nach der Jagd den Jagderfolg gemeinsam zu feiern und Rituale durchzuführen.
Der südafrikanischen Felsbildforscher David Lewis Williams bezog in seinem 2002 veröffentlichten Werk The Mind in the Cave, Consciousness and the Origins of Art neurologische Erkenntnisse in die Interpretation der Felsbildkunst ein.

## Chronologie

### Kulturstufen des Jungpaläolithikums
Man unterscheidet im Jungpaläolithikum Mittel-, West- und Südeuropas mehrere Kulturstufen, die teilweise nur regional gelten und sich teilweise überschneiden. Die Einteilung richtet sich nicht nach der Höhlenmalerei, sondern nach den jeweils typischen Werkzeuginventaren. Die Namen beziehen sich auf die in Frankreich liegenden Hauptfundstellen. Die angegebenen Zeitspannen sind Zirka-Werte und variieren in der Literatur gelegentlich um ein- bis zweitausend Jahre (oft fehlt auch die Angabe, ob die Datierung kalibriert ist).
- Das Châtelperronien ist eine Übergangsphase (ca. 38.000–33.000 BP). Es repräsentiert vor allem in Frankreich noch die Kultur der Neandertaler, das Moustérien, mit zahlreichen Funden in Höhlen, die der Neandertaler ebenfalls nutzte. Mögliche Einflüsse der Cro-Magnon-Kultur sind umstritten. Beginn künstlerischer Darstellungen mit Ritzzeichnungen auf Knochen. Verstärkt werden nun Knochen, Horn und Elfenbein als Materialien eingesetzt. Das Châtelperronien überschneidet sich mit dem Périgordien in Südwestfrankreich (ca. 36.000–30.000 BP), das als lokale Übergangstechnologie häufig auch dem Aurignacien und dem Gravettien zugerechnet wird. Das Périgord entwickelte sich später zu einem Hauptzentrum der frankokantabrischen Höhlenkunst.[75]

- Das Aurignacien (ca. 33.000–26.000 BP, Beginn in Ost- und Südeuropa ca. 45.000 BP) ist die erste wichtige Periode jungpaläolithischer Kunst, die allein vom Cromagnon getragen wird. Verbreitungsgebiet vom Nahen Osten bis zum Atlantik. In diese Periode fallen die ersten Bilderhöhlen. Für die Werkzeuginventare charakteristisch sind retuschierte Klingen und Mikrolithen.

- Das Gravettien (ca. 28.000–21.000 BP) bringt einen Aufschwung der prähistorischen Kunst. Die Kultur erstreckte sich über ganz Europa. Typisch ist das Aufkommen von Venusfigurinen und anderer Kleinplastiken (meist Tiere), dazu vermehrt Schmuck. Hochentwickelte Klingentechnologie, etwa Nähnadeln mit Öhr. Die Kleidung ist passgenau; außerhalb von Höhlen lebte man meist in Fellzelten, mitunter bereits in festen Behausungen.[76]

- Das Solutréen (ca. 21.000–18.000 BP) ist auf Südfrankreich (Zentralmassiv, Pyrenäen) und Nordspanien beschränkt. Die Steinbearbeitung ist auf dem Höhepunkt (Blattspitzen), die Bildkunst stagniert jedoch. Als Werke der Kleinkunst sind bemalte Steinplättchen mit Tierfiguren erhalten (in der ostspanischen Parpalló-Höhle fast 5000), während die Vollplastik fast völlig fehlt. Zahlreiche Lampen, mit denen man außer mit Fackeln das Höhleninnere erhellen konnte, wurden gefunden (in Lascaux allein 170, teils mit Henkel).[77]

- Im Magdalénien (ca. 18.000–10.000 BP) erreichte die paläolithische Kunst ihren Höhepunkt, gegen Ende aber auch einen Niedergang. Aus dieser Periode stammen die meisten Bilderhöhlen (siehe unten).

Die Zeit nach 10.000 BP wird je nach Region als Epipaläolithikum oder Mesolithikum bezeichnet, in Südfrankreich auch als Azilien. Die Höhlenkunst wurde innerhalb kurzer Zeit aufgegeben. Die Kunst beschränkte sich jetzt auf bemalte Gerölle. Die Werkzeuge wurden einfacher und plumper.

### Das Magdalénien als frankokantabrische Hauptperiode

Verbreitung der Magdalénien-Kultur (19.000–12.000 BP)

Das Magdalénien wurde nach dem Abri La Madeleine in der Dordogne benannt. Es ist die letzte jungpaläolithische Kulturstufe und gilt als Hauptperiode der frankokantabrischen Höhlenkunst.
Die Kunst der Bilderhöhlen gelangte zu höchster Entfaltung. Die Malereien kannten teilweise die Perspektive, waren mitunter mehrfarbig und manchmal unter Einbeziehung von Steinformationen halbplastisch. Auch Gravuren und Reliefs zeigen diese Techniken und sind in einigen Fällen auch noch farbig konturiert. Die Vollplastik (Elfenbein, Knochen oder Geweih) erreichte hier, obwohl im Gegensatz zum übrigen Europa eher von sekundärer Bedeutung, ebenfalls einen gewissen Höhepunkt, desgleichen meisterhaft ausgeführte Halbplastiken und Ritzungen auf diesen Materialien.
Es fanden sich Ohr- und Armringe, Amulette sowie Halsketten in sehr großer Zahl, wie Durchbohrungen ausweisen. Die Kleidung war oft mit aufgenähten Perlen und Muscheln verziert. Perlen, Schneckenhäuser und durchbohrte Muscheln zeigen Handelsbeziehungen in den Mittelmeerraum. Durchbohrte Zähne von Raubtieren waren wohl auch Statussymbole. In den Höhlen gab es regelrechte „Museen“ mit Mineralien- und Fossiliensammlungen. Auch Körperschmuck mit Farben ist nachweisbar.
Bei der Steinbearbeitung wurde im älteren Magdalénien ein Tiefpunkt erreicht. Das Magdalénien lässt sich anhand von typischen Werkzeugen in sechs Stufen gliedern (von alt nach jung):
- Magdalénien I – sternförmige kleine Bohrer
- Magdalénien II – Mikrolithen
- Magdalénien III – Speerschleudern, durchbohrte Stäbe, Speerspitzen, halbgerundete Stäbchen
- Magdalénien IV – Spitzen aus Rentierknochen mit seitlichen Kerben (Harpunenvorläufer), kleine Knochenrondelle (teils verziert)
- Magdalénien V – einseitig gezähnte Harpunen
- Magdalénien VI – Papageienschnabelstichel, Teyjat-Spitzen und beidseitig gezähnte Harpunen

### Stilchronologie nach Leroi-Gourhan
Leroi-Gourhans Analysen betreffen vor allem die stilistischen Beziehungen der Wandbilder untereinander sowie ihre Beziehung zur Topographie der Höhle. Dabei steht bei ihm das Prinzip der polaren Koppelung (also der Sexualität) im Vordergrund. Mit Hilfe statistischer Untersuchungen zieht er auch Schlüsse zum jeweiligen Aufbau der Höhlen als Heiligtümer. Mitunter lässt er die Sorgfalt des grabenden Archäologen außer Acht. Trotz aller Überschneidungen und zeitlichen Unschärfen wird sein System bis heute eingesetzt, auch in den folgenden Listen.
Den Stilen I bis IV geht eine präfigurative Periode voraus: Entwickeltes Moustérien ab 50.000 BP. Keine Bildwerke. Eingekerbte Knochen und Plaketten. Schmuck ab 35.000 BP im Châtelperronien. Ocker war bekannt.
- Stil I: Aurignacien ab 30.000 BP. Plumpe gemalte oder gravierte Bilder auf Steinplatten, meist nicht identifizierbare Tiere, dazu Genitalien. Keine Bilder an Felswänden, nur auf Kalksteinblöcken. Handnegative (Cosquer Phase 1).

Beispiele: La Ferrassie, Abri Cellier, Isturitz
- Stil II: Übergang aus Stil I im frühen Solutréen, etwa zwischen 25.000 und 20.000 BP. Die ältesten Tierbilder stammen aus dieser Periode, sind aber noch relativ schematisch, häufig mit stark gewellter Kopf-Rücken-Linie. Summarische Details charakterisieren die einzelnen Tierarten. Menschliche Figuren sind unproportioniert, oft mit überbetontem Rumpf. Meist mobile Kunst, aber auch Darstellungen an den Wänden der Eingangsbereiche von Höhlen, also noch im Tageslicht.

Beispiele: Pair-non-Pair, Gargas, Chabot
Stil I und II werden als primitive Periode zusammengefasst. Seit der Entdeckung der Grotte Cosquer ist diese Periode in der Abgrenzung vermutlich etwas nach hinten zu verlegen.
- Stil III (archaische Periode): jüngeres Solutréen, ca. 20.000 bis 15.000 BP. Die technische Beherrschung von Malereien, Plastiken und Gravierungen ist nun vollkommen. Die Formen ähneln noch Stil II, ebenso die Proportionen (kleine Köpfe und Extremitäten, sehr große Körper). Sehr große Zahl von Bildwerken. Vermehrt differenzierte Zeichen. Die Bilder befinden sich in der Tageslichtzone der Höhlen und im Halbdunkel bis in eine Tiefe von einigen Dutzend Metern, wo bereits künstliche Beleuchtung erforderlich ist.

Beispiele: Roc-de-Sers, Fourneau-du-Diable, Lascaux, Pech Merle, Covalanas, Pasiega
- Älterer Stil IV (klassische Periode): Magdalénien, ca. 15.000 bis 11.000 BP. Die Bilderhöhlen erreichen nun ihre größte Zahl und Verbreitung. Ausgeprägter Realismus der Formen mit einer Fülle von Details, etwa Fell und Mähnen. Die Perspektive der Hörner und Geweihe ist ausnahmslos normal. Die einzelnen Bilder sind jedoch meist noch nicht kompositorisch in den Höhlenraum eingebunden. Die menschlichen Figuren, auch die Statuetten, werden immer stärker stilisiert und auf einzelne Körperpartien reduziert (meist auf die Körpermitte). Die Bilder finden sich vom Eingangsbereich bis in eine Tiefe von mehr als einem Kilometer, mit teils schwierigen Zugängen.

Beispiele: Arcy-sur-Cure, Angles-sur-l’Anglin, Font-de-Gaume, Cap Blanc, Les Combarelles, Niaux, Les Trois-Frères, Rouffignac, Montespan, Altamira, Etcheberriko, El Castillo
- Jüngerer Stil IV (späte Periode): jüngeres Magdalénien, bis 10.000 BP. Die Höhlendekoration geht massiv zurück und findet nur noch in den Eingangsbereichen statt. Sehr realistische Tierdarstellungen, das Rentier wird jetzt vermehrt dargestellt. Die Produktion mobiler Kunst breitet sich unterdessen immer stärker über Europa aus und hält zwei- bis dreitausend Jahre länger an als die Kunstproduktion in den Höhlen. Spätestens um 9000 BP bricht die Entwicklung abrupt ab, und die Kunst des Magdalénien löst sich in ungelenken Formen und Schematismen auf.

Beispiele: Tejyat, Sainte-Eulalie
Dem Stil IV gehören 78 Prozent aller Werke der paläolithischen Kunst an.
Viele Höhlen gehören nur einer Periode an (z. B. Lascaux). Eine nicht geringe Anzahl von Höhlen und tiefen Höhlenbereichen scheint in einem Zuge dekoriert und dann kaum noch frequentiert worden zu sein (z. B. die tieferen Bereiche von Niaux). Die Besiedelung einer Höhle konnte sich aber auch über mehrere tausend Jahre erstrecken.
Manche Höhlen erstrecken sich über zwei Perioden, weisen also eine sehr lange Besiedelungsdauer auf (z. B. Altamira). In manchen Fällen finden sich Übermalungen, die von einer Wiederbesiedelung in einer späteren Epoche zeugen.

### Zur Datierung der Höhlen
Ehemals bewohnte Höhlen sind für Archäologen Archive der Vergangenheit, denn die Hinterlassenschaften der Menschen (und Tiere) wurden nach dem Verlassen der Höhle nach und nach von eingewehtem Sand oder Lössstaub, abgesprengtem Kalkschutt oder herabgestürztem Gestein bedeckt. Diese Kulturschichten, oft mehrere Meter dick, blieben meist ungestört und bilden heute mit ihren Inventaren eine verlässliche Grundlage für die Datierung. Das betrifft nicht nur die stratigraphische Abfolge der Fundschichten (relative Datierung). Oft ist anhand von Holzkohleresten auch eine absolute Datierung möglich. Mitunter können sogar Höhlenbilder anhand von Farbresten direkt datiert werden. Die Radiokarbonmethode ist allerdings mit verschiedenen Schwierigkeiten behaftet. Erst ab einem Alter von 11.500 Jahren können die Datierungen mit Hilfe anderer Methoden genau kalibriert werden.
Die Datierung ist vor allem dann problematisch, wenn nur Gravierungen vorhanden sind oder wenn es keine Werkzeugfunde gibt. Das Fehlen solcher Lebensspuren deutet darauf hin, dass die Höhle nur Heiligtum war und nie als Wohnort gedient hat. Die zeitliche Kongruenz mit Werkzeugfunden ist aber ohnehin oft nicht eindeutig.

## Die wichtigsten Höhlen bzw. Abris und ihre Bildprogramme
Die nachfolgenden Listen sind nicht vollständig. Aufgeführt sind nur Höhlen, in denen wesentliche Bilder und Plastiken sowie andere Werke der mobilen Kunst gefunden wurden. Die Informationen zu Höhlen und Abris sind den Dokumentationen bei Müller-Karpe und Leroi-Gourhan entnommen. Zugezogen wurden außerdem Bücher von Lorblanchet und Vialou. Zu den Datierungen der wichtigsten Höhlen siehe die Datierungstabelle bei Lorblanchet.
Geordnet sind die Fundstellen in Frankreich nach Départements von Norden nach Süden, in Spanien nach Regionen von Ost nach West, dann jeweils zuerst die älteren Stilperioden nach Leroi-Gourhan, soweit bekannt. Erstrecken sich die Darstellungen stilistisch über mehrere Perioden, ist die Fundstätte jeweils unter der ältesten aufgeführt. Die bei den Fundstellen liegenden Ortschaften sind in Klammern angegeben.

### Die französischen Höhlen
Die Fundstätten sind auf der Grundlage der Fundstellenkarten von Leroi-Gourhan und Müller-Karpe zu folgenden lokalen Gruppen zusammengefasst:
1. die nordfranzösischen Höhlen des Randbereiches
2. zentralfranzösische Höhlen am Rande des Massif Central und der Cevennen
3. die südwestfranzösischen Höhlen der atlantischen Küstenzone
4. die französischen Pyrenäen-Höhlen
5. die Höhlen des unteren Rhônetalbereichs und am Golfe du Lion

Mitunter werden in der Literatur historische Regionen angegeben: Aquitanien, Languedoc, Périgord, Provence, Quercy. Sie überschneiden sich teilweise und werden hier daher nicht verwendet.

#### Nordfrankreich

Département Indre

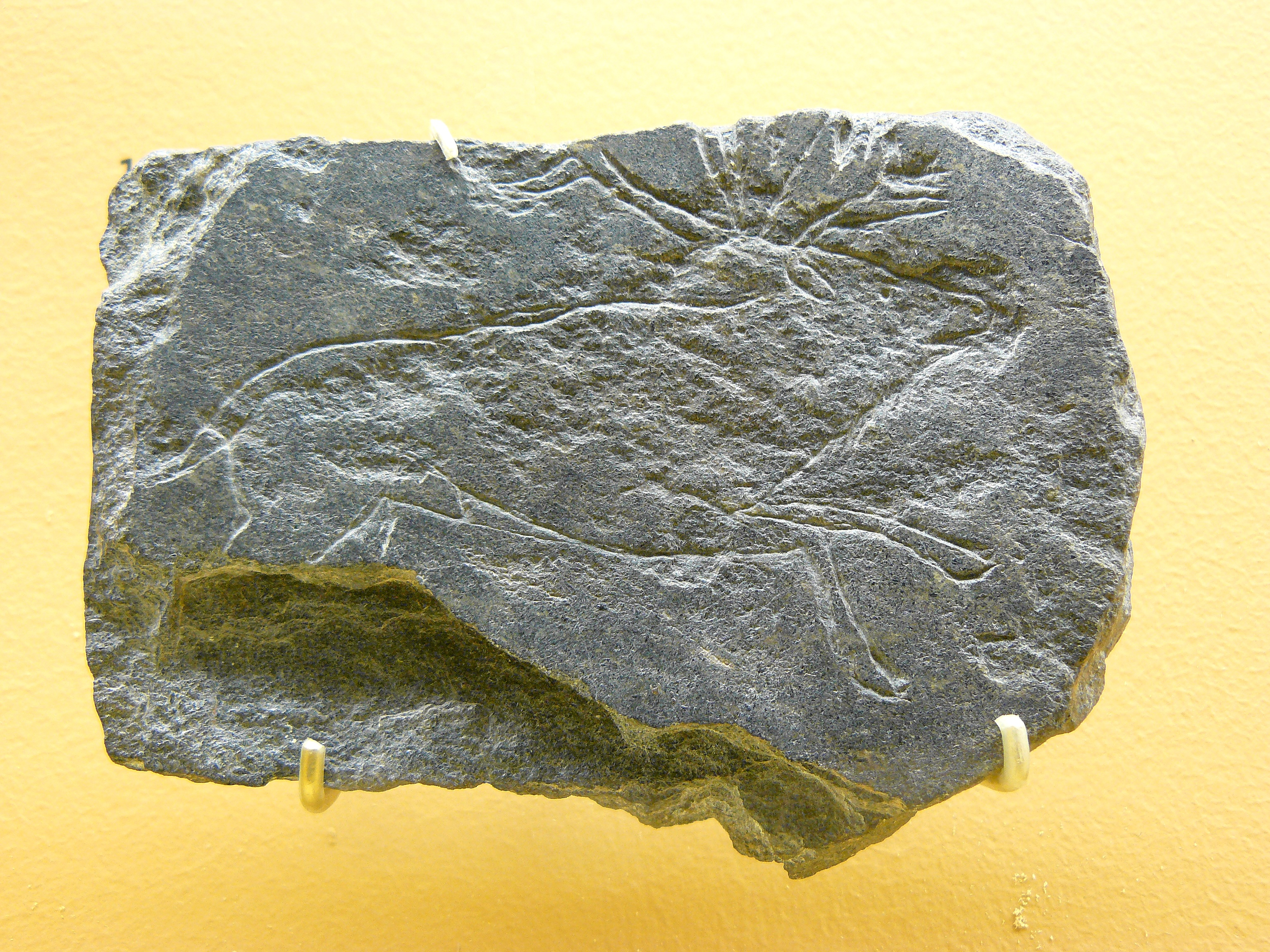
Hirschdarstellung auf einer Platte

- Abri Saint-Marcel (La Garenne): Nur mobile Kunst: durchlochter Rengeweihstab mit menschlichem Gesicht, gravierte Hirschdarstellung auf einer Steinplatte, geschnitzter Pferdekopf und Knochenanhänger mit der Figur eines springenden Cerviden. Datierung: Magdalénien.

Département Mayenne

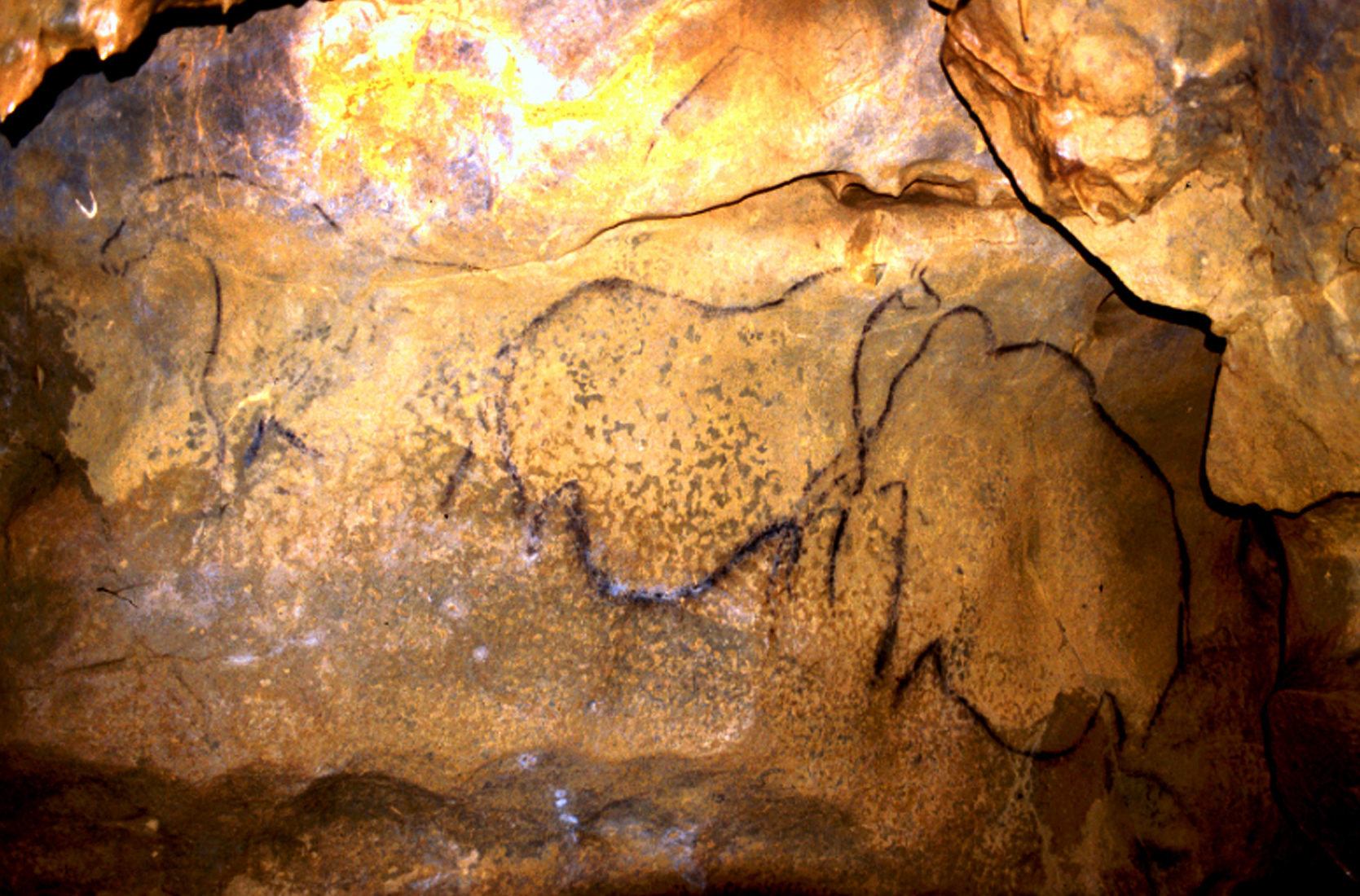
Pferdedarstellung

- Höhle La Dérouine (Saulges): Schwarz gemalte Darstellungen von Pferd, Bison und Mammut. Früher Stil III und Elemente von Stil IV bei den Zeichen. Enge Verwandtschaft zu Gouy.

Département Seine-Maritime
- Grotte de Gouy (Gouy): Zusammen mit den Höhlen La Dérouine und Arcy-sur-Cure gehört sie zur nördlichsten Vorgruppe der frankokantabrischen Höhlen. Sie enthält Gravierungen. Dargestellt sind Vulven, dazu fünf Pferdeköpfe sowie mehrere Gehörne oder gegabelte Zeichen. Es schließt sich ein Pferd an sowie ein weiteres Tier ohne Kopf und mehrere sich überlagernde Konturen von Auerochsen. Der Stil wird unter II eingeordnet mit Elementen von Stil IV.

Département Vienne
- Höhle La Marche (Lussac-les-Châteaux): Es wurden etwa 200 Steinplatten mit sehr feinen Gravierungen gefunden: einige Tiere, meist jedoch Menschen oder menschliche Köpfe. Die Echtheit dieser stilistisch völlig abweichenden Darstellungen ist jedoch umstritten. Stratigraphisch sollen sie aus spätpaläolithischen Schichten stammen.
In unmittelbarer Nähe wurde Ende der 1990er Jahre die Grotte Lussac-les-Châteaux mit mehreren Tiergravuren entdeckt, darunter ein schreitendes Mammut, dazu eine menschliche Gestalt mit gebeugten Knien. Die C-14-Datierung ergab 14.200 BP, also mittleres Magdalénien.[89]

- Abri Roc-aux-Sorciers (Angles-sur-l’Anglin): Ca. 30 m lange Reliefbilder von Bisons, Pferden, Steinböcken und zwei fragmentarischen weiblichen und einer männlichen Gestalt, teilweise in rot oder schwarz, teilweise auf von der Wand abgebrochenen Platten aus dem Protomagdalénien oder Magdalénien. Bemerkenswert ist der bärtige Kopf eines Menschen im Profil. Stil IV.

Département Yonne
- Höhlen von Arcy-sur-Cure: Höhlensystem aus vier Grotten mit der sogenannten Grotte du Cheval und der Grotte du Trilobite; eine Korridorhöhle. In der mit umfangreichen Werkzeuginventaren ausgestatteten, was die Kunst angeht aber dürftigen Trilobiten-Grotte wurde in der Gravettien-Schicht eine Schieferplatte mit übereinander gravierten Nashörnern gefunden, in der Magdalénien-Schicht fanden sich eine geschnitzte Käferskulptur und bemerkenswerterweise ein Knochenstück mit einer Pflanzengravierung. Die Pferdegrotte ist wesentlich fundreicher (aber kaum Werkzeuge) und enthält an den Wänden gravierte Darstellungen von Cerviden, Mammuts, Bisons und Hirschkühen sowie Vulven und einige Symbole. Datierung: früher Stil IV, mittleres Magdalénien.

#### Zentralmassiv und Cevennen

Département Dordogne
In der Dordogne befinden sich die meisten der frankokantabrischen Höhlen.
- Höhle Terme Pialat (Saint-Avit-Sénieur): In einer Aurignacien-Schicht ein Stein mit gravierten Umrisslinien von zwei weiblichen Gestalten, eine im Profil.

- Abris Cellier (Tursac), Castanet (Sergeac), De Belcayre (Tonac) und La Ferrassie (Le Bugue) enthalten lediglich gravierte Platten aus dem Aurignacien und frühen Gravettien. In der Aurignacien-Schicht von La Ferrassie fanden sich Bemalungsspuren und Reste von Reliefs (Steinbockkopf) sowie eine Platte mit Ritzung von Pferdeköpfen, auf einem Steinblock schwarze Bemalungen und Ritzungen eines Nashornkopfs. Stil I.

- Höhle Péchialet (Groléjac): In einer Gravettien-Schicht wurden drei figürliche Kunstwerke gefunden: auf einer Schieferplatte ein Bär mit zwei menschlichen (?) Gestalten, die Gravierung eines bärtigen Mannes und eine Frauenskulptur.

- Abris von Laussel und (Marquay): In der Gravettien-Schicht Steinblöcke mit Reliefs menschlicher Figuren (vier weibliche, eine männliche), darunter die berühmte Darstellung der „Frau mit Horn“ oder Venus von Laussel. Ockerspuren weisen auf eine frühere Bemalung hin. Stil II.

- Grotte La Grèze (Marquay): Einige tief eingerillte Bison-Gravierungen noch im Tageslichtbereich. Datierung Solutréen. Stil II.

- Höhle La Mouthe (Les Eyzies): Höhle mit Gravierungen des Stils II und Gravierungen und Malereien aus späteren Stilen. Die Ausschmückung ist besonders reich und umfasst die Perioden II, III und IV. Die jüngeren Darstellungen (Rinder, Pferd) finden sich im tieferen Bereich, die jüngsten am weitesten hinten. Zu den oben Gravuren des Stils II im vorderen Höhlenteil gesellen sich weiter hinten gravierte Darstellungen von Bisons, Steinböcken, einem Hirsch und Pferd, teils mit verdrehter Perspektive, die Ähnlichkeiten mit Lascaux, Gabillou und Pech Merle aufweisen (Stil II/III). In einer Seitenkammer befindet sich eine gemalte und gravierte Darstellung aus wirren Linien und rechteckigen Zeichen, die die „Hütte“ genannt wird, dazu eine gemalte Figurengruppe, die zum Stil IV gehört: Bisons, Rentiere, Pferde, Mammuts, Steinbock, sowie weiter hinten im zuletzt entdeckten Hauptheiligtum neben diesen Tieren auch noch ein Nashorn. Die dortigen Darstellungen auf der Bildertafel ähneln denen in Rouffignac.

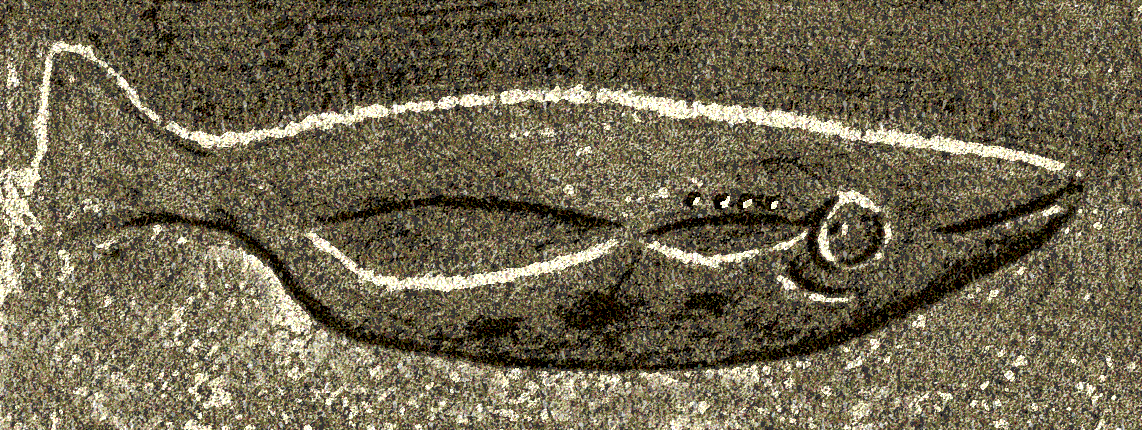
Gorge d’Enfer, Fischrelief an der Decke

- Abri Gorge d’Enfer (Les Eyzies): Gravierungen, stark zerstört bis auf einen Fisch an der Decke. Datierung stratigraphisch: Aurignacien. Stil II.

- Abri du Facteur (Tursac): Reste ehemals rot bemalter Kalksteinplatten. Bemerkenswert ist eine sorgfältig geschliffene weibliche Kalksteinstatuette, die möglicherweise eine Entbindung zeigt. Datierung stratigraphisch: Gravettien (Stil II).

- Freilandfund Bourdeilles, Le Fourneau du Diable (Bourdeilles): Der bei Grabungen gefundene Block ist mit meisterhaft ausgeführten Reliefs überzogen (Leroi-Gourhan nennt ihn eines der kostbarsten Dokumente paläolithischer Kunst[90]), die nach Ausführung und Stil dem frankokantabrischen Kreis zuzuordnen sind, obwohl sie nicht direkt einer Höhle entstammen, sondern unterhalb eines der zwei dortigen Abris gefunden wurden. Sie sind stratigraphisch und mit C-14 gut datierbar und zeigen Rinder, ein Pferd, Steinböcke oder Cerviden. Es bestehen Ähnlichkeiten mit Darstellungen in Lascaux. Stil III.

- Abris Les Roches (Sergeac): Mehrere Abris mit schwarzen Wandmalereien, Handabdruck und Resten eines Tierfrieses (Bisons und Pferde). Datierung Aurignacien und Magdalénien. Stil III.

- Höhle Villars (Villars): Das Höhlenheiligtum besteht aus drei Sälen und Gängen dazwischen. Es finden sich rote und schwarze Malereien: Rinder, Bison, Pferde, Steinböcke, evtl. ein Hirschkopf, dazu zahlreiche rote Punkte und abstrakte Zeichen. Datiert werden die Malereien auf die zweite Periode von Stil III, die in etwa dem frühen Magdalènien entspricht. Ähnlichkeiten gibt es zu Lascaux.

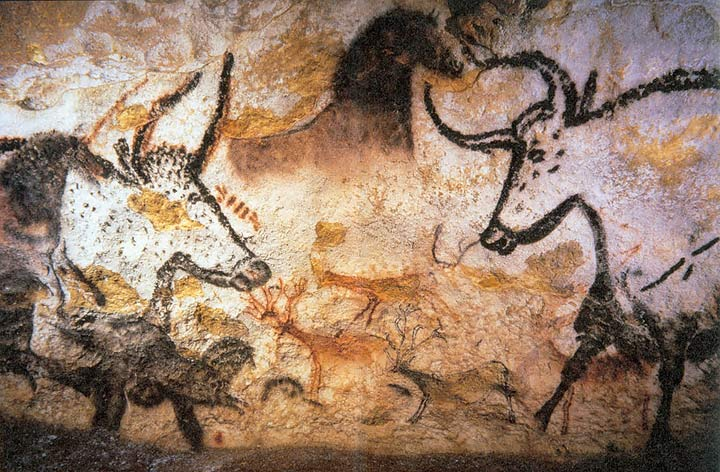
Lascaux, Bisons in oppositioneller Komposition

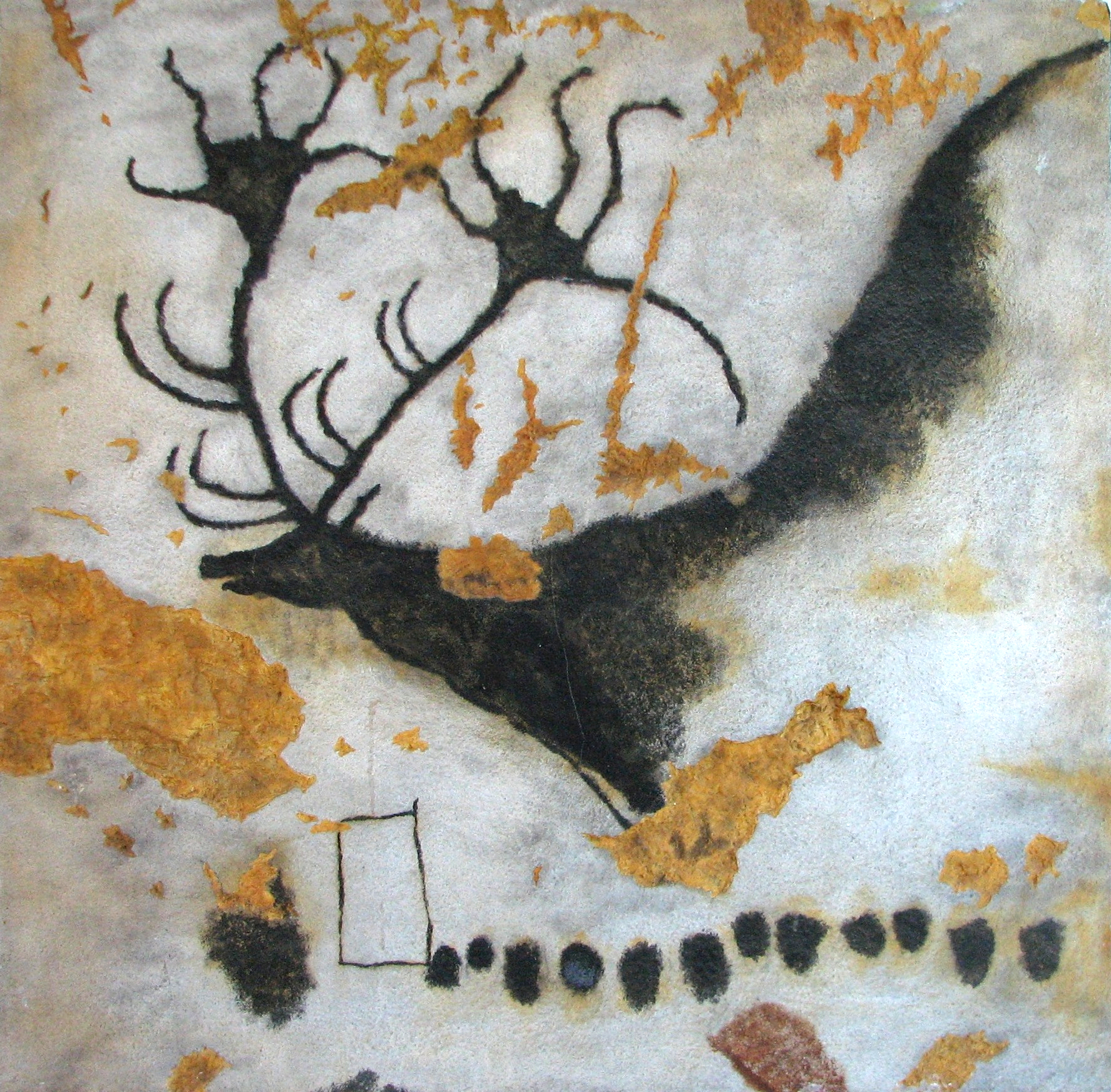
Lascaux, Riesenhirsch

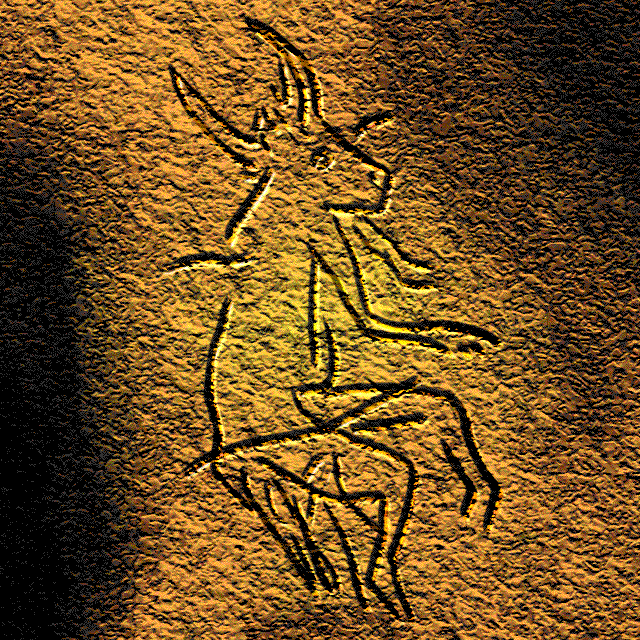
Der „Zauberer“ von Le Gabillou:
Die gravierte Gestalt wird häufig als Schamane interpretiert

- Höhle von Lascaux (Montignac-Lascaux): Eine eigentlich kleine, lediglich 100 m tiefe Höhle. Lascaux ist keine nach stilistischen Gesichtspunkten isoliert dastehende Höhle, vielmehr findet man in ihr zahlreiche Darstellungen, die denen in Gabillou, Font-de-Gaume, La Mouthe, Pech Merle und Villars ähneln; auf der spanischen Seite gibt es unter anderem Parallelen zu La Pasiega, Altamira und El Castillo. Durchgehend gehören die Bilder Stil III an: Tiere mit aufgeblähten Körpern und kleinen, auseinandergezogenen Beinen, teilweise kommt perspektivische Technik zum Einsatz. Ähnliche Tierdarstellungen finden sich in zwei datierten Fundorten: Roc-de-Sers und Bourdeilles, die definitiv aus dem Solutréen (19.000–16.000 BP) stammen. Sämtliche C-14-Datierungen überdecken den Zeitraum zwischen 18.500 und 15.500 BP.[91] Allerdings gibt es in Lascaux zahlreiche Übermalungen; und Henri Breuil unterschied alleine 22 Phasen der Ausschmückung innerhalb dieser Periode, eine nach Leroi-Gourhan allerdings wohl übertriebene Differenzierung. Inzwischen geht man aufgrund stilistischer Eigenheiten von zwei Hauptperioden aus, einem frühen Stil III und einem entwickelten Stil III, der in Stil IV übergeht. Die Darstellungen in der Passage und der Apsis sind wohl am ältesten. Bei den abstrakten Zeichen lassen sich drei Phasen unterscheiden.
Die Hauptbesiedelungsschicht entspricht offenbar dem frühen Magdalénien, und die C-14-Datierung ergab 17.000 BP, so dass man die Darstellungen von Lascaux zwischen der zweiten Hälfte des Solutréen und dem beginnenden mittleren Magdalénien einordnen kann, also III–IV.

- Höhle Bara-Bahau (Le Bugue): Zahlreiche, teils mit den Fingern gezogene Gravierungen von Bison, Pferd, Stier, Steinbock, evtl. eine Wildkatze, dazu ein Bär und ein Ren. Zahlreiche Linien. Stil III bis IV.

- Höhle Le Gabillou (Sourzac): Leroi-Gourhan nennt sie eine der wichtigsten Bilderhöhlen Frankreichs. Sie gehört dem Typ nach zu den Korridorheiligtümern mit leichtem Zugang und mittlerer Tiefe. Eine Ausstattung scheint schon vor dem mittleren Magdalénien möglich. Sie bestand etwa gleichzeitig zu Lascaux. Ähnlichkeiten gibt es außerdem mit Niaux, Les Combarelles und La Pasiega. Die Höhle enthält ausschließlich Gravierungen (oft bis zu einem Zentimeter tief und mitunter mit Ocker nachgezogen) – vor allem Pferde, Bisons, Rinder, Wildkatzen, Cerviden (wohl Rens) und Steinböcke, dazu einen Hasen, einen Bär und eine Antilope mit Giraffenhals. Dazu gibt es mehrere Menschendarstellungen, darunter die „Frau im Anorak“ (im Profil). Gezeigt werden außerdem gehörnte Männer, einer von ihnen offenbar tanzend (der „Zauberer“). Unebenheiten des Felses wurden mitunter plastisch genutzt. Unterschiedliche Zeichen sind ebenfalls vorhanden, vor allem Rechtecke und Klammern, Striche und Haken sowie Punktreihen. Hände fehlen. Der Stil umfasst beide Epochen des Stils III mit Übergang zu Stil IV. Eine einzelne C-14-Datierung ergab 17.200 BP.[91]

- Höhle Saint Cirq, auch Noël-Brousse-Höhle (Saint-Cirq): Die kleine Höhle bzw. Grotte enthält in ihrem hellen vorderen Hauptraum nur Gravierungen bzw. Reliefs, vor allem Pferde, eventuell auch ein Ren – vor allem deshalb bemerkenswert, weil sie neben Roc-de-Sers und Bourdeilles die einzigen bekannten aus Stil II sind. Allerdings sind die tiefen Höhlenheiligtümer aus dem Solutréen und frühen Magdalénien selten, und die Kunstwerke im vorderen Teil waren oft dem Wetter ausgesetzt und sind daher nicht erhalten. Der rückwärtige Teil enthält auch Gravierungen des frühen Stils IV, neben Steinbock und Bison eine nackte menschliche Figur mit großem Penis, die der „Zauberer“ genannt wird und deren Deutung umstritten ist, vor allem im Vergleich zu Menschendarstellungen in anderen Höhlen (Pech Merle, Combarelles, Les Trois Frères, Cougnac, Altamira, La Pasiega, Los Hornos). Es finden sich hier zudem weitere Tierdarstellungen und für Stil IV typische abstrakte Zeichen. Möglicherweise hat man hier wie in anderen Fällen verschiedene Heiligtümer vor sich, die zeitlich aufeinander folgten.

- Abri Chancelade (Raymonden-Nord) und Abri Raymonden (Chancelade): Knochenplatte mit Menschenschar um ein entfleischtes (?) Bison und andere mobile Kunstwerke. Entwickeltes Magdalénien, Stil IV.

- Höhle Rochereil (Grand-Brassac): Zahlreiche figürliche und abstrakte Gravierungen an Werkzeugen. Datierung: Spätes Magdalénien (stratigraphisch), Stil IV.

- Limeuil: Nur mobile Kunst: Gravierte Platten mit Farbspuren. Sie zeigen > 50 Rene, > 50 Pferde, > 20 Hirsche, > zwölf Rinder, drei Steinböcke, zwei Hirsche, zwei oder drei Bären, einen Wolf, ein Nashorn, eine Wildkatze sowie zwei menschliche Figuren, dazu verzierte Knochen- und Hornobjekte und einige abstrakte Zeichen. Die Werkzeugfunde lassen eine spätpaläolithische Datierung zu. Stil IV.

- Höhle von Teyjat, bestehend aus Grotte de la Mairie und Abri Mège (Teyjat): Vor allem mobile Kunst und Reste auf einem Stalagmitenblock. Teils sehr feine Gravierungen mit Farbspuren aus der Anfangszeit des späten Magdalénien (Hirsche, Rene, Rinder, Bison, Pferd). Die Darstellungen sind sehr einheitlich und überaus kunstvoll, teilweise auch kompositorisch aufeinander bezogen. Zahlreiche Überschneidungen. Datierung mittleres Magdalénien. Stil IV.

- Abri Le Cap Blanc (Marquay): zwölf Meter langes Relieffries mit mehreren teils sehr großen Tierfiguren (Pferd bis 2,3 m), weitere Pferde, Rentiere, Bison, Spuren von Ockerbemalung. Datierung wahrscheinlich spätes Magdalénien. Stil IV.

- Höhle Commarque (Sireuil): Reliefs, teilweise unbestimmbar, mit Pferden (?), Steinbock und männlicher Figur. Die Datierung mittleres Magdalénien ist gesichert. In der Nähe fand sich eine kauernde weibliche Plastik aus Kalkstein ohne Kopf und Hände. Der gravierte Pferdekopf gilt als der schönste des Magdalénien. Starke Ähnlichkeit zu Cap Blanc. Stil IV.

- Abri La Madeleine (Tursac): Diese berühmte spätpaläolithische Fundstätte,[92] die namensgebend für das Magdalénien wurde, enthält einige Rundplastiken sowie Flachreliefs auf Kalksteinplatten mit Tierdarstellungen, dazu Reste einer Bisongravierung im hinteren Teil. Gefunden wurden außerdem zahlreiche Knochenstücke und Steine mit Zeichnungen von Tierkörpern sowie Schmuckstücke. Besondere Meisterwerke sind vollplastische Schnitzereien aus Rengeweih und Elfenbein sowie auf einem Kieselstein die anthropomorphe Darstellung einer Frau sowie eines ithyphallischen Mannes mit erhobenem Arm. Stil IV.

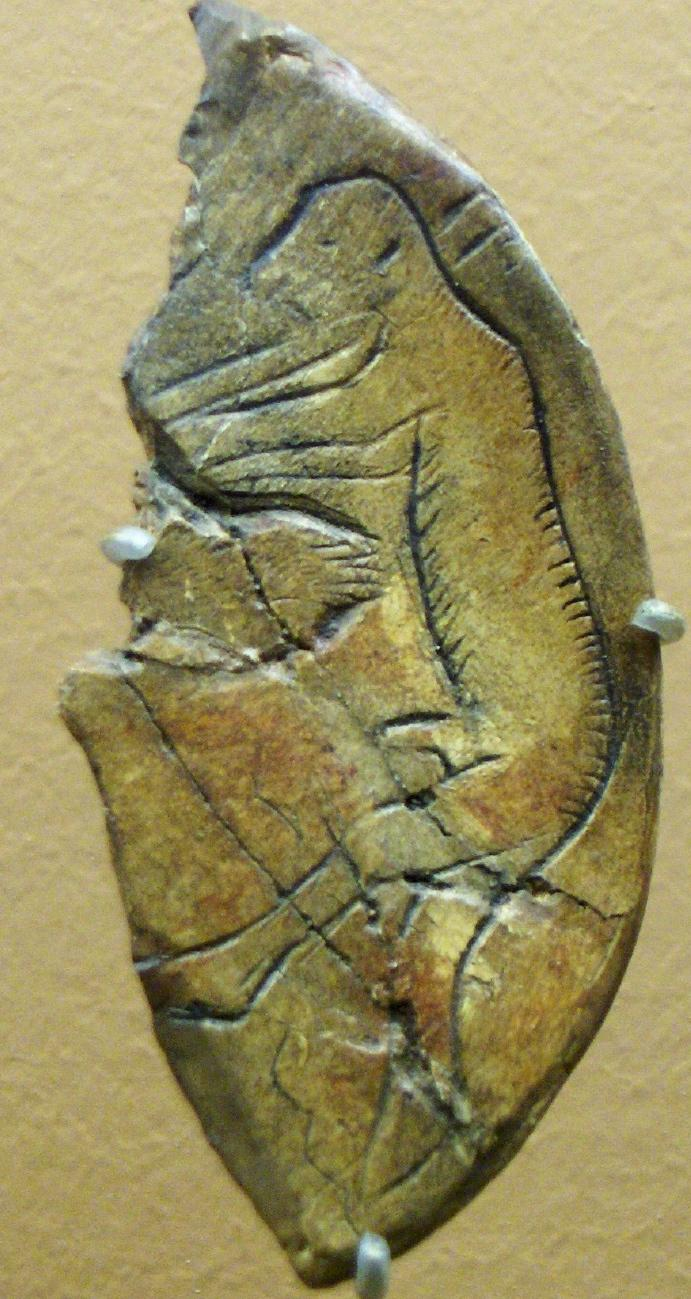
Halbscheibe mit einem auf Knochen gravierten ithyphallischen Mann (Grotte Sous-Grand-Lac)

- Höhle Les Combarelles (Les Eyzies): Die dortigen Bilder beginnen 125 m hinter dem Höhleneingang, führen dann fast kontinuierlich zum Höhlenende und sind fast ausnahmslos graviert, teils fein, teils reliefartig kräftig. Mitunter sind die Darstellungen zusätzlich mit schwarzer Farbe übermalt, doch nie flächig, sondern nur als Konturstreifen oder Hervorhebungen einzelner Partien. Selten sind Reste nur gemalter Bilder, Zeichen gelegentlich rot. Die Höhle gilt als Korridor-Heiligtum. Dargestellt sind hunderte von Tieren, davon 291 identifizierbar: Bison, Pferd, Rind, Cerviden, Mammut, Steinbock, Bären, Ren, Wildkatze bzw. Löwe, Fuchs, Fisch und Schlange (?), 39 menschliche oder halbmenschliche Figuren, eine als Gesicht, dazu ein Handnegativ. Datierung vermutlich späteres Magdalénien. Stil IV.

- Höhle Font-de-Gaume (Les Eyzies): Die Höhle, ein Korridorheiligtum, liegt im selben Felsen wie Les Combarelles. Sie enthält zahlreiche Wandmalereien (über 200 teils lebensgroße Tierfiguren) in roter, schwarzer und brauner Farbe, teils einfarbig flächig getönt und mitunter polychrom. Wichtige Partien sind durch Gravierungen hervorgehoben. Unebenheiten der Felswand wurden zur reliefartigen Gestaltung genutzt. Dargestellt sind 80 Bisons, 40 Pferde, 23 Mammuts, 17 Rentiere und andere Cerviden, 18 Urstiere, vier Steinböcke, zwei Nashörner, eine Wildkatze, ein Bär, ein Wolf sowie vier Handnegative. Im „Sanctuaire“ findet sich eine Darstellung, die als menschliches Kopfprofil gedeutet werden kann. Zahlreich sind hier vor allem die sogenannten tektiformen Zeichen (dachförmig: ^). Datiert werden die Darstellungen abgesehen von einigen Resten von Stil III auf das mittlere und spätere Magdalénien. Stil IV.

- Höhle Rouffignac (Fleurac): Sehr große, acht Kilometer lange Höhle. Die Höhlendecke enthält zahlreiche schwarz gemalte, teils auch gravierte Wandbilder: Mammuts, Steinböcke, Bisons, Pferde, Nashörner, die stilistisch sehr einheitlich sind. Auffallend sind die zahlreichen parallel laufenden Linien, die in den Lehm eingedrückt wurden (sogenannte „Makkaroni“), die sich z. B. als Mäander auch in anderen Höhlen finden (Altamira, Gargas usw.). Parallelen zu Les Combarelles und Font-de-Gaume bestehen. Datierung: mittleres bis spätes Magdalénien, ca. 13.000 bis 14.000 BP.[93] Stil IV.

- Abris Laugerie-Haute und Laugerie-Basse (Les Eyzies-de-Tayac): In beiden Abris wurden zahlreiche magdalénienzeitliche Plastiken und Ritzungen der mobilen Kunst gefunden. Es scheint im ersteren zudem ein Heiligtum mit Wandgravuren gegeben zu haben. Stil IV.

- Höhle Sous-Grand-Lac (Meyrals): Gravierungen, die teils schlecht erkennbar sind. Am wichtigsten ist ein ithyphallischer Mann mit rundem Kopf und vorgestreckten Armen, dessen Darstellung an Saint-Cirq erinnert. Stil IV.

- Höhle La Forêt (Tursac): Kleine Gravuren von Steinbock, Pferden und Renen, die dem späten Stil IV angehören.

- Höhle Bernifal (Les-Eyzies-de-Tayac): Am Eingang ein gemaltes rotes Mammut und ein aus einem Felsvorsprung modellierter Bisonkopf. In mehreren Sälen 26 eingeritzte Tierbilder (Mammuts, Bisons, Pferde, Wildziegen), dazu zahlreiche schwarze Handnegative und meist rote abstrakte Zeichen, insbesondere tektiforme. Starke Ähnlichkeiten ergeben sich zu Rouffignac, Combarelles und Font-de-Gaume. Stil IV.

Bis 2000 neu entdeckte, hier nicht aufgeführte Höhlen, Abris und andere Fundplätze der Dordogne: La Muzardie (Campagne du Bugue), La Jovelle (La Tour-Blanche), Font Bargeix (Champeaux-et-la-Chapelle-Pommier), Fronsac (Vieux-Mareuil), La Croix (Condat-sur-Trincoux), La Cavaille (Couze), Abri Pataud (Les Eyzies), Le Vallon de la Moutonnie (Les Eyzies), l’Église (Cenac).

Département Tarn

Département Loire
- Freilandfundstätten Le Saut-du-Perron (Villerêt): Über 70 Schieferplatten mit figürlichen Gravierungen von Ren und Pferd. Vermutlich späteres Magdalénien. Stil III.

Département Lot
- Grotte de Roucadour (Thémines): Die Höhle ist vor allem wegen der umfangreichen Werkzeugfunde von Bedeutung, enthält aber auch negative Handabdrücke und feine Gravuren. Die schwarz und rot gemalten Wände wurden nachgraviert. Auffallend sind die Gravuren überlanger Finger. Dargestellt sind Pferd und Bison. Ähnlichkeiten bestehen zu Gargas. Der Stil ist II bis III.

- Abri des Merveilles (Rocamadour): Der Eingang weitet sich rasch zu einem 45 m langen, 25 m breiten und mindestens drei Meter hohen Saal. Dieser enthält an den Wänden neben sechs Handnegativen nahe dem Eingang, die mit Punkten verbunden sind, schematische und realistische Gravuren und Malereien in rot oder schwarz. Dargestellt sind sechs Pferde, ein Cervide und ein Felide. Die Höhle gehört in die Phase von Cougnac, Pech Merle und Les Fieux. Die Darstellungen, deren Farbe teilweise wohl durch Versprühen aufgetragen wurde, werden auf ein Alter von mehr als 20.000 BP geschätzt (Gravettien?).[94]

- Grotte Les Fieux (Miers): Die 1964 entdeckte Höhle enthält in einem großen Saal neben dreißig roten und schwarzen Handnegativen zahlreiche rote Punkte und Linien sowie Gravuren. Ein isolierter Stalagmitenblock im Saalzentrum wurde zunächst grob plastisch mit gepickter Gravierung in archaischem Stil in einen Steinbock umgewandelt, der später wiederum zu einem Mammut verändert wurde, auf dessen Korpus man schließlich eine kleine, fein gravierte Mammutfigur zusätzlich anbrachte. Insgesamt finden sich überdies die Rückenlinie eines Pferdes und tektiforme Zeichen. Entstanden sind die Bilder vermutlich in einer ersten Phase des Aurignacien (gepickte Gravuren, die in Höhlen relativ selten sind) und im Gravettien (Handnegative und Punkte). Ähnlichkeiten bestehen zu Pech Merle und Roucadour. Die fein gravierten Mammuts, die gepickte Konturen aufnehmen, könnten einer späteren Periode angehören.[95] Die Höhle zeigt damit paradigmatisch, dass dieselbe Formation während weit auseinanderliegenden Perioden zu verschiedenen Tierdarstellungen verwendet wurde. Ähnlich wurden auch in anderen Höhlen Felsvorsprünge plastisch ausgestaltet (Altamira, El Castillo, Tuc d’Audoubert usw.).[96]

- Höhle Cougnac (Peyrignac): Ein weit verzweigtes System unterirdischer Gänge, die allerdings stark versintert sind, und zwar auch über vielen Bildern. Man findet Gravuren und Zeichnungen sowie abstrakte Zeichen. Bemerkenswert sind einige vereinfachte menschliche Figuren, darunter der „von Speeren durchbohrte Mann“ und zwei weitere ähnliche Motive. Frauendarstellungen fehlen. An Tierdarstellungen in schwarzer Linienführung gibt es Riesenhirsch, Hirschkuh, Pferde, Mammut bzw. Elefant, eventuell Steinbock. Stilistisch sieht man die halbverdrehte Perspektive. Stil III.

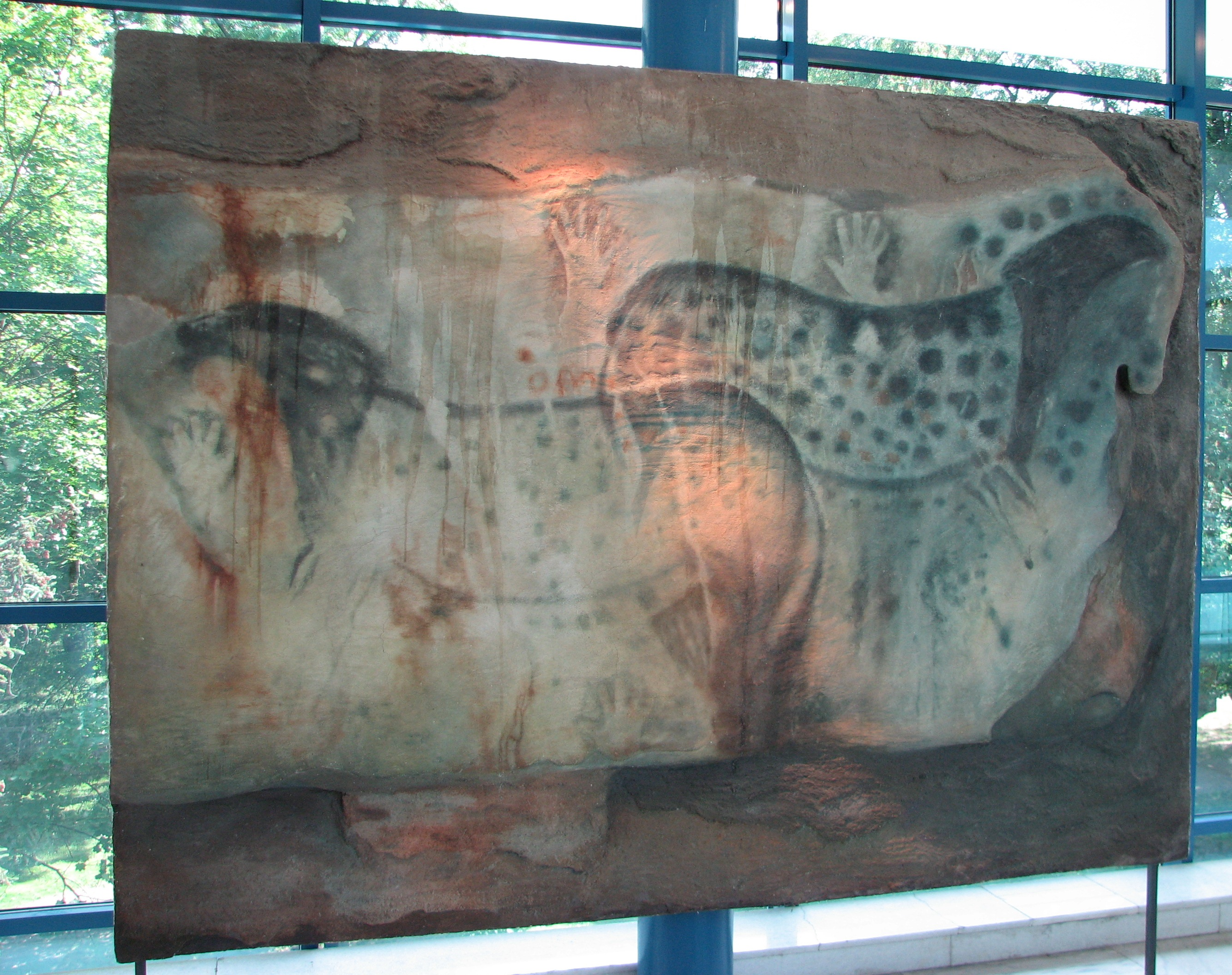
Pech Merle, gepunktete Pferde mit Handnegativen (Foto-Reproduktion)

- Höhle Pech Merle (Carberets): Sie bildet ein unterirdisches System von etwa zwei Kilometern, gehört zu den wichtigsten frankokantabrischen Höhlen und enthält rote und schwarze Malereien, teilweise gepunktet (Pferde), und einige Gravuren sowie rote und schwarze Punkte. Betreten wird sie durch den hinteren, „Le Combel“ genannten Abschnitt, der die ältesten Darstellungen enthält. Mit Ausnahme des großen Saales sind die Bilder in den Seitenräumen in Gruppen geordnet. Bemerkenswert neben den vielen Tierbildern, auch mit Bären (teilweise mit Schädelbestattung) und Mammuts, sind Menschendarstellungen, und zwar sowohl von Frauen wie von Männern, darunter der „Verwundete Mann“. Stilistisch bildet die Höhle eine eigene Gruppe und stellt einen Übergang zu den Höhlen der Pyrenäen und Kantabriens dar. Große Ähnlichkeiten bestehen zu Cougnac. Im Inneren scheinen sich zwei Heiligtümer zu überlagern. Zeitlich wird die Höhle noch vor dem mittleren Magdalénien eingeordnet und umfasst die beiden Phasen von Stil III. Es finden sich zahlreiche abstrakte Zeichen und Handnegative. Fußabdrücke im Boden wurden gefunden, wie in insgesamt zehn der frankokantabrischen Höhlen. Einige grobe Plastiken (Bären?) weisen Wurfspuren auf. Stil III.

- Höhle von Marcenac (Carberets): Sie liegt dicht bei Pech Merle. Nur zwei mit den Fingern schwarz gemalte, sich gegenüberstehende Figuren: ein Pferd und ein Bison mit den Hörnern in halbverdrehter Perspektive. Ähnlichkeiten mit Lascaux, Gabillou und Villars. Mittleres Magdalénien. Stil III bis IV.

- Höhle von Sainte-Eulalie: Kleine Anlage. Feine Wandgravierungen am Höhleneingang: Pferde, Steinböcke und Bisons, dazu mehrere Rene, was eine Datierung in Stil IV nahelegt. Eine C-14-Datierung der assoziierten Fundschicht ergab ca. 15.000 BP.[97] Einige unbestimmbare Tiere und viele verschiedene Zeichen. Ähnlichkeiten bestehen zu Lascaux, Gabillou und Villars sowie Pech Merle.

- Höhle Pergouset (Bouziès-Bas): Eine Korridorhöhle. Sie enthält Gravierungen, vor allem von Steinbock, Bison und Pferd sowie Hirschkuh. In der hinteren Bildfolge finden sich mehrere außerordentlich rätselhafte, teils verzerrte, teils eventuell anthropozoomorphe Darstellungen. Stil IV.

- Höhle Les Escabasses (Thémines): ein Dutzend stark zerstörte, schwarz gemalte Darstellungen von Pferd, Bison und Steinbock sowie ein Pferd und womöglich ein Ren. Ungewöhnlich ist die Zeichnung eines Schwimmvogels (wie La Bastide). Alle Darstellungen gehören dem Stil IV an.

- Höhle Carriot (Bouziès): zwei weibliche Malereien in Rot. Steinböcke. Zahlreiche mit rotem Ocker ausgeführte Linien. Ein Reibstein für das Zermahlen von Farben wurde gefunden, dazu Muschelschmuck. Die Darstellungen befinden sich in den tieferen Höhlenteilen. Datierung 13. JT BP.[98]

Bis 2000 neu entdeckte, hier nicht aufgeführte Höhlen, Abris und andere Fundplätze im Lot: La Bigourdane (Saint Géry).
Départements Tarn und Tarn-et-Garonne
- Höhle La Magdelaine (Penne-du-Tarn): Hoch angebrachte Reliefs mit Bison und Pferd. Einzigartig sind hier die beiden Darstellungen einer liegenden Frau, die ihren Kopf in die Hände stützt. Stil III/IV.

- Abris von Bruniquel (Bruniquel, Tarn-et-Garonne): Vier Abris. Reiche Funde aus dem Magdalénien: Tierzeichnungen auf Steinplatten und Knochen, geschnitzte Rentiere sowie Menschenzeichnungen aus dem Frühmagdalénien und entwickelten Magdalénien (Stil III/IV).

- Abri Fontalès (Saint-Antonin-Noble-Val): In einer Spätmagdalénien-Schicht fanden sich zahlreiche gravierte Schmuckstücke, teils reliefartig und mit anthropomorphen Darstellungen, dazu Lochstäbe und Kalksteinplatten mit Tiergravierungen, unter anderem ein Cervidenkopf, ein Vogelkopf und ein Pferd.

#### Südwestfrankreich

Département Landes
- Höhle Brassempouy, Grotte du Pape (Brassempouy): Nur Plastiken, neun weibliche, allerdings nur fragmentarisch erhaltene Elfenbeinstatuetten, darunter die Venus von Brassempouy, Pferdekopf in Contour-découpé-Technik und ein geometrisch verzierter Elfenbeinzapfen. Stratigraphische Datierung Aurignacien bis Gravettien, Stil I/II?

- Grotte Duruthy (Sorde-l’Abbaye): Gefunden wurden in einer spätpaläolithischen Schicht bei einer Bestattung zahlreiche durchbohrte Zähne von  Bären und Höhlenlöwen (insg. 42), die wegen ihrer Durchbohrungen als Schmuck gedeutet werden. Die Gravuren zeigen Tiere und harpunenartige Zeichen.

Département Charente
- Höhle Pair-Non-Pair (Marcamps): Eine etwa 20 m tiefe Höhle. Die Datierung erstreckt sich über einen Zeitraum von 10.000 Jahren. Die Tiergravuren (Steinböcke, Bisons/Boviden, Cerviden, Pferde, Mammut) finden sich an den Wänden eines runden Saales, gleichfalls viele abstrakte Symbole. Starke Überschneidungen. Farbreste. Stil II.

- Fundstätte Roc-de-Sers (Sers): Mehrere nebeneinander liegende Höhlen und Abris. Mit Reliefs versehene, ins Solutréen datierte Blöcke, die ursprünglich Teil der Hinterwand waren. Motive sind: Bison und Wildschwein, Pferde, ein einzelner und ein „von einem Moschusochsen verfolgter“ Mann, dazu Steinböcke, ein Vogel- oder Schlangenkopf. Die Ausführung ist meisterhaft. Stil III.

- Abri La Chaire à Calvin (Mouthiers): Friesartiges Wandrelief mit drei Pferden, evtl. in Paarung, und einem Boviden (Bison?). Stil IV.

- Höhle Le Placard (Rochebertier): In einer spätpaläolithischen Schicht mehrere stark stilisierte Tiergravierungen sowie die Skulptur eines menschlichen Kopfes.

Bis 2000 neu entdeckte, hier nicht aufgeführte Höhlen, Abris und andere Fundplätze der Charente: Le Placard (Villehonneur).

Département Gironde
- Abri Saint-Germain-la-Rivière (Saint-Germain-la-Rivière): Reste einer Pferdegravierung mit menschlicher Darstellung. Im Zusammenhang mit einer weiblichen Bestattung (Ocker) zahlreiche gravierte Hirschzähne. Stil IV.

#### Pyrenäen

Département Ariège
- Höhle Le Portel bzw. Crampagna (Loubens): Die Höhle umfasst zwei Heiligtümer aus verschiedenen Epochen. Im älteren Heiligtum dargestellt sind Bisons und Pferde in schwarzer und roter Linienführung, vereinzelt polychrom, sowie einige Gravuren, dazu Hirsche, die den Stilen II bis III angehören und zeitlich an der Grenze von Solutréen und Magdalénien anzusiedeln sind. Das jüngere Heiligtum gehört dem Stil IV an und zeigt in oft großer Meisterschaft mitunter kompositorisch einander zugeordnete Pferde, Bison, Steinbock, Rene oder Hirsche und das der Darstellung in Trois Frères vergleichbare „Gespenst mit Vogelkörper“, teils als Zeichnung, teils flächig gemalt. Letzteres gilt vor allem für die einheitlich schwarz ausgemalte Figurengruppe, die so in anderen Höhlen des Stils IV Entsprechungen hat. Zahlreiche abstrakte Zeichen dieser Stilgruppe unterstützen diese Datierung.

- Höhle Les Églises (Ussat): Gravierungen von Bison, Steinböcken und Pferden. Zahlreiche Strichbündel. An der Decke rot gemalte Figuren, stark schematisiert und nicht bestimmbar. Stil IV, evtl. auch noch III.

- Höhle von Niaux (Loubens): Diese gewaltige Korridorhöhle, die künstlerisch auf einer Ebene mit Lascaux angesiedelt ist, weist in ihren hinteren Partien neben Bodengravierungen im Höhlenlehm (Bovide, Fische) und vielen gemalten roten Punkten sowie anderen Zeichen an den Wänden eine Serie meist schwarzer Malereien auf, die sich hauptsächlich im so genannten „Schwarzen Saal“ befinden. Dargestellt sind vor allem Bisons (> 25), Steinböcke und Pferde. Die Darstellungen sind stilistisch sehr einheitlich, obwohl sie im Verlaufe eines Jahrtausends entstanden. Am Eingang finden sich vier rot gemalte Figurengruppen. Einige Bisons tragen Wunden. Bemerkenswert ist im hinteren Teil außerdem die Darstellung eines sterbenden Bisons. Am Höhlenboden finden sich danach zudem Abdrücke vor allem von Kinderfüßen. In einem erst 1970 entdeckten Höhlenteil gibt es außerdem weitere schwarze Figurengruppen, vor allem Bisons, dazu ein seltsames Phantasietier mit langem Hals – Ähnlichkeiten mit Pergouset und Gabillou bestehen. Die Datierung war lange hoch umstritten, zumal es keine verwertbaren Kulturschichten gibt. C-14-Bestimmungen ergaben inzwischen jedoch ein Alter zwischen 14.500 und 13.000 Jahren, wobei eine Entstehung in mehreren Phasen angenommen wird.[99] Stil IV.

- Die ebenfalls aus dem Endmagdalènien stammende Höhle Grotte de la Vache befindet sich gegenüber. Sie enthielt ca. 500 Objekte der mobilen Kunst. Deren Stil ist dem von Niaux so ähnlich, dass man vermutet, die Urheber könnten die dortigen Malereien und Gravuren ebenfalls ausgeführt haben (oder umgekehrt). Mit Sicherheit verwendeten sie dieselben Farbrezepte. Ähnliche Beziehungen scheinen zu Les Trois Frères zu bestehen.[100]

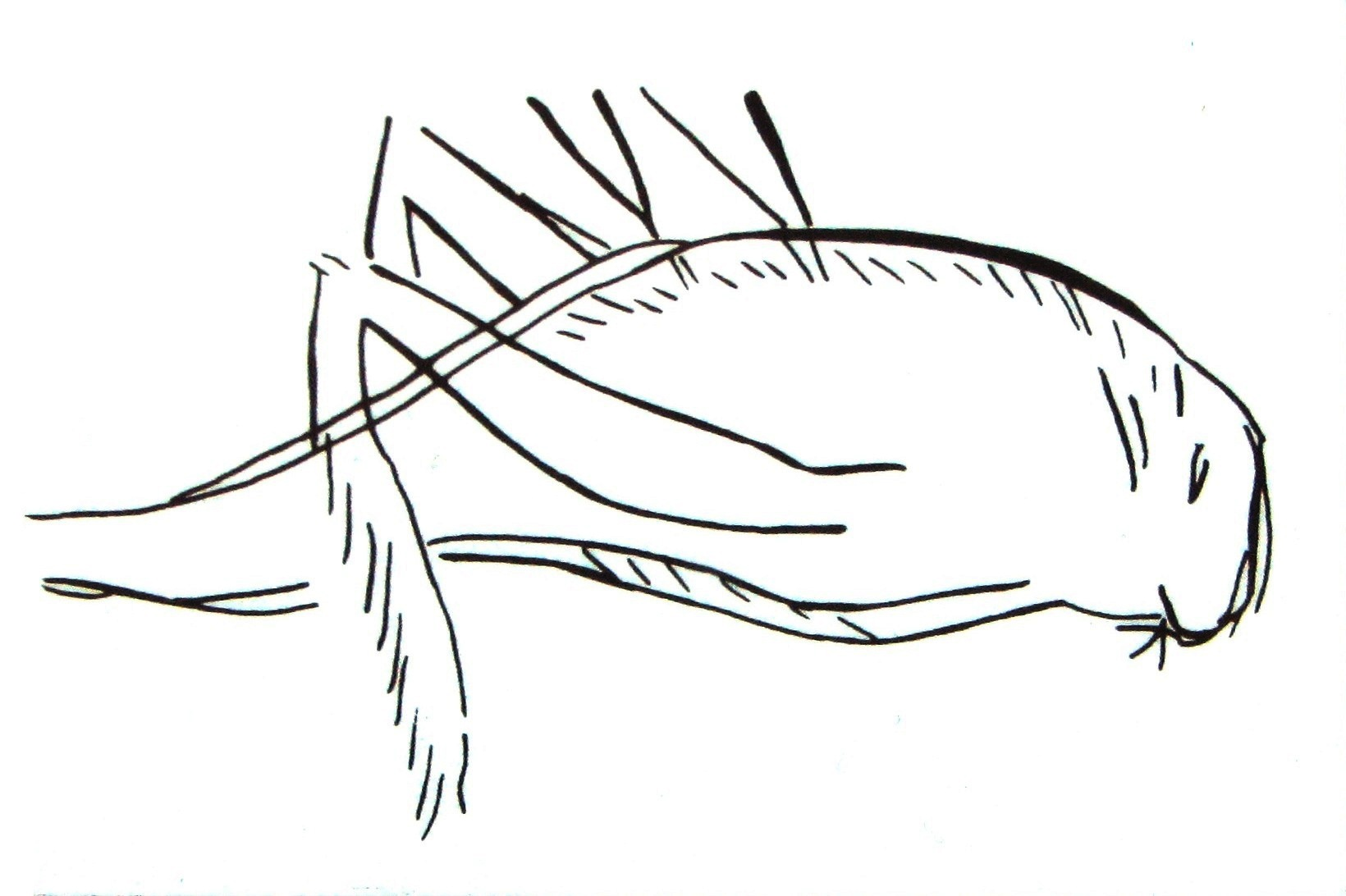
Les Trois Frères: Gravur einer Heuschrecke auf einem Knochen (Nachzeichnung)

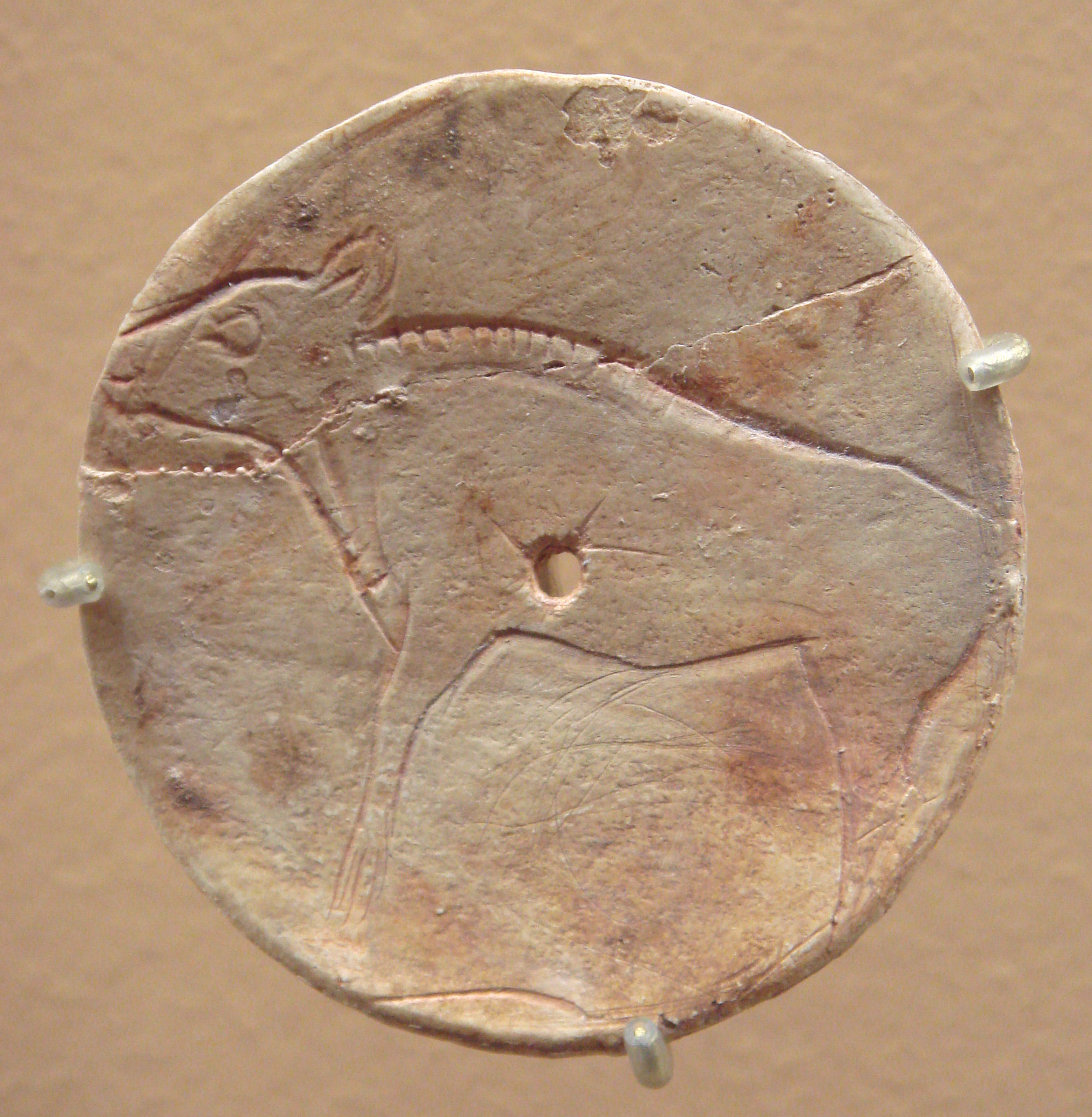
Bédeilhac: Bisongravur auf einer runden, in der Mitte durchlochten Platte

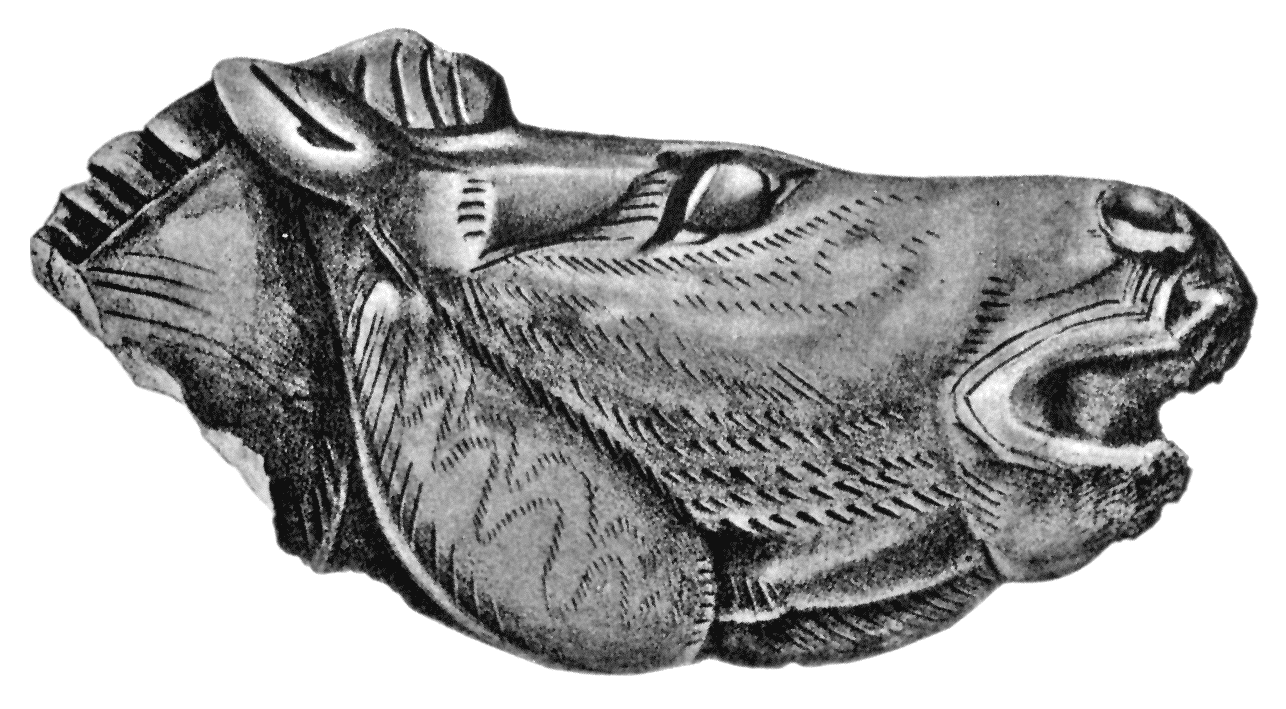
Pferdekopf aus Mas d’Azil, entweder als Teil eines Lochstabes oder als Contour découpé

- Höhle Les Trois Frères und Höhle von Tuc d’Audoubert (Montesquieu-Aventès): Beide Höhlen, die zusammen mit der Höhle von Enlène als sogenannte Volp-Höhlen bekannt sind, bilden einen früher vermutlich zusammenhängenden Komplex.[101]
Im vorderen Teil von Les Trois Frères finden sich Handnegative und schwarze und rote Farbflecken bzw. Punkte, dazu gravierte Knochenstücke mit übereinander gezeichneten Frauenfiguren und einer Insektendarstellung (Heuschrecke). Der hintere Teil enthält über 600 sehr sorgfältig gravierte, teils nur wenige Zentimeter, aber auch bis zu anderthalb Meter große Tierdarstellungen mit allerdings starken Überlagerungen: Mammuts, Nashörner, Feliden, Bären, Bisons, Rentiere, Steinböcke, Hirsche, Pferde, Höhlenlöwen, mehrfach mit Pfeilen. Berühmt wurden die beiden gravierten zooanthropomorphen Darstellungen, die als Schamanen gedeutet werden. Beine und Genitalien sind hier, eine große Ausnahme für diese Höhle, mit schwarzen Farbbändern gekennzeichnet. Datierung: mittleres bis späteste Periode des Magdalénien (für die im Höhleninneren liegenden Heiligtümer).
Le Tuc d’Audoubert enthält ebenfalls gravierte Tierbilder, teilweise mit Pfeilangaben, dazu Sandsteinplatten mit gravierten Pferde- und Bisonfiguren. Am Ende eines Ganges gibt es zwei als Halbplastiken aus dem Höhlenlehm geschnittene Bisonfiguren, eine männliche und eine weibliche, dazu eine weitere unvollendete Bisonplastik. Stil IV.
Die Höhle von Enlène war im Gravettien und Magdalénien besiedelt und enthält zahlreiche Funde der mobilen Kunst, jedoch keine Wandkunst. Insgesamt fand man 1200 Gegenstände, vor allem bemalte und gravierte Steinplatten und einen Kiesel. Die Höhle gehört damit zu den reichsten Fundstätten mobiler Kunst. Thematisch und chronologisch besteht ein Zusammenhang mit den beiden anderen Höhlen.[102]

- Höhle von Mas d’Azil (Mas-d’Azil): Ein gewaltiges Tunnelhöhlensystem mit Gravierungen und Malereien vermutlich aus dem mittleren Magdalénien. Dargestellt sind Bison, Pferde, Rehe und Hirsche sowie Wildschwein. Bemerkenswert gut gearbeitete Plastiken finden sich reichlich, darunter ein vollständiger Vogel und ein einzigartiger geschnitzter Pferdekopf. Desgleichen finden sich menschliche Figuren als Rundplastiken, Reliefs oder Zeichnungen, dazu einige Pflanzendarstellungen sowie meist mit geometrischen Mustern bemalte Kiesel, selten auch ein Tierbild als Silhouette. Diese Kleindarstellungen gehören bereits dem postpleistozänen Azilien an, das dieser Höhle seinen Namen verdankt. Das Magdalénien ist als Datierung durch Werkzeugfunde gesichert. Stil IV.

- Höhle Bédeilhac (Tarascon): Die Höhle enthält im vorderen Teil 15, allerdings stark verwischte, schwarz und rot gemalte Darstellungen von Bisons und Pferden, dazu zahlreiche gemalte und gravierte Strichzeichnungen. Im hinteren Teil finden sich mit roten Punkten eingeleitete Gravierungen, Lehmgravierungen und schwarze Malereien, die ebenfalls stark zerstört sind. Es fanden sich außerdem einige Plastiken, darunter als Teil eines Speerschleuder-Propulsors die Figur eines aus Horn geschnitzten Steinbocks mit rückwärtsgewandtem Kopf sowie auf einer Steinplatte menschliche Gravierungen. Datierung: wie Montespan früher Stil IV.

- Höhle Fontanet: Die Höhle liegt recht hoch über dem Tal in der Nähe der Höhle von Niaux. Am Talgrund befindet sich ein Siedlungsplatz. Bemerkenswert ist sie vor allem durch den schwarz gemalten und gravierten Bison-Mensch, der hier sechsmal vorkommt, dazu einige verzerrte Menschenköpfe. In die Brust des Bisons wurde zudem eine kleine weibliche Figur mit gespreizten Beinen und betontem Geschlechtsteil eingeritzt. Die Figur erinnert stark an das Mischwesen von Trois Frères. Die Bisondarstellungen zeigen Pfeile. Der Lehm am Boden und an den Wänden ist figürlich bearbeitet worden.[103]

Département Haute-Garonne

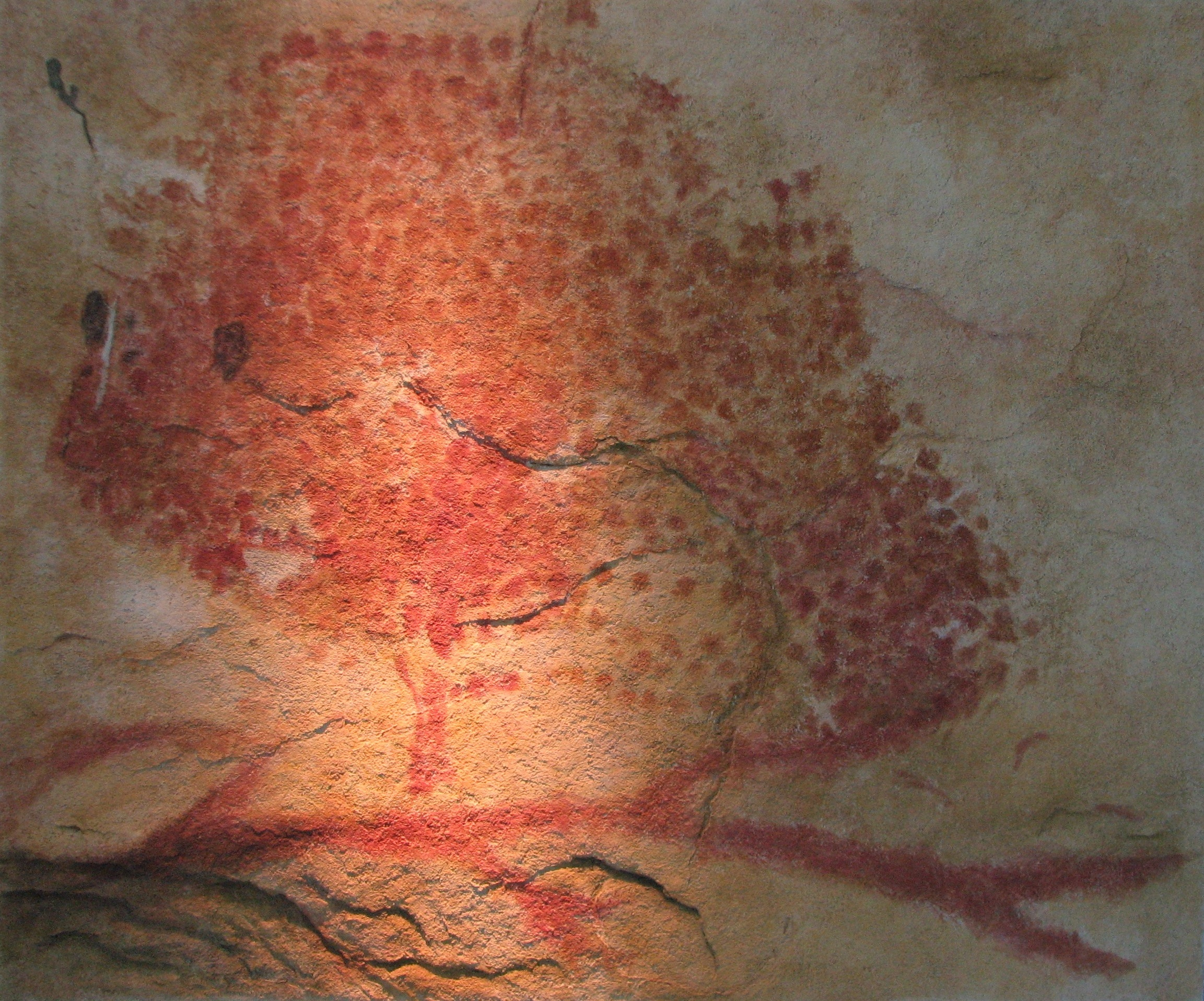
Gepunkteter Bisonkopf aus der Höhle von Marsoulas

- Höhlen von Lespugue (Lespugue): Mehrere beieinander liegende Höhlen, die insofern von Bedeutung sind, als in der Grotte des Rideaux in einer ungestörten Gravettien-Schicht die Venus von Lespugue eine weibliche Elfenbeinstatuette, dazu ein Knochenanhänger mit einer eingravierten Schlange und eine große Fettlampe gefunden wurde.

- Höhle Marsoulas (Marsoulas): Höhle mit zahlreichen Gravierungen und Malereien, teilweise polychrom, dazu ausnahmsweise Darstellungen von Bisonköpfen aus roten Punkten, nicht mit Linien. Die Malereien gehören in eine frühere Zeit als die Gravierungen. Gezeigt werden vor allem Bison und Pferd, teilweise in fast natürlicher Größe und polychrom, sowie ein Steinbock. Auffällig sind die Frontal- und Profilansichten menschlicher Gesichter. Die problematische Datierung gehört wohl insgesamt in die späte Phase von Stil IV mit einigen Spuren der frühen Phase.

- Höhle von Montespan (Montespan): Die gravierten Bilder befinden sich 1,5 km hinter dem Eingang dieser an beiden Enden zugänglichen, verzweigten Korridorhöhle. Gezeigt werden Pferde, Wisente, ein Steinbock und Hirsch, evtl. ein Mammut, eine Hyäne und ein Menschenkopf. Es findet sich zudem eine eingravierte menschliche Hand über einem Pferd. Von Malereien haben sich nur Reste erhalten. Zahlreich sind tektiforme Gravuren. An der Wand des großen Saales lehnen drei roh aus Lehm modellierte, unvollständige Tierfiguren, wahrscheinlich eher als Hochreliefs gedacht, eine davon wohl eine Wildkatze. Etwas entfernt sieht man eine freistehende Lehmfigur eines Bären ohne Kopf, der möglicherweise der echte Schädel eines Bären aufgesetzt und die mit einem Bärenfell überzogen wurde. Zahlreiche Löcher an der Figur werden als Beschussspuren gedeutet, auch die anderen Figuren zeigen solche Einschusslöcher. Etwas abseits findet man eine offenbar zusammengehörende Komposition aus mehreren gravierten Pferden, dahinter Fußspuren von Jugendlichen. Ren, Nashorn und Mammut fehlen. Früher Stil IV zwischen mittlerem und spätem Magdalénien, da der Bär ikonografisch im Allgemeinen vor dem Ren auftritt.

- Grotte du Ker de Massat auch La Campagnole: Wie viele Bilderhöhlen der Zentralpyrenäen liegt auch diese hoch am Berg, während im Tal ein Lagerplatz war. 81 Gravuren aus dem jüngeren Magdalénien wurden in mehreren Sälen gefunden: Pferde, Cerviden, Gämsen, Steinböcke, Bisons. Bemerkenswert ist die Höhle aber vor allem wegen der zahlreichen grimassierenden Menschendarstellungen, die Karikaturen ähneln, unter anderem mit dicken Nasen etc. Dazu finden sich zahlreiche Zeichen.[104] Teilweise wurden die Gravuren mit Fingern in Lehm ausgeführt. Gefunden wurde unter anderem auch eine Lochstabskulptur mit Bärenkopf.

Département Hautes-Pyrénées
- Höhle Lortet (Lortet): Aus der sehr fundreichen Magdalénien-Schicht stammen einige wichtige Kunstwerke, unter anderem Zeichnungen und Gravierungen von Hirschen und Fischen, Steinbock, Pferd auf verschiedenen Materialien wie Stein, Vogelknochen, Horn. Stil II.

- Höhle von Gargas (Aventignan): Die mehrere Gruppen bildenden gravierten, teilweise mit den Fingern in den Lehm gedrückten Darstellungen („Makkaroni“) von Bison, Pferd, Boviden und Mammut in dieser großen Höhle gehören vor allem zu Stil II, insbesondere die Darstellungen im Eingangsbereich. Es finden sich aber auch Malereien der Stile III und IV. Bewohnt war die Höhle bis ins späte Gravettien. Auffallend sind die zahlreichen, paläolithisch sonst eher in geringerer Anzahl auftretenden roten und schwarzen Handnegative (150). Zahlreiche Zeichen und Mäanderlinien finden sich ebenfalls. Stil II.

- Höhle Labastide (Labastide): Gravierungen von Pferden und einigen Bisons, teilweise auch rot und schwarz gemalt. Besonderheiten sind hier ein Löwenbild und zwei anthropomorphe Figuren. Es fanden sich außerdem Plättchen mit Gravuren von Vögeln sowie Köpfen von Bisons und Steinböcken. Stil IV.

Bis 2000 neu entdeckte, hier nicht aufgeführte Höhlen, Abris und andere Fundplätze der Hautes-Pyrénées: Abri Gourdan.

Département Pyrénées-Atlantiques

Département Pyrénées-Atlantiques (französisches Baskenland)
- Die Höhlen von Isturitz und Oxocelhaya (Isturitz/St. Martin) bilden mit der Höhle von Erberua einen Gesamtkomplex, der nachweislich von Menschen zwischen 80.000 und 10.000 BP immer wieder genutzt wurde. Die Grotte Oxocelhaya liegt dabei 20 m unter Isturitz und endet mit der erst 1973 entdeckten Grotte Erberua, wo heute die Arbéroue fließt.
Isturitz ist vor allem berühmt durch die Funde prähistorischer Flöten, die aus dem frühen Aurignacien bis ins Magdalénien datieren, also zwischen 35.000 und 10.000 Jahre alt sind, wobei zwei Drittel der Funde aus dem Périgordien stammen. Es fanden sich zudem ein Dutzend Gravuren mit Darstellung von Renen, Steinböcken oder Hirschen als Relief auf einem Stalagmitenpfeiler. Die Zuschreibung Stil III ist umstritten, die Datierung liegt mutmaßlich zwischen mittlerem und spätem Magdalénien, allerdings werden einige Reliefs auch dem Solutréen zugeordnet. Einige schwarz gemalte und gravierte, offenbar zusammenhängende Darstellungen von Pferden, Bisons und Hirschkühen sowie ein Vogelkopf werden dem Stil IV zugerechnet, obwohl sie eher grob ausgeführt sind, aber Ähnlichkeiten mit spanischen Höhlen dieser Stilgruppe (Altamira, Pindal) aufweisen. Auffallend sind außerdem die mit Fingern im Lehm gezogenen tiefen Linien.
Die Höhle enthält zahlreiche Zeugnisse der mobilen Kunst: Gravierungen und 70 möglicherweise rituell zerbrochene Tierplastiken, und sie hat auch daher ihre Bedeutung. Die Plastiken entstammen stratigraphisch vorwiegend einer Prämagdalénien-Schicht, doch wurden auch Funde aus dem mittleren Magdalénien gemacht. Groß ist hier auch die Zahl der figürlichen und dekorativen Gravierungen auf Horn-, Knochen- und Steinstücken, darunter mehrere Menschenbilder, vor allem jedoch Pferde.[105]

- Grotte Espélugues/Arudy (Arudy): Die Höhle enthielt keine Malereien oder Gravierungen, jedoch zahlreiche bedeutende Plastiken aus Horn und Knochen, darunter eine Steinbockfigur, ein Pferdekopf sowie Stäbe mit Spiralmuster, die alle zum entwickelten Stil IV gehören dürften.

- Höhle Etcheberriko-Karbia (Camou-Cihigue): Die nur noch schwach erkennbaren Wandbilder sind schwarz gemalt oder mit braunem Lehm ausgeführt und mit Punkten aus Ocker versehen: Wisent, Pferd, Steinbock. Es finden sich dazwischen verstreut schwarze und rote Punkte. Die Darstellungen sind stilistisch einheitlich und werden dem frühen Stil IV zugerechnet (mittleres Magdalénien). Etcheberriko-Karbia gehört damit zu einer Gruppe tiefer Höhlen mit schwierigen, oft nur kriechend überwindbaren Passagen wie Arcy-sur-Cure, Les Combarelles, La Bastide, Montespan, La Mouthe, Rouffignac, Niaux, Santimamine, Les Trois Frères und Tuc d’Audoubert, die alle dem frühen Stil IV zugerechnet werden.

- Höhle Tibiran (Aventignan): Kleine Höhle mit einigen schwarzen Malereien: Pferd (am Eingang), Steinbock, Bär sowie rote Handpositive. Stil III bis IV.

- Elefanten-Höhle von Gourdan-Polignan: Die Höhle war schon im Mittelpaläolithikum bewohnt (Werkzeuginventar). Sehr vielfältige figürliche Gravierungen auf Steinplatten, Knochenstücken und einem Lochstab (ein Schwimmvogel, Rens, Bison, Pferd, Biber, Gämse, Cerviden, Pflanzen, ithyphallischer Mensch, Schlange, Bär), teilweise mehrfach übereinander. Stratigraphisch Solutréen, Magdalénien und Azilien. Knochen von ca. 3000 Tieren, meist Rentieren.

#### Unteres Rhônetal und Golfe du Lion
Diese Höhlen sind getrennt aufgeführt, weil hier teilweise ein eigener Stil festzustellen ist. Die Darstellungen scheinen einer frühen Periode anzugehören (Solutréen bis frühes Magdalénien). Die genaue Einordnung ist bis heute umstritten.

Département Bouches-du-Rhône
- Cosquer-Höhle (südöstlich von Marseille, Cap Morgiou): Die bisher einzige Höhle der Provence. Mehrere Belegungsphasen. Phase 1: Vier der hier auftretenden Handnegative und mit Fingern gezogenen Linien konnten mit C-14 auf ein Alter von 28.000 bzw. 26.000 Jahren datiert werden. Die Höhle war von einer eiszeitlichen Steppenlandschaft umgeben.[107] Sie wären damit dem Stil I zuzurechnen. Die eigentlichen Gravuren und Malereien der Phase 2 sind jedoch jünger und haben ein allerdings nur an den schwarzen Malereien gemessenes C-14-Alter von 19.000 bis 18.000 Jahren, gehören damit zu Stil III.
Die 2. Phase der dort gefundenen Höhlenmalereien und -gravuren ähnelt stilistisch denen der 150 km entfernten Grotte Chauvet und datiert in dieselbe Zeit wie diese, also in das Solutréen (Stil II).[108] Allerdings weisen C-14-Datierungen, die bis 14.000 BP reichen, darauf hin, dass die Höhle sehr lange besucht wurde. Sie weist damit auch die längste absolute Chronologie aller Bilderhöhlen weltweit auf.[109] Zahlreiche Darstellungen wurden durch die holozäne Überflutung der Höhle zerstört. Es finden sich in dieser Phase Gravierungen und schwarze Malereien bzw. Zeichnungen von Landtieren: Pferden, Steinböcken, Gämsen, Bisons, Auerochsen, Rentieren, Hirschen und Riesenhirschen sowie von mehreren unbestimmten Tieren, evtl. Feliden oder ein Bär.[110] Auch Meerestiere wurden abgebildet:[111] vor allem Robben, Alke und Fische, dazu möglicherweise Quallen und Tintenfische. An den Wänden gibt es zahlreiche verschiedene Zeichen unbestimmbarer Bedeutung, und zwar als Gravuren und Malereien. Bemerkenswert ist eine Gravur, die einen getöteten Menschen darstellen könnte und die Darstellungen in anderen Höhlen dieser Epoche ähnelt (Pech Merle, Cougnac).[112]

Département Ardèche

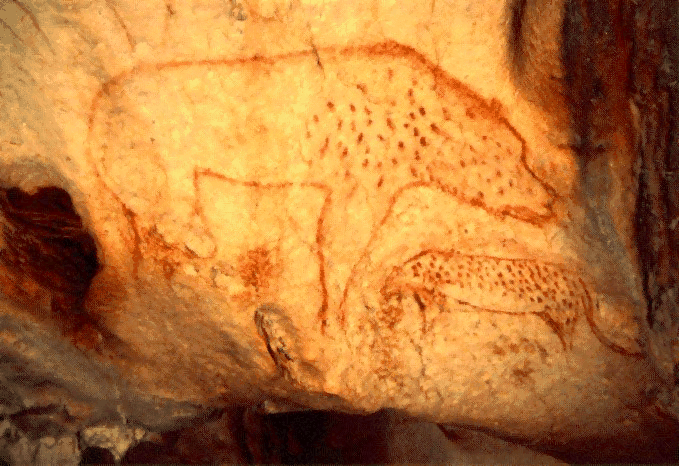
Grotte Chauvet: Malerei einer Höhlenhyäne

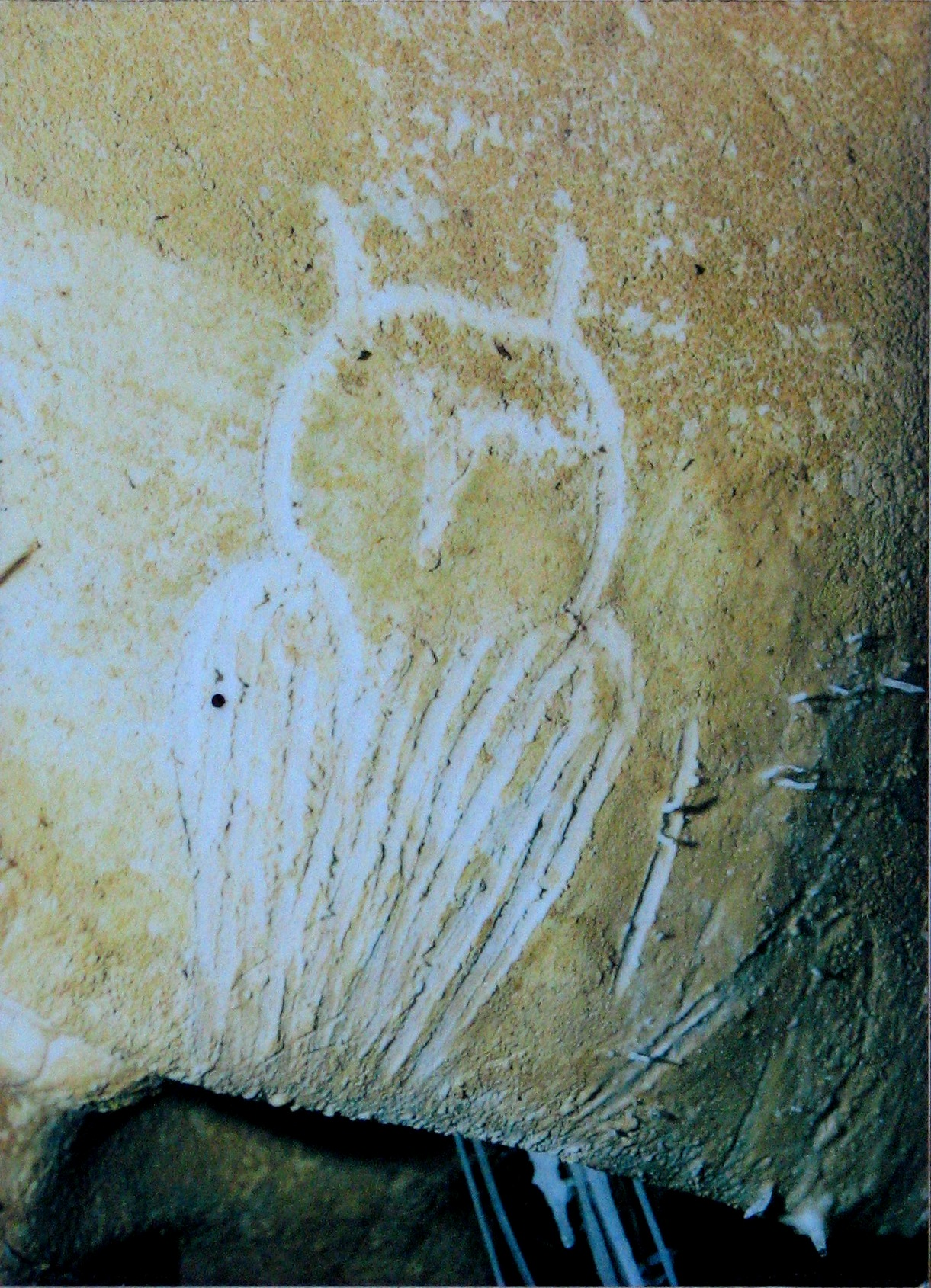
Grotte Chauvet: Gravierung eines Uhus

- Grotte Chauvet (Vallon-Pont-d’Arc): Wie in der hinsichtlich der Malereien ungefähr derselben Zeit (Solutréen, Stil II) entstammenden Grotte Cosquer sind die gemalten Darstellungen alle teils schattierte Zeichnungen (hier auch in roter Farbe), die mitunter von Gravierungen überlagert werden. Außerdem finden sich ebenfalls zahlreiche, hier rote Handnegative. Auch das Bildprogramm ist ähnlich. Es fehlen allerdings naturgemäß die Meerestiere. Dafür gibt es Mammuts (20 % der Darstellungen), Löwen und zahlreiche Nashörner (jeweils 19 %) sowie einen Uhu. Bären (4 %) scheinen eine besondere Rolle gespielt zu haben, denn es finden sich möglicherweise arrangierte Schädel und Knochen von ihnen.[113] Dazu das „klassische“ Bildprogramm: Pferde (14 %), Bisons (10 %), Riesenhirsch, Ren, Steinböcke, Auerochsen. Insgesamt über 400 Darstellungen. Auffallend ist, dass die Tierdarstellungen mitunter in Gruppen zusammengefasst scheinen, das gilt sogar für Löwen. Ein anthropomorphes Wesen mit Menschenbeinen und dem Oberkörper eines Bisons findet sich ebenfalls, hinzu kommen hier zahlreiche unterschiedliche Zeichen sowie Fußabdrücke, dazu an den Wänden Flächen mit roten Punkten.[114]
Nahe der Grotte Chauvet hat man in der Grotte du Planchard zwei weibliche Figuren gefunden.

- Grotte du Figuier (Saint-Martin-d’Ardèche): Am Ausgang der Gorges de l’Ardèche. Die Gravierungen liegen alle im Tageslichtbereich und gleichen denen der Grotte Chabot (Stil II). Dargestellt sind Pferd, Hirschkopf und zahlreiche Mammuts.

- Baume d’Oulen (Labastide-de-Virac): Gravierungen im vorderen Teil der Höhle, einem Abri, Malereien im hinteren. Die Datierung ist offen, evtl. Gravettien (Stil II). Dargestellt sind hier Bison und Mammut. Die Datierung des hinteren Teils ist unklar, Ähnlichkeiten gibt es eventuell zu Stil IV. Neben Mammuts findet sich auch ein Steinbock. Die Bilder sind allerdings stark versintert.

- Höhle Tête-du-Lion (Bidon): Sie enthält vor allem rote Malereien von Auerochsen, Steinbock und Hirsch, dazu einfache Zeichen, etwa Punkte. Eine C-14-Datierung von mit den Malereien assoziierten Holzkohlen ergab ein Alter von ca. 21.000 bis 22.000 BP.[115] Stilistische Beziehungen bestehen zu Pech Merle, Cougnac, Lascaux, Gabillou, Villars, Las Chimeneas und anderen. Stil III.

- Höhle Colombier (Vallon-Pont-d’Arc): Ungefähr 60 m im Höhleninneren befinden sich neun Gravuren von Hirschen, Steinböcken und Auerochsen. Die Gravuren stammen aus dem späten Magdalénien und haben ein Alter von rund 12.000 BP.[116] Weiter im Höhleninneren befindet sich auf einem Stalaktit ein anthropomorphes Abbild eines Menschengesichtes.[117] In der unmittelbar daneben liegenden Abri du Colombier befinden sich weitere 15 Gravuren, u. a. elf von Steinböcken.

- Höhle von Ebbou (Vallon-Pont-d’Arc): In der Nähe befindet sich auch die Chauvet-Höhle. Tief im Höhleninneren finden sich 70 in den dünnen Kalküberzug der Wände gravierte Tierbilder in einfachen, kräftigen Umrisslinien: Pferde, Steinböcke, Bisons, Hirsche, Boviden und ein Mammut. Die Darstellungen sind deutlich frankokantabrisch. Die Datierung ist allerdings problematisch, denn es finden sich sowohl Elemente von Stil II, III und frühem Stil IV, sie reichen also vom frühen Magdalénien, vielleicht sogar Solutréen bis ins mittlere Magdalénien. Es stellt sich hier das Problem der Datierung der Rhônetal-Höhlen insgesamt. Leroi-Gourhan, der weder Chauvet noch Cosquer kannte (er starb 1986, Cosquer wurde 1985, die Chauvet-Höhle 1994 entdeckt), vermutete aufgrund stilistischer Merkmale eher Stil IV. Die Befunde der beiden genannten, teilweise sehr frühen Höhlen deuten allerdings eher auf einen älteren Zeitraum und bestätigen den Verdacht Leroi-Gourhans, dass man in so einem Falle annehmen müsste, Heiligtümer mit großer Höhlentiefe habe es dann im Süden früher gegeben als im eigentlichen frankokantabrischen Raum.[118]

- Baume de Bouchon auch Baoumo de Boutchous (Vallon-Pont-d’Arc): Die Höhle enthält zwei Gruppen abstrakter Zeichen sowie die Darstellung eines Steinbockes. Dieser ist vergleichbar mit den Darstellungen in der rund einen Kilometer entfernten Höhle Ebbou. Eine Datierung ist noch offen.[119]

- Grotte Huchard auch Grotte n° 1 du Ranc-Pointu (Saint-Martin-d’Ardèche): In der Höhle befinden sich Gravuren eines Bisons und vermutlich eines Mammuts. Diese sind dem Solutréen, Stil II-III zuzuordnen.[119]

- Höhle von Planchard (Vallon-Pont-d’Arc): Die Höhle ist rund 40 m von der Grotte Chauvet entfernt. In ihr wurden Relief-Malereien von zwei weiblichen Figuren sowie mehrere Gruppen abstrakter Zeichnungen gefunden. Die Darstellungen stammen aus dem späten Magdalénien und haben ein Alter von 11.000–13.000 BP.[120]

- Grotte du Déroc (Vallon-Pont-d’Arc): 50 m vom westlichen Eingang entfernt, in einer Höhe von sieben Metern an der Höhlendecke, ist auf einer Länge von sechs Meter eine rot-braune Musterung angebracht. Weiter befindet sich in einer Nische in vier Meter Höhe das Abbild eines Steinbockes. Dieses ist vergleichbar mit den Darstellungen in der Höhle Cougnac, Lot. Stil III. Die Datierung ist schwierig und noch offen, da die Bilder stark versintert sind.[119]

- Grotte Sombre auch Grotte Castanier (Saint-Martin-d’Ardèche): In der Höhle befinden sich ein unvollständiges Abbild eines Tieres sowie ein ovales und dreieckiges Zeichen. Die Darstellungen sind vergleichbar mit denjenigen aus der Grotte de la Combe d’Oulen und Grotte Chabot.[119]

- Grotte de la Bergerie de Charmasson (Vallon-Pont-d’Arc): Knapp 30 m im Höhleninneren befindet sich eine Darstellung eines Steinbockes. An der gegenüberliegenden Höhlenwand befinden sich abstrakte Gravuren. Die Gravuren stammen aus dem späten Magdalénien.[121]

- Grotte de la Vacheresse auch Grotte de Bacharesse (Vallon-Pont-d’Arc): Im Höhleninneren befindet sich eine einzelne Darstellung eines Pferdes. Die Datierung ist noch offen.[119]

Bis 2000 neu entdeckte, hier nicht aufgeführte Höhlen, Abris und andere Fundplätze im Département Ardèche: Grotte des Deux-Ouvertures (Saint-Martin-d'Ardèche).

Département Gard
- Grotte Chabot (Aiguèze, am Ausgang der Gorges de l'Ardèche): Gravierungen im Tageslicht. Dargestellt sind Rind, Pferd und Mammut sowie evtl. ein Hirsch. Die Darstellungen gehören ins frühe Magdalénien und werden auch aufgrund der solutréenzeitlichen Gerätefunde dem Stil II zugeordnet.

- Grotte Bayol (Collias): Die roten und schwarzen Malereien in dieser Korridorhöhle sind teils extrem schematisiert und abstrahiert. Diese Schematisierung, die sich auch in anderen lokalen Höhlen so ähnlich findet, könnte nach Leroi-Gourhan durchaus ein besonderes Stilmerkmal der Rhône-Höhlen sein.[122] Gezeigt sind Pferde und Steinböcke, Bisons, Mammut, eine Wildkatze sowie eine Anzahl verschiedener abstrakter Symbole. Einige Tierdarstellungen sind nicht zuordenbar. Eine Datierung ist auch aufgrund der Unsicherheit bei den mediterranen Höhlen bisher nicht möglich.

- Baume Latrone in Sainte-Anastasie: In einem über 200 m vom Höhleneingang entfernten Saal finden sich an der lehmigen, unebenen Wand Liniengeschlinge, die teils mit mehreren Fingern eingeritzt sind („Makkaroni“), dazwischen gibt es aber auch schwer deutbare Tiere. Daneben sind besser deutbarere Tiere dargestellt, deren Rillen zusätzlich mit roter Farbe nachgezogen wurden. Gezeigt sind vor allem Mammuts, Pferde, Wildkatzen sowie positive Handabdrücke. Der Stil passt weder zu dem mediterranen noch den frankokantabrischen Traditionen, eine Datierung ist bisher nicht gelungen. Stilistisch weist einiges auf Stil III.

Bis 2000 neu entdeckte, hier nicht aufgeführte Höhlen, Abris und andere Fundplätze im Département Gard: Grotte aux Points d'Aiguèze.

Département Hérault
- Höhle Aldène (Cesseras): Großes, durch bergmännische Aktivitäten stark beeinträchtigtes Höhlensystem. Gravierungen, 300 m vom Höhleneingang entfernt, teilweise mit Ocker nachgezogen. Dargestellt sind Pferde, Bär oder Wildkatze, evtl. ein Nashorn. Die Zeichnungen sind teils unbeholfen, teils recht geschickt (die Wildkatze gilt als eine der schönsten paläolithischen Darstellungen dieses Tieres überhaupt). Eine Datierung ist nicht möglich.

Département Aude
- Grotte du Gazel (Sallèles-Cabardès): Meist in den Kalküberzug eingravierte, inzwischen stark abgeblätterte Darstellungen, vor allem Pferde und Steinbock sowie ein Bison. Auf einer Tafel findet sich die ausgezeichnete Darstellung eines Steinbocks und eines Steinbockweibchens, dazu ein Pferd und zahlreiche Zeichen. Die Darstellungen sind in Stil IV einzuordnen und stehen der frankokantabrischen Kunst näher als der mediterranen, zeigen nach Leroi-Gourhan somit, dass sich der westliche Einfluss im mittleren und späten Magdalénien bis ins Rhônetal erstreckte.[123]

Département Ain
- Abri La Colombière (Poncin): Gravierungen auf Knochen (Mensch und Ren) sowie bemalte Kiesel mit Tierzeichnungen (Nashorn, Bison, Ren, Pferd, Steinbock, Wildkatze oder Bär). Die Datierung ist umstritten; sie schwankt aufgrund des Werkzeuginventars und differierender C-14-Bestimmungen (zwischen 11.000 und 16.000 BP) zwischen Solutréen und Magdalénien. Stil IV.

### Die nordspanischen Höhlen
Siehe auch Altsteinzeitliche Höhlenmalereien in Nordspanien.
Die Fundstätten sind auf der Grundlage der Fundstellenkarten von Leroi-Gourhan und Müller-Karpe zu folgenden lokalen Gruppen zusammengefasst:

Baskenland in Spanien

1. Spanisches Baskenland
2. Kantabrien
3. Asturien

#### Spanisches Baskenland
Region Guipúzcoa
- Höhle von Altxerri (Aya): Sie enthält Gravierungen und meist schwarze sowie wenige rote Malereien. Typisch dabei ist neben der häufigen Wandbearbeitung die Auffüllung der Darstellungen mit einem Netz sich überkreuzender Linien. Dargestellt sind Bisons, Steinböcke, Rentiere, Füchse, Auerochsen, Pferde, Saiga-Antilopen, Gämse, Fische und eine menschliche Figur, die der von Cougnac ähnelt. Die Ren-Darstellungen bezeugen hier insbesondere die Bedeutung dieses Tieres auch für den spanischen Bereich. Alle Darstellungen gehören zu Stil IV und ins spätere Magdalénien.[124]

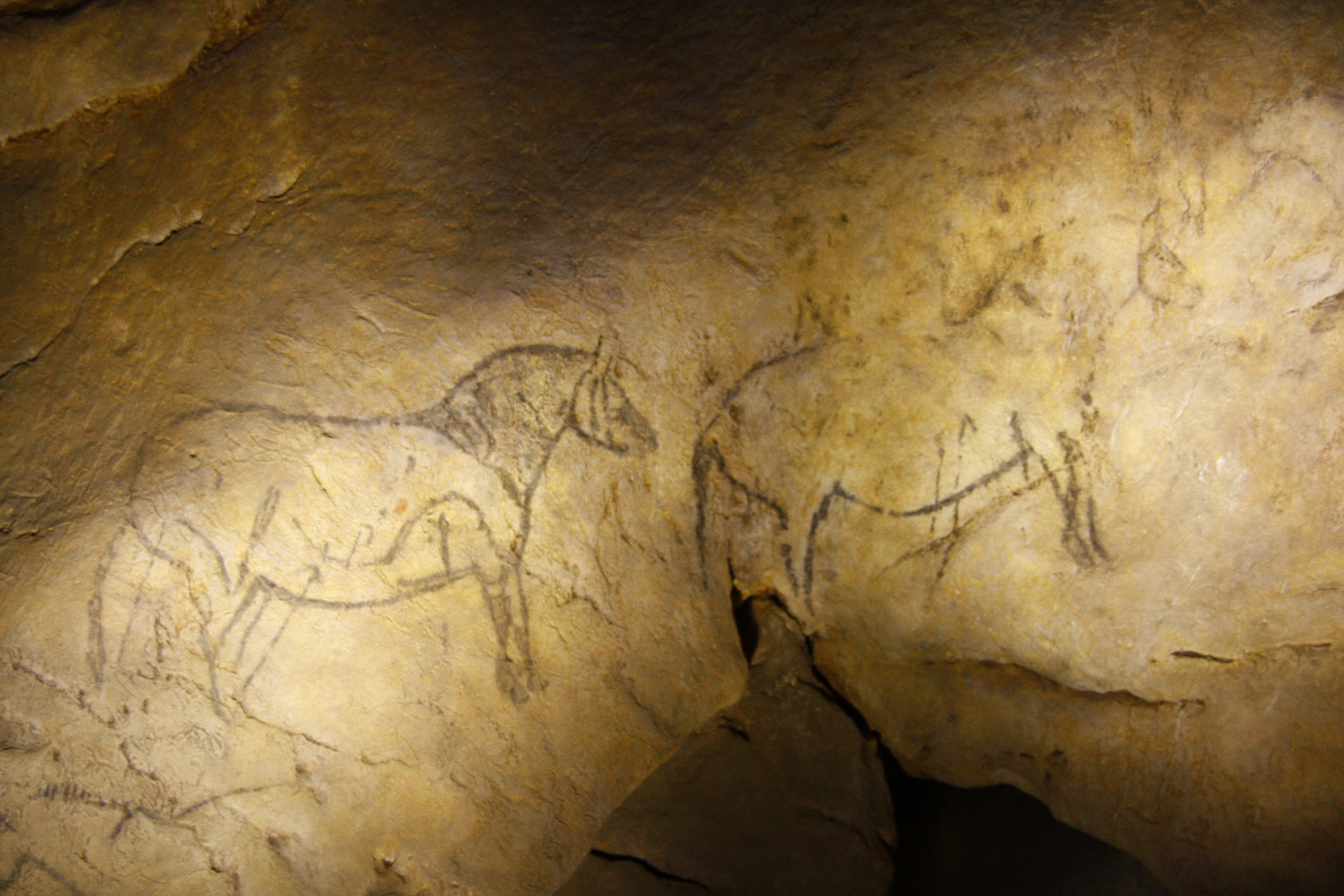
Pferdedarstellung (Pottok-Pony?) in Ekain

- Höhle von Ekain (Cestona): Diese bedeutende Höhle in der Nähe der Altxerri-Höhle wird mit Niaux, Altamira und Lascaux verglichen. Sie enthält rote und schwarze Malereien, teilweise zweifarbig, oft mit flächig-plastischen Auffüllungen und Gravuren. Die große Pferdegruppe gilt mit ihrer Detailgenauigkeit als beste Darstellung der paläolithischen Kunst überhaupt. Dargestellt sind außerdem Hirsche, Steinböcke, Bisons, Hirschkuh, Fische (Lachs), Bären, evtl. ein Nashorn, dazu abstrakte Symbole, Punkte usw. Gefunden wurden überdies eine mit einem Steinbockkopf, Hirsch und evtl. Pferd übereinander gravierte Schieferplatte. Ein Stalagmit scheint zu einem Pferdekopf gestaltet worden zu sein. C-14-Datierungen ergaben für die älteste Wohnschicht IX 30.600 BP. Die Bilder gehören allerdings meist dem späten und Endmagdalénien an (C-14: 15.000 und 12.000 BP).[125] Stil IV.

- Höhle Santimamine (Bilbao): Stilistisch sehr einheitliche schwarz gemalte oder gravierte Darstellungen: Bisons, Pferd, Bär und Kopf eines Cerviden und Rindes. Einige der Darstellungen stehen senkrecht auf dem Kopf, einige Körperpartien sind flächig hervorgehoben. Wenige Zeichen. Die Datierung entspricht in etwa dem frühen Stil IV wie in Altamira, Niaux oder Portel. Stil IV.

Kantabrien

#### Kantabrien
Region Santander
- Höhle Los Hornos bzw. „Hornos de la Peña“ (San Felice de Buelna/Tarriba): Im Eingangsbereich finden sich zwei Gravierungen: ein Pferd und ein Steinbockkopf. Hauptsächlich Stil II. Es fand sich außerdem eine Ritzung auf einer Knochenplatte. Die später entdeckten, teilweise in Lehm eingedrückten Gravierungen und wenige fragmentarische Zeichnungen in einem tieferen Saal werden dem Stil IV zugeordnet und bilden offenbar ein separates Heiligtum einer jüngeren Epoche. Dargestellt sind Steinböcke, Hirsch, Rinder, Bisons und Pferde, dazu eine menschliche Figur.

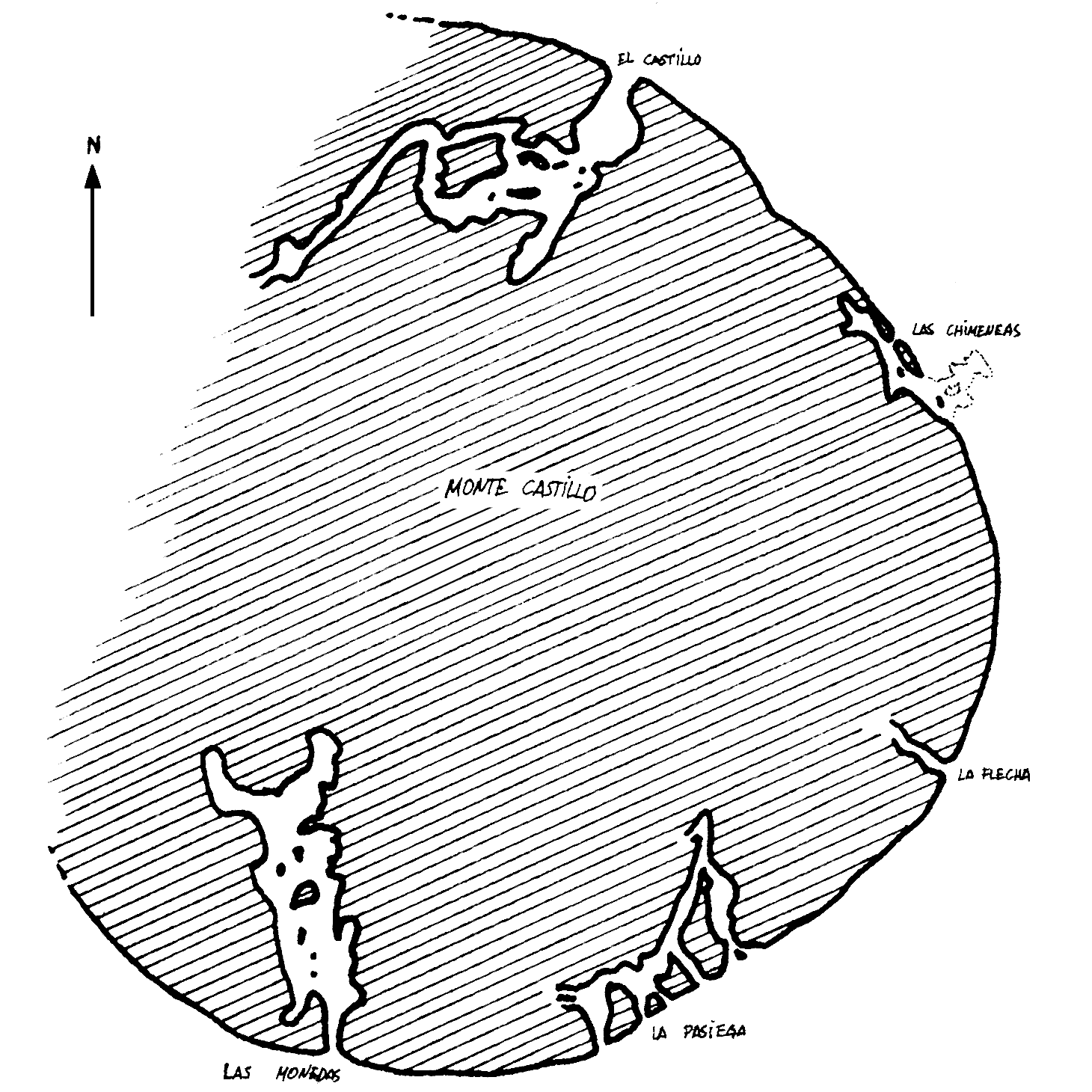
Beispiel für ein eng benachbartes Höhlenkonglomerat: die Cuevas del Monte Castillo

Die vier innerhalb eines Umkreises von wenigen hundert Metern gelegenen Höhlen El Castillo, Las Chimeneas, La Pasiega und Las Monedas bilden den Komplex der vier Cuevas del Monte Castillo bei Puente Viesgo.
- Höhle Las Chimeneas (Puente Viesgo): Gravierungen und schwarze Konturen: Cerviden, Rind, Pferd, Hirsch, Hirschkuh, Steinbock. Dazu rechteckige Zeichen. Hörner, Geweihe und Ohren in halbverdrehter Perspektive. Stil III. C-14-Datierungen verweisen auf das ältere Magdalénien und nicht auf das Solutréen.[109]

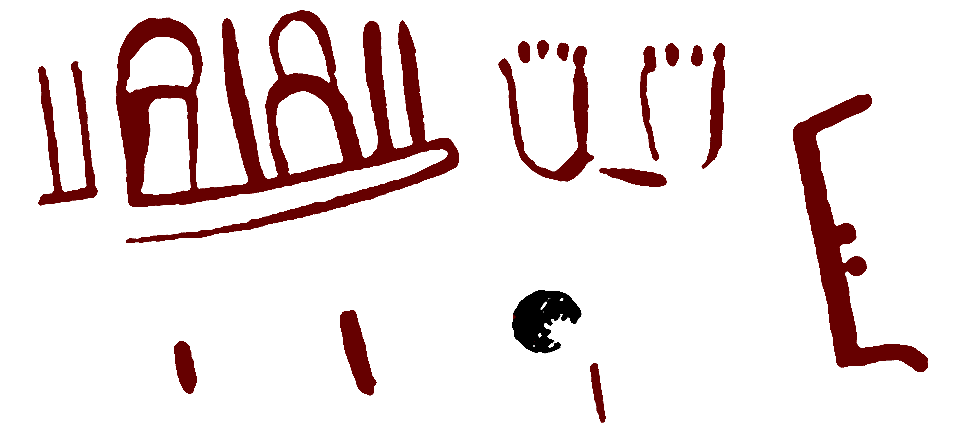
Die sogenannte „Inschrift“ von Pasiega, eine Serie von Ideogrammen

- Höhle La Pasiega (Puente Viesgo): In der gesamten Anlage lassen sich fünf Zonen unterscheiden, die zeitlich verschiedenen Etappen des Heiligtumes entsprechen: Galerie B enthält die „Inschrift von Pasiega“, eine Gruppe abstrakter Zeichen, die an einen Schriftzug erinnert. Insgesamt finden sich 226 rot, gelb und schwarz gemalte Bilder sowie 36 gravierte. Am häufigsten sind rote bis gelbe Pferde und Hirsche bzw. Hirschkühe, entweder mit dünner Konturlinie oder breitem Strich. Seltener als Cerviden sind Bisons und Steinböcke. Einige Tiere sind voll ausgemalt und durch Farbschattierungen plastisch gestaltet. Häufig sind Zeichen. Einzigartig hingegen ist eine schwarz gemalte Hand mit Arm. Eine schwarzbraune anthropomorphe Figur ist stark schematisiert. Stilistisch finden sich im vorderen Teil der entwickeltere Stil III, im rückwärtigen der frühe Stil IV. Es ergibt sich damit eine Chronologie von 17.000–13.000 BP. Ähnlichkeiten mit den benachbarten spanischen Höhlen Castillo und Las Chimeneas sind deutlich.

- Höhle El Castillo (Puente Viesgo): In allen Höhlenteilen finden sich Wandmalereien und Gravierungen, dazu über 50 Handabdrücke, vor allem negativ in Rot. Meist rote Zeichen sind häufig. Rot oder braun gemalte Tierfiguren meist als Umrisszeichnungen. Motive sind Bisons, Boviden, Pferd, Steinbock, Hirsch und Hirschkuh sowie ein „Elefant“. Die gemalten und gravierten Figuren gehören verschiedenen Zeitstufen an. Die Gravuren des Eingangsbereichs sind am ältesten, vielleicht Gravettien, die polychromen Darstellungen sind am jüngsten und gehören in etwa in die Zeit von Altamira. Die Chronologie ist jedoch komplex, der Zusammenhang mit den benachbarten Höhlen relativ unsicher, zumal er sich über 6000 Jahre erstreckt. Stil III/IV. Eine einzelne erste C-14-Datierung ergab 13.500 und 13.000 BP. Bei einer späteren Untersuchung wurde das Alter der Kalzitablagerung über einer Malerei mittels Uran-Thorium-Datierung auf mindestens 40.800 BP ermittelt. Diese Malerei stammt vermutlich aus dem frühen Aurignacien.[126] Damit kämen als Höhlenmaler prinzipiell auch Neandertaler in Frage, die damals neben den anatomisch modernen Homo sapiens noch in dieser Region lebten.[127]

- Höhle Las Monedas (Puente Viesgo): Alle Darstellungen befinden sich in einem Saal nahe dem Eingang, Zeichen einer späten Phase von Stil IV. Gezeigt sind etwa 30 schwarz gemalte Bilder: Pferde, Hirsche, Boviden, Bisons, Steinbock und Symbole. Einordnung zwischen Stil III und Stil IV.

- Cueva de Covalanas (in Ramales de la Victoria): Am hinteren Ende des 80 m langen Höhlenganges finden sich 19 rot gemalte Tierfiguren, meist Hirschkühe, ein Pferd und ein Bovide, die sowohl in der Malweise (Tupfung) wie im Stil sehr einheitlich sind. Zwischen den Tieren finden sich rechteckige Zeichen. Einzuordnen sind die Darstellungen in die zweite Periode von Stil III aus dem frühen Magdalénien, vergleichbar mit Lascaux, Gabillou und Peche-Merle.

- Höhle La Haza (Ramales): Kleine Höhle mit einem als rotem Umriss gemalten Pferd, zeitlich etwa dem frühen bis mittleren Magdalénien entstammend. Stil III.

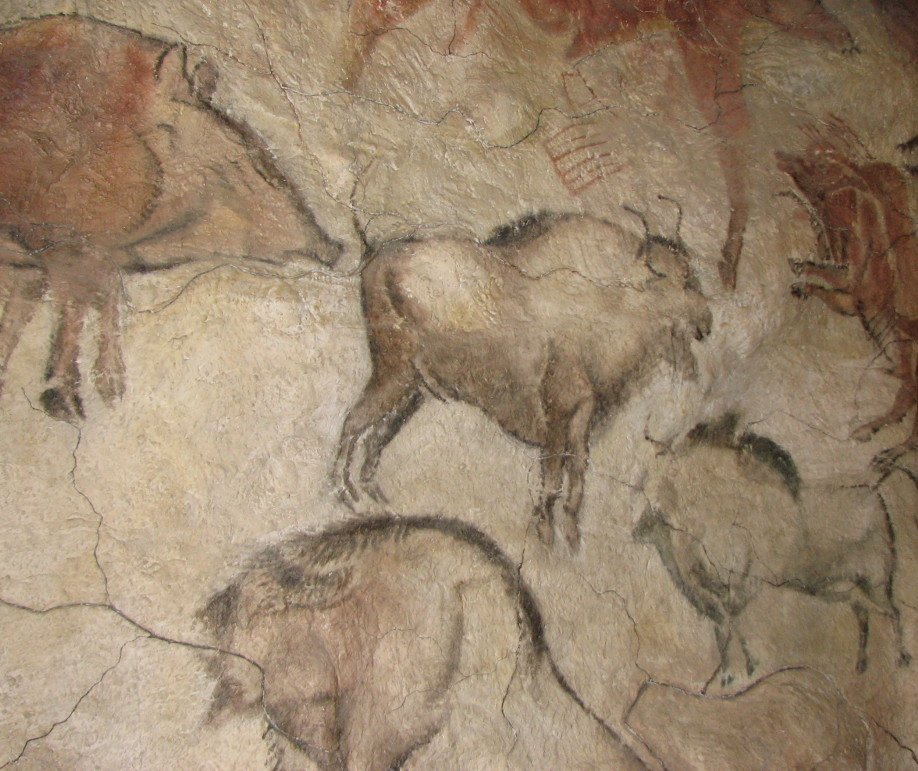
Altamira: Eber, Gämse, darüber ein abstraktes Zeichen, unten ein Bison, rechts Pferde (?)

- Höhle von Altamira (Santillana del Mar): Neben Lascaux und Niaux die wohl berühmteste frankokantabrische Höhle. Die Darstellungen erstrecken sich über einen Zeitraum von mehr als drei Jahrtausenden. Die älteren haben ein C-14-Alter von 17.000 BP, sie reichen vom beginnenden Solutréen bis zum mittleren Magdalénien, einige Bilder am Höhlenende mit Bison, Mammut, Pferd scheinen dem jüngeren Magdalénien zu entstammen. Die Höhle enthält polychrome Darstellungen, vor allem die berühmte Bisongruppe an der Decke (C-14: 14.700 BP), solche mit lediglich schwarzer Umrisslinie (sogenannte „schwarze Bildfolge“) und Gravuren (am ältesten). Manche Wandvorsprünge sind zu Masken umgebildet. An Motiven finden sich neben vielen abstrakten oft rechteckigen Zeichen und Mäander („Makkaroni“), Bisons, Rinder, Pferde, Cerviden, Steinböcke, Hirschkuh, Wildschweine, dazu eingravierte Männerfiguren. Insgesamt ist die Höhle relativ einheitlich gestaltet. Stilistische Verbindungen ergeben sich zu mehreren anderen spanischen Höhlen (La Pasiega, El Castillo) sowie zu einigen französischen (Rouffignac, Trois Frères, Niaux, Portel usw.). Datierung: Magdalénien III–IV. Stil IV.[128]

- Höhle Moro Chufín (Riclones): Auffallend tiefe Gravuren befinden sich bereits in der Tageslichtzone des Höhleneingangs: Hirsche, ein Bison sowie Zeichen. Weiter im Inneren finden sich Gravuren und rote Malereien: neben sexuellen Symbolen Pferde, ein Ur sowie einige Punktserien, außerdem eine weibliche Gestalt und ein Hirsch, weiter Bisons, Boviden, Cerviden, Wildziegen, eine anthropomorphe Gestalt und ein Stelzvogel (?). Das Alter der vermutlich innerhalb zweier Zeitphasen gefertigten Darstellungen, Gravuren und Malereien liegt für die Gravuren am Höhleneingang und einige roter Malereien im Inneren bei mehr als 17.500 BP, also im Solutréen oder frühen (Prä-)Magdalénien. Die Gravuren im Höhleninneren sind hingegen weit jünger und etwa um 11.500 BP entstanden.[129]

Bis 2000 neu entdeckte, hier nicht aufgeführte Höhlen, Abris und andere Fundplätze in Kantabrien: La Fuente del Salin.

Asturien

#### Asturien
Region Oviedo
- Höhle Cueva del Buxu (Cangas de Onis): Gravierte und gemalte Bilder etwa 70 m hinter dem Eingang. Pferde, Hirsche, Steinböcke. Tektiforme Zeichen.
- Cueva del Pindal (in Pimiango): Die aus einem einzigen, ca. 300 m langen Gang bestehende Höhle, die wegen ihrer geographischen Lage auch als Vorposten der frankokantabrischen Gruppe nach Süden und Westen gilt und ohne archäologisch bewertbare Kulturschichten ist (auch war sie wegen ihrer Feuchtigkeit und Unzugänglichkeit an einer Felswand kaum bewohnbar), enthält verschiedene Malereien; in Rot: Elefant, Mammut, Pferdekopf, Hirschkuh, ein polychrom schwarz und brauner Bison, weitere Bisons, teils mit roten Umrisslinien, teils flächig rot, teils graviert und rot nachgezogen, dazu zahlreiche rote Zeichen. Ein roter Fisch wird von ebensolchen Punkten überlagert. Stilistisch werden die Darstellungen dem frühen Stil IV zugeordnet (wie z. B. Niaux und Trois Frères), also in mittlere bis späte Magdalénien eingestellt.

Andere Regionen
- Höhle El Pendo (Camargo): Im hinteren Bereich der längst bekannten Höhle wurden neuerdings Malereien entdeckt: neun rote Hirschkühe, ein Steinbock, ein Pferd sowie Zeichen und unbestimmbare Figuren, die stilistisch dem Solutréen zugeordnet werden (Stil von Covalanas).[130] Bereits früher hatte man im vorderen Teil Gravuren mobiler Kunst gefunden, an den Höhlenwänden waren Ritzungen unbestimmter Art sichtbar.

- Höhle La Loja (Panes): Einige Gravierungen von Auerochsen, bei der die verschiedenen Perspektiven auffallen. Datierung frühes bis mittleres Magdalénien. Stil III/IV.

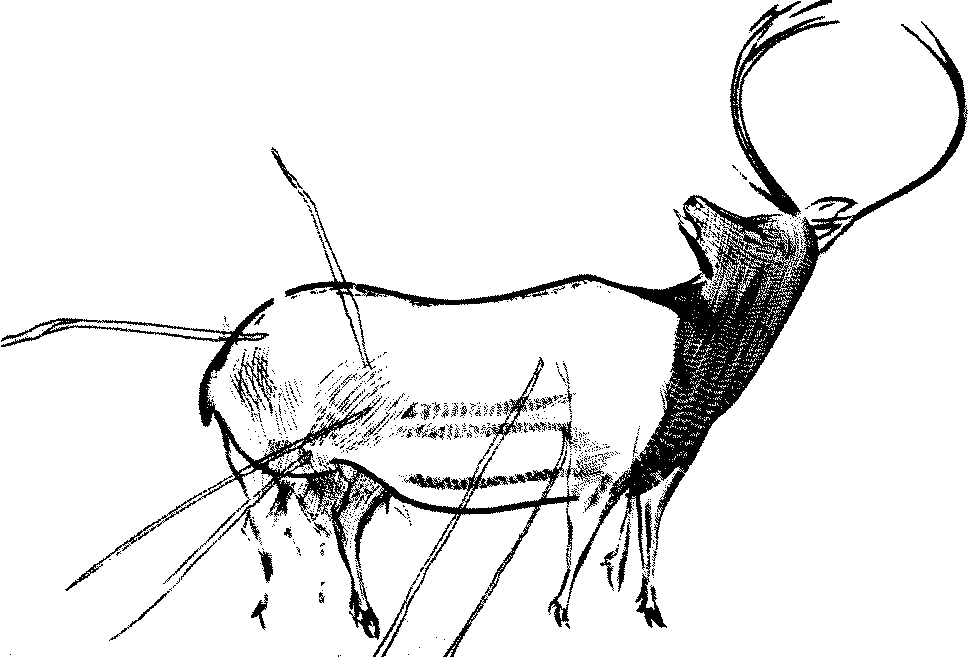
Höhle La Peña de Candamo: verwundeter Hirsch

- Höhle Tito Bustillo, auch Cueva les Pedrones (Ribadesella): Großes, erst 1968 entdeckte Höhlensystem. Es enthält sehr große (bis zu drei Meter) lange zweifarbige Malereien von Pferden sowie einige Gravierungen. Weiter dargestellt sind Steinbock, Bison/Ur, Reh und Gämse. Auch hier finden sich wie in Altxerri Rendarstellungen. Stilistisch bestehen Ähnlichkeiten mit Ekain. Am Ende eines langen Ganges gibt es die sogenannte „Vulvengalerie“. Datierung: Mittleres Magdalénien.[131]

- Höhle La Garma (Ribamontàn del Mar): 1995 entdeckte tiefe Höhlengalerien mit Gravierungen sowie schwarzen und roten Malereien von Pferden, Bisons, Hirschkühen, Steinböcken, Auerochsen und Riesenhirschen.[132]

- Höhle La Peña de Candamo (Roman de Candamo): An den Wänden Gravierungen und Malereien, insgesamt etwa 60 sich überlagernde Figuren, teils rot, teils schwarz gemalt: Bison, Pferd, Cerviden, dazu Handnegative und mit Fingern gezogene Linien („Makkaroni“). Drei verschiedene Zeitabschnitte: eine archaische Phase (Hände, Linien), mittlere Phase mit gepunkteten Hirschkühen wie Covalanas und La Pasiega sowie schwarze Malereien und Gravierungen aus dem mittleren Magdalénien. Dazu wurde Kleinkunst gefunden, vor allem Lochstäbe.[132]

- Höhle Covaciella (Carrena de Cabrales): Magdalénienzeitliche Malereien: Wisente (C-14: 14.000 BP).[133]

Bis 2000 neu entdeckte, hier nicht aufgeführte Höhlen, Abris und andere Fundplätze in Asturien: Höhle von El Bosque, Abri Santa Adriano.

## Andere Felsbildregionen
Neben der Eiszeitkunst des frankokantabrischen Raumes gibt es auf der Iberischen Halbinsel weitere Zentren der Parietalkunst,. Herausragend in ihrer Bedeutung sind die Region im Duero-Becken mit hunderttausenden Petroglyphen im heutigen Parque Arqueológico do Vale do Côa sowie die neolithischen Felsmalereien in der spanischen Levante.
Andere Regionen der paläolithischen Höhlenkunst liegen in Italien und im Uralgebirge (siehe Höhlenmalerei).

## Mobile Kunst

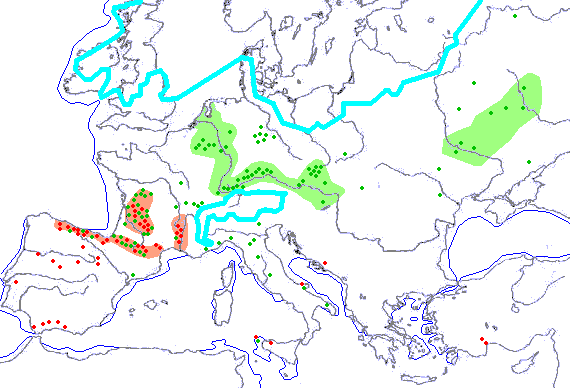
Paläolithische Kunst in Europa.
Die Schwerpunkte der mobilen Kunst (grün) liegen weiter östlich als die der stationären Wandkunst (rot).
Dünne dunkelblaue Linien: Küstenlinien während der Eiszeit.
Dicke hellblaue Linien: Grenzen der stärksten Würm-Vereisung.

Die mobile Kunst des Jungpaläolithikums ist insgesamt weit älter als die stationäre Felskunst. Figürliche Kleinkunst ist im Aurignacien nachweisbar und erreicht einen Höhepunkt im Gravettien. Sie hat regionale Schwerpunkte in Mittel- und Osteuropa (siehe Skizze). Aber auch im frankokantabrischen Raum wurden zahlreiche Objekte der mobilen Kunst gefunden – in Höhlen, aber auch in Freilandfundstellen.
Man unterscheidet folgende Typen der mobilen Kunst:
- Figürliche Gravierungen und Halbplastiken[135]
- Reliefs und Contours découpés (aus dünnen Knochenplatten herausgeschnittene figürliche Umrisse, in deren Silhouetten dann eine Innenzeichnung eingraviert wurde)[136]
- Vollplastiken[137]
- Nichtfigürliche Ornamente[138]

## Radiobeitrag
- Moritz Holfelder: Höhlenmalerei in Kantabrien. Auf Augenhöhe mit der Steinzeit. Mitschnitt eines Beitrags in der Sendung radioReisen auf Bayern 2 ab Minute 21:40, Sendungsinfos